# Marino (Italia)
Marino (conosciuta impropriamente come Marino Laziale, Marini in dialetto marinese) è un comune italiano di 46 676 abitanti della città metropolitana di Roma Capitale, nel Lazio.
Il centro storico è situato circa venti chilometri a sud di Roma, sui rilievi di origine vulcanica dei Colli Albani, ed è uno dei quattordici centri noti come Castelli Romani. Cava dei Selci, Castelluccia-Fontana Sala, Due Santi, Frattocchie, Santa Maria delle Mole sono centri abitati del territorio comunale.  
Dal 1925 a Marino si celebra la Sagra dell'Uva, la manifestazione più antica in Italia nel suo genere, nata per promuovere il locale vino bianco a denominazione di origine controllata. 
Sul territorio comunale si trova un sito patrimonio dell'umanità, un tratto di circa quattro chilometri e mezzo della Via Appia. Regina Viarum. Il sito archeologico del mitreo di Marino ospita una delle sole tre tauroctonie ad affresco esistenti in Italia. 
Parte del territorio è tutelato dal Parco regionale dell'Appia antica e dal Parco regionale dei Castelli Romani.

## Geografia fisica

### Territorio

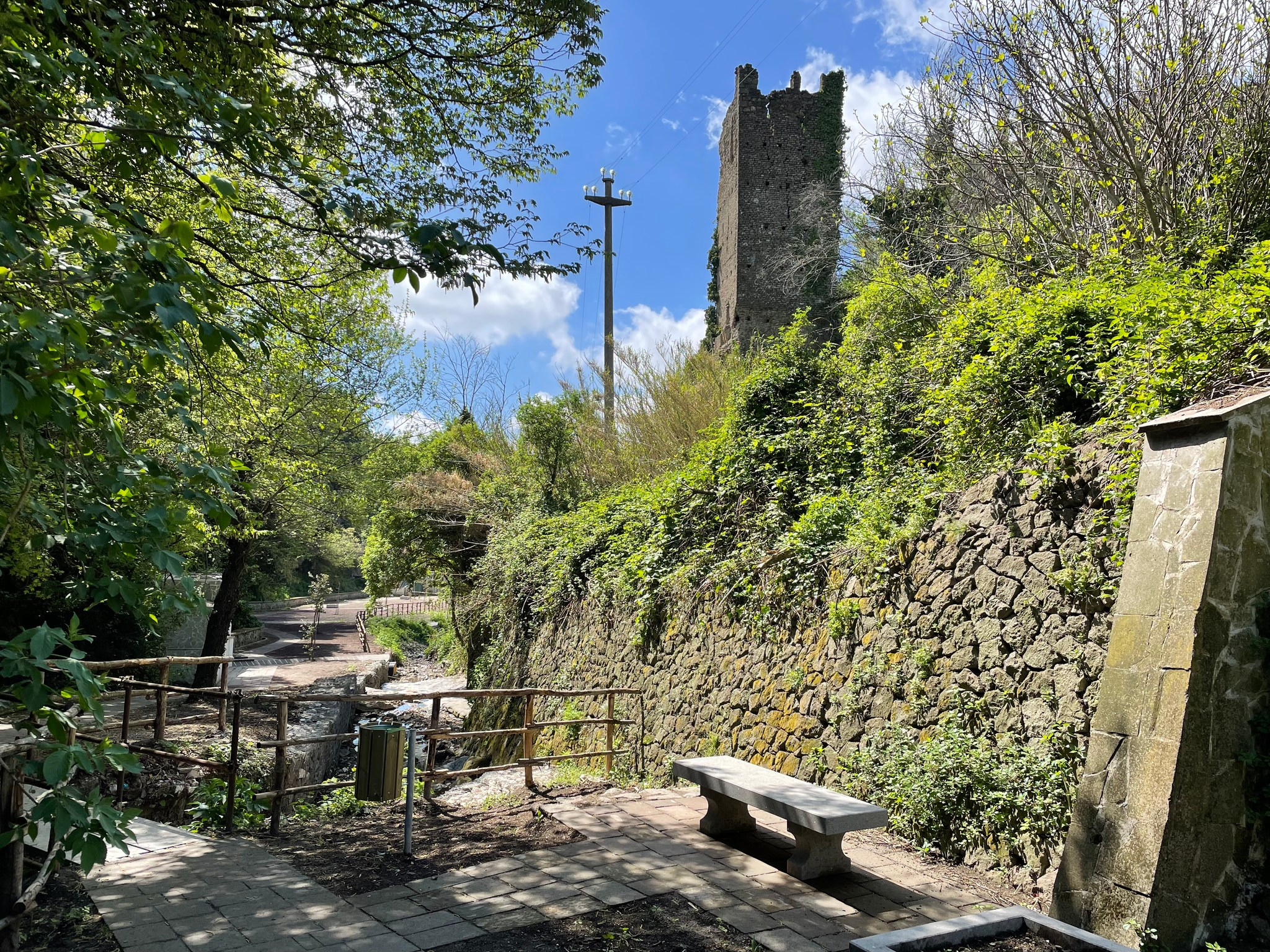
Scorcio del parco dell'Acquasanta, nel rione omonimo, in prossimità dell'attraversamento del fosso delle Pietrare. Sulla destra la torre d'Ammonte.

Il territorio comunale di Marino, con i suoi 26,10 km² di estensione, è il sesto comune dei Castelli Romani per vastità dopo Velletri (113.21 km²), Lanuvio (43.91 km²), Rocca di Papa (40.18 km²), Rocca Priora (28.07 km²) e Lariano (27 km²).
Alcune modificazioni del territorio marinese furono apportate già sotto il dominio della famiglia Colonna: nel 1453 infatti insorse una controversia per i confini con i territori dell'abbazia di Santa Maria di Grottaferrata, risolta definitivamente solo nel Seicento con la rinuncia di ogni pretesa marinese sulla località Castel de' Paolis, che fin dall'XI secolo apparteneva all'abbazia criptense benché fosse situata in territorio marinese. Nel 1399, durante un breve periodo di dominio diretto ecclesiastico su Marino sotto il pontificato di papa Bonifacio IX, alla castellanìa marinese fu aggregata anche la castellanìa di Genzano di Roma, che all'epoca includeva anche il desolato territorio di Ariccia: un'altra effimera espansione territoriale del territorio marinese si registrò nel periodo dell'occupazione napoleonica (1807-1814), quando Grottaferrata fu aggregata al cantone di Marino.
Nel 1833 invece il territorio marinese ammontava a 1932 rubbia, cioè 35,71 km² (calcolando 1.848438 ettari come superficie corrispondente ad 1 rubbio), dato che includeva anche l'attuale territorio di Ciampino, resosi autonomo nel 1974. Un'ulteriore diminuzione del territorio comunale ci fu tra il 1993 ed il 1994 nel periodo di esistenza del comune autonomo di Boville: il riaccorpamento di questo comune, composto dalle frazioni di Castelluccia, Cava dei Selci, Due Santi, Fontana Sala, Frattocchie e Santa Maria delle Mole, fu stabilito dalla Corte costituzionale con la sentenza nº 433 del 6 settembre 1995.
Il territorio marinese, come quello dell'intera area dei Colli Albani, è stato soggetto tra i 600.000 ed i 20.000 anni fa circa all'attività del Vulcano Laziale. Il suolo è dunque composto in massima parte di materiale vulcanico, ed abbondano minerali caratteristici come il peperino, la cui estrazione è stata fino agli anni sessanta caratteristica di Marino, ed in misura minore la pietra sperone del Tuscolo ed il tufo, localizzati con più frequenza dell'area tuscolano-artemisia.
Secondo la Carta Geologica d'Italia redatta dal Servizio Geologico d'Italia la maggior parte del territorio di Marino è geologicamente composta da "brecce piroclastiche d'esplosione, con lapilli, proiettili leucocratici, ultrafemici, pirosseniti biotitiche, xenoliti di lave leucitiche e del substrato (argille pliocalabriane, marne e arenarie paleogeniche, calcari mesozoici marmorei per metamorfismo), facies cineritiche superiormente straterellate, in strati e banchi più o meno consolidati, rapidamente assottigliati allontanandosi dai centri d'emissione", ovvero in una parola da peperino, roccia magmatica formata dal consolidamento dei materiali magmatici emessi dai crateri vulcanici.
Santa Maria delle Mole, Fontana Sala e la località Tor Messer Paoli si trovano invece su banchi di lave in grande colata, in questo caso soprastante a leucite tefritica e nefelinica. Il rione Coste nel centro di Marino e la località Santa Fumia, posta ai confini meridionali del comune con Castel Gandolfo e Roma, si trovano invece su un suolo fatto di lava in ammassi. Monte Crescenzo, infine, si presenta caratteristicamente composto da "saldame lavico, scorie, agglomerati e lapilli stratificati", materiale caratteristico di una bocca eruttiva eccentrica. La località Pantanelle, ai confini settentrionali con Grottaferrata e Ciampino, è invece composta da materiale alluvionale, probabilmente trasportato dal fosso della Patatona.
- Classificazione sismica: zona 3 (sismicità bassa).[16][17]

#### Idrografia
Il reticolo idrografico del territorio comunale è composto da corsi d'acqua chiamati localmente marane", in genere di capacità ridotta, soprattutto a seguito della captazione delle acque sorgive da parte degli acquedotti comunali che hanno ridotto il flusso di acqua rispetto al passato. 
- Fosso della Patatona, noto anche come di Pantanella o di Valle Pantanicci, del Barco o delle Pietrare, affluente del fosso dell'Acqua Mariana e quindi, dal 1957, del fiume Almone;

- Fosso di Fioranello, poi di Fiorano, affluente del fosso dell'Acqua Acetosa;

- Fosso delle Scopette, affluente del fosso di Fioranello;

- Fosso della Giostra, affluente del fosso del Divino Amore, e con esso del fosso dell'Acqua Acetosa;

- Fosso della Torre, affluente del fosso di Vallerano; questo corso d'acqua era un tempo alimentato dall'emissario artificiale del lago Albano, il quale termina dopo un percorso ipogeo di circa un chilometro e mezzo in corrispondenza dell'origine di questo fosso in località Le Mole di Albano Laziale.

- Fosso di Montelungo, affluente del fosso della Torre;

- Fosso dei Preti, affluente del fosso della Torre.

#### Orografia
Non esistono vere e proprie cime montuose nel territorio marinese, ovvero l'altitudine massima non raggiunge mai i 600 m s.l.m. Le quote più elevate si registrano nella parte orientale del comune, ai confini con Rocca di Papa presso le pendici di Monte Cavo (949 m s.l.m.), antico cratere vulcanico attivo nella "seconda fase" dell'esistenza del Vulcano Laziale, all'incirca tra i 270.000 ed i 100.000 anni fa: le località di Costa Caselle e Prato della Corte raggiungono rispettivamente i 438 ed i 427 m s.l.m.
Il centro di Marino, posizionato "sopra 'na collinetta de peperino" dalla vaga forma di una "L", tocca la sua altitudine massima in località San Rocco con 389 m s.l.m., altitudine che progressivamente declina per toccare quota 376 m s.l.m. presso il quartiere Villa Desideri, 373 m s.l.m. in piazza Giacomo Matteotti, 335 m s.l.m. a Palazzo Colonna ed infine 319 m s.l.m. in località Paolina.
Altre quote notevoli si trovano nella parte meridionale del comune, ai confini con Castel Gandolfo, lungo il bordo del cratere vulcanico allagato rappresentato dal lago Albano (attivo anch'esso nella "seconda fase" del Vulcano Laziale): la località dei Villini infatti è a quota 368 m s.l.m., mentre il vicino Monte Crescenzio, probabile bocca vulcanica secondaria, è alto 379 m s.l.m.
Il resto del territorio è disegnato dal dolce declivio dei terreni vulcanici dei Colli Albani verso la vasta pianura dell'Agro Romano: per quanto riguarda l'altitudine delle frazioni del territorio comunale, Santa Maria delle Mole è a 147 m s.l.m., Cava dei Selci a 151 m s.l.m., Frattocchie a 173 m s.l.m., Fontana Sala a 186 m s.l.m., Due Santi a 222 m s.l.m. e Castelluccia a 200 m s.l.m.

### Clima
Il clima dei Castelli Romani è considerato salubre fin dall'antichità, in virtù della loro posizione in collina a quote generalmente non troppo alte. L'escursione termica del centro di Marino con Roma Urbe ad esempio è praticamente nulla, anche se a Marino si avverte in misura minore l'umidità.
Nell'area castellana le temperature minime oscillano tra i 9 °C ed i 12 °C, mentre le massima sono tra i 15 °C ed i 22 °C: le escursioni termiche più sensibili si registrano in autunno ed in primavera, mentre per quanto riguarda la piovosità i Castelli Romani si collocano nell'area meso-mediterranea, con un picco nel mese di novembre ed un netto calo tra luglio ed agosto, per un totale medio di 942 millimetri. Tuttavia la precipitosità più alta si registra nell'area prossima al litorale laziale in direzione S-SO e procede man mano calando verso l'interno, a causa dell'ostacolo rappresentato dai Colli Albani, in osservanza di un fenomeno chiamato stau.
Normalmente, i Castelli sono battuti dai venti di scirocco e libeccio, provenienti dal mar Tirreno rispettivamente da S e SO, ma talvolta compare anche il "ponentino", vento dell'O caratteristico di Roma e delle zone costiere dell'Italia centrale. Durante l'inverno invece si ha la presenza di tramontana e grecale, provenienti da N e NE attraverso la vasta pianura dell'Agro Romano. È in questo periodo che si può talvolta assistere a qualche nevicata, sebbene si tratti generalmente di rovesci brevi e senza accumuli degni di nota.
- Classificazione climatica: zona D, 1966 GR/G (12 ore di accensione giornaliera dal 1º novembre al 15 aprile).[16]

## Origini del nome
Non è chiara l'origine del toponimo "Marino": nel Quattrocento e nel Cinquecento era convinzione diffusa negli eruditi che fosse legato ad un'ipotetica villa romana appartenuta a Gaio Mario che sarebbe sorta nel sito dell'attuale centro storico (ed in effetti rinvenimenti archeologici compatibili con una villa di età romana furono fatti nell'Ottocento nel quartiere Borgo Garibaldi): tra gli altri anche papa Pio II, in un passo dei "Commentarii" riguardante il suo "tour" dei Colli Albani del 1462, avvalorò questa tesi. Altre ipotesi sono una derivazione da "Marianum" nel senso di luogo consacrato alla Madonna (ed il santuario di Santa Maria dell'Acquasanta ha origini piuttosto antiche, databili attorno al VI secolo) o ad un "Maranum", collegato con la "marana" o fosso della Patatona, o ancora al nome di un antichissimo feudatario Marino o Marina di cui si è perso ad oggi il ricordo.
Non è chiaro neppure quando questa denominazione sia apparsa per la prima volta nella storia, poiché si tende ad escludere le menzioni sospette di interpolazione del "Liber pontificalis", datata all'epoca dell'impero di Costantino I (306-337) coincidente con il pontificato di papa Silvestro I (314-335), e del "Chronicon Sublacense", datata al 1090. Il primo documento certo in cui viene menzionato Marino diventerebbe così un atto notarile del 1114, rogato da un certo "Tedemarius abitatoris in castri qui vocatur Mareni" ("Tedemario abitante nel castello che [è] chiamato Marino").

## Storia

### Età antica (900 a.C.-476)

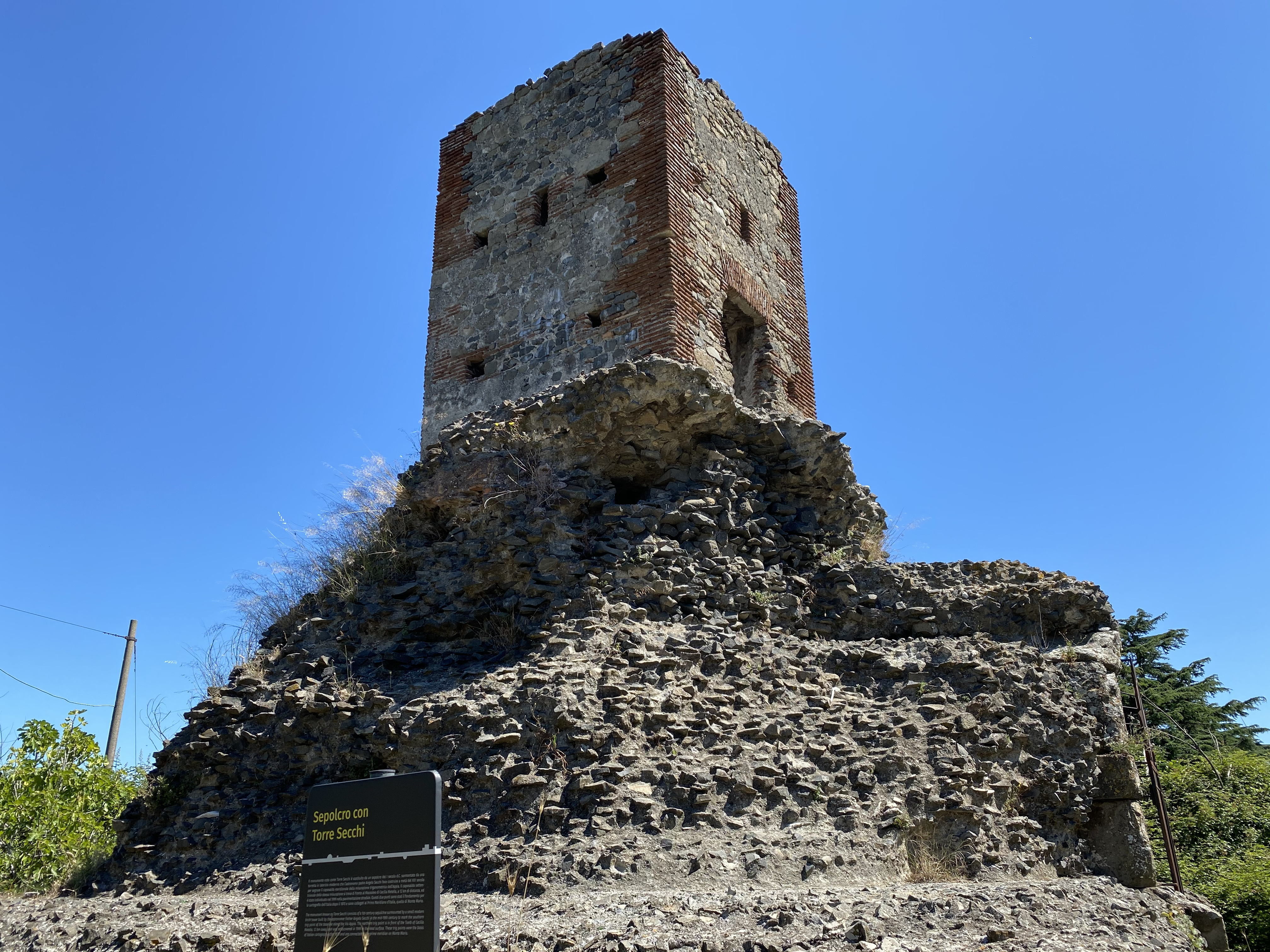
Il sepolcro romano sul quale, nel Medioevo, venne edificata la Torre detta Leonardo, lungo la Via Appia Antica in località Frattocchie.

Nel territorio marinese i primi insediamenti umani attestati risalgono al I millennio a.C., nel periodo laziale II A (900 a.C. - 830 a.C.). Risalgono invece al periodo laziale III (770 a.C. - 730 a.C.) i primi reperti rinvenuti nella necropoli di Riserva Del Truglio, che ha però il suo massimo sviluppo durante il periodo laziale IV A (730 a.C. - 640 a.C.): a questo periodo risalgono circa una trentina di tombe rinvenute nel territorio marinese, che compongono una delle più importanti concentramenti di tombe dei Colli Albani. 
Sono localizzabili nel territorio comunale di Marino diversi insediamenti pre-romani:
- Bovillae, città latina ubicata nei pressi del XII miglio della via Appia, in corrispondenza delle moderne località di Frattocchie e Due Santi;
- Lucus Ferentinae o Caput Aquae Ferentinum, luogo sacro alla dea Ferentina deputato alle riunioni della Lega Latina. Per molti secoli una delle localizzazioni più accreditate è stata nel territorio di Marino, in località Prato della Corte[30] o nella forra del moderno Barco Colonna, dove si trova ancora oggi una località chiamata Capo d'Acqua. In via alternativa, è stata ipotizzata l'ubicazione del Lucus presso la frazione Cecchina di Albano Laziale,[31] nell'ambito della città latina di Aricia, o presso la località di Laghetto a Castel Gandolfo.[32] Gli studi più recenti tendono comunque ad escludere la localizzazione del Lucus Ferentinae a Marino.[33]
- Mugillae, città del Lazio antico citata dalle fonti antiche [34] in relazione alle operazioni militari condotte da Gneo Marcio Coriolano nel 488 a.C. alla guida dei Volsci contro Roma. Il sito dell'antico abitato è oggi localizzato nei pressi della località di Santa Maria delle Mole;

In età romana, oltre alla sopravvivenza dell'abitato di Bovillae, sia pure sotto forma di città sparsa intorno al suo nucleo monumentale, è stato localizzato nel territorio comunale di Marino l'oppidum repubblicano di Castrimoenium. Sebbene tradizionalmente si ritenga ubicato in corrispondenza del centro storico di Marino, e precisamente nel rione Castelletto (dove sono state individuate murature di epoca romana compatibili con un complesso di edifici), gli studi più recenti tendono a collocare il sito di Castrimoenium in vocabolo Castellano nei pressi della località Sassone, in prossimità dell'incrocio tra le vie Castrimeniense e di Mola Cavona. Non sono mancate, in passato, altre proposte di ubicazione (ad esempio presso la località Civitella o Castel de' Paolis). 
Il territorio fu disseminato di ville suburbane durante l'età repubblicana ed imperiale, data la sua vicinanza con Tusculum, ambita meta di villeggiatura. Questi edifici hanno restituito importanti reperti, i quali in passato andarono ad arricchire le collezioni d'arte antica in altri luoghi d'Italia ed all'estero (come ad esempio l'"Apoteosi di Omero" attribuita ad Archelao da Priene, rinvenuta nel 1645 in località Torre Messer Paolo e venduta nel 1819 al British Museum di Londra).
Uno dei ritrovamenti archeologici più significativi ancora esistenti sul posto è senza dubbio il mitreo di Marino, rinvenuto nel 1962 presso la stazione ferroviaria di Marino. Si tratta di un mitreo (luogo di culto del dio Mitra) affrescato databile al II secolo d.C., in eccezionale stato di conservazione.

### Medioevo
L'alto Medioevo

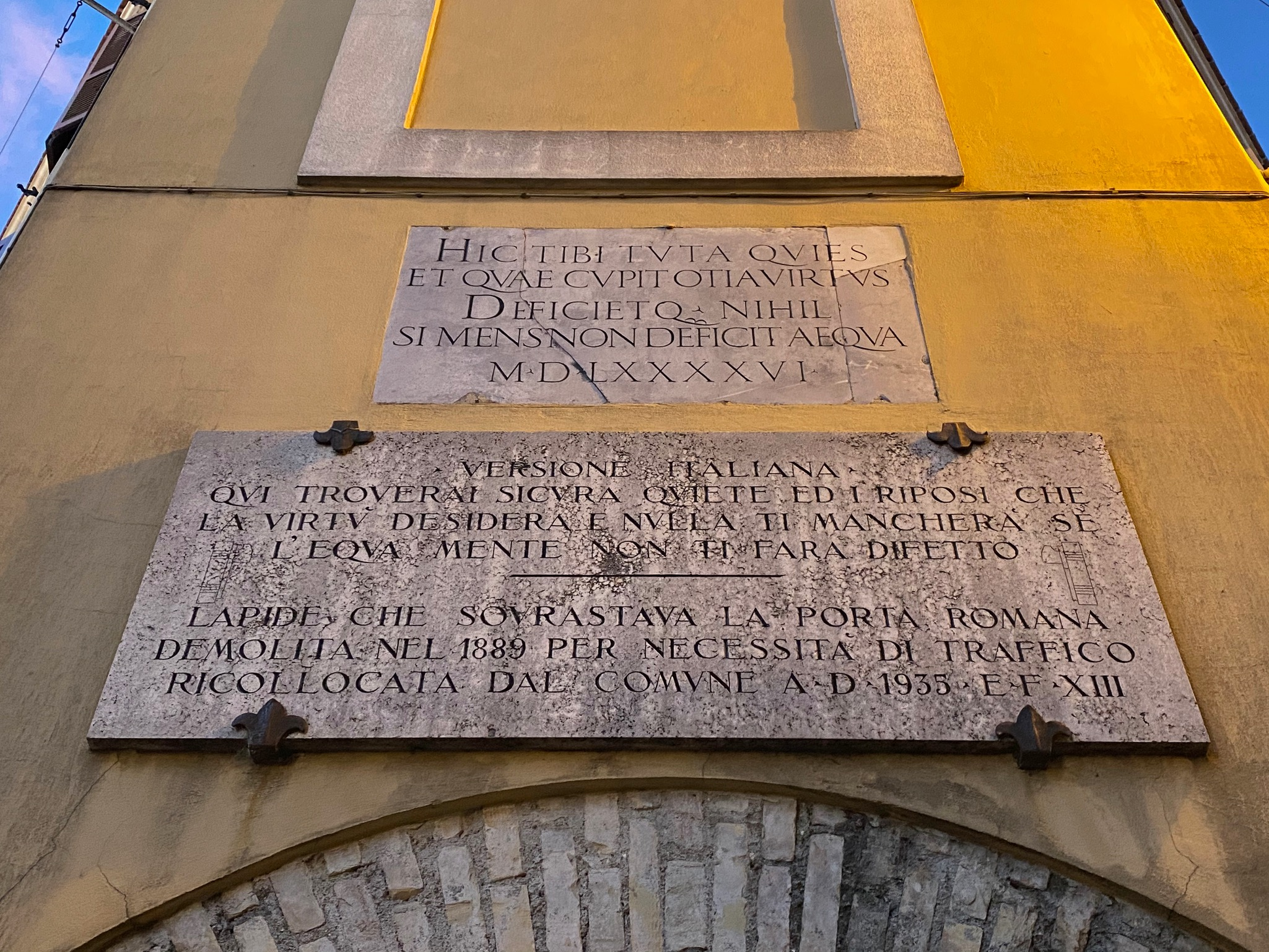
L'iscrizione che si trovava sulla Porta Romana delle mura castellane, rimossa con la demolizione della porta nel 1889 e ricollocata nel 1935 all'angolo tra Via Roma e Viale Massimo D'Azeglio.

A partire dagli ultimi decenni del III secolo, la compagine urbana di Bovillae (indicata come Bobellas nella Tabula Peutingeriana) entrò in forte decadenza, sostituita come centro di aggregazione del territorio lungo la via Appia dal nuovo insediamento di Albano, sviluppatosi intorno ad un accampamento militare, che divenne sede vescovile attestata almeno dall'inizio del V secolo. 
A partire dall'VIII secolo il Lazio fu interessato dall'insediamento di patrimonia e domuscultae, articolate in massae, strutture produttive sorte in ambito ecclesiastico per lo sfruttamento agricolo ed il controllo del territorio. Nel territorio marinese si trovavano alcuni fondi distaccati appartenenti al patrimonium Appiae e alle massae Marulis, il cui centro era situato probabilmente a Grottaferrata presso il XII miglio della via Latina, e Sulpiciana, che si estendeva lungo la via Nettunense da Frattocchie a Castel Savello presso Albano Laziale.
In questo periodo si sviluppò anche una possessio Marinas, citata dal Liber pontificalis al tempo di papa Silvestro I, a partire dalla quale si sviluppò il centro storico di Marino.
Il basso Medioevo

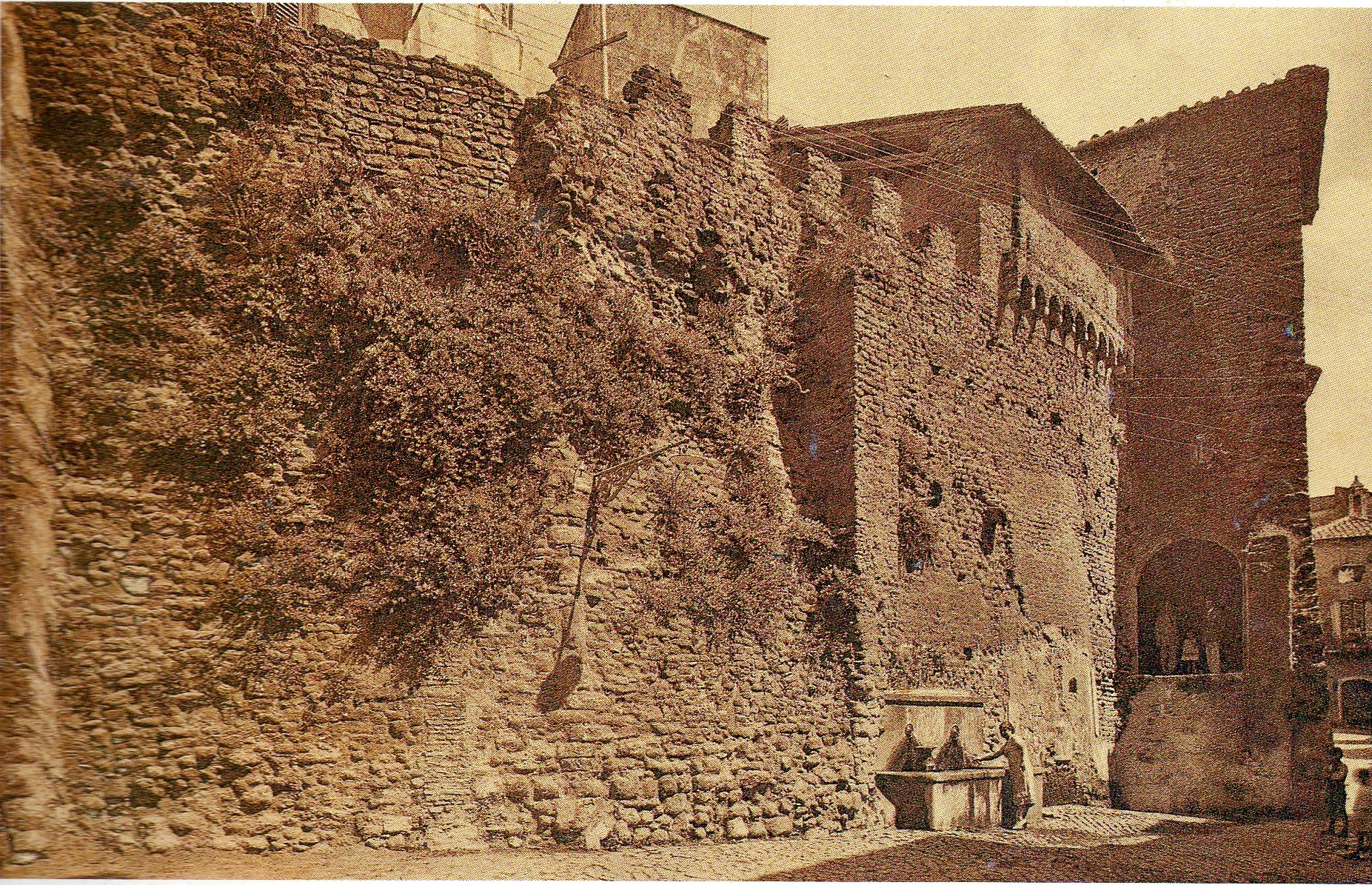
Tratto delle mura medioevali sopravvissuto sul lato ovest di Palazzo Colonna (Via di Palazzo Colonna), in una cartolina del 1926 in cui compare la fontana detta "di Gaudenzio".

Marino, come tutta l'area dei Colli Albani, fu soggetta all'influenza dei Conti di Tuscolo, potente famiglia baronale romana che esercitò il proprio potere tra il X e l'XI secolo. Ai Conti di Tuscolo sarebbe da attribuire la prima fortificazione del centro storico, a partire dal luogo dell'attuale Palazzo Colonna, nell'ambito di un processo di incastellamento del territorio. 
La prima citazione del castello di Marino risalirebbe all'anno 1090, in un passo del Chronicon Sublacense: tuttavia potrebbe trattarsi di un'interpolazione successiva, fatta aggiungere per dare un fondamento legale a una probabile usurpazione del feudo esercitata dalla famiglia di nuova nobiltà dei Frangipane, che nel XIII secolo esercitò il proprio dominio feudale sul territorio.
In ogni caso, la circostanza che Marino fosse un luogo fortificato è attestata da un atto notarile del 1114.
Nel 1237 Giacoma de Settesoli, vedova di Graziano Frangipane, e suo figlio Giovanni Frangipane, signori del castello di Marino, stipularono con gli abitanti una convenzione, nella quale riconobbero e promisero di conservare gli usi e le consuetudini locali già vigenti.
Giacoma o Jacopa de Settesoli protesse Francesco d'Assisi fin dal suo primo soggiorno a Roma nel 1210, e fu ispiratrice del Terzo ordine regolare di San Francesco; è sepolta ad Assisi nella cripta della Basilica inferiore di San Francesco. In memoria di questo legame tra la castellana di Marino ed il Santo di Assisi, i due comuni di Marino ed Assisi hanno stretto un gemellaggio. 
I Frangipane rimasero signori di Marino fino al 1253; in seguito il feudo fu per un breve periodo usurpato dalla famiglia dei Conti di Poli, e nel 1266 venne in proprietà al cardinale Matteo Rubeo Orsini.
Sotto il dominio feudale della famiglia Orsini, il castello venne espanso e fortificato, e per questo subì un assedio nel 1267 da parte del "senator" ghibellino Enrico di Castiglia e nel 1347 fu assediato dal "tribuno del popolo" Cola di Rienzo, entrambe le volte senza successo. 
Negli anni dello Scisma d'Occidente (1378-1417), che vide la contrapposizione tra il papa di Roma ed uno o più antipapi, papa Urbano VI e l'antipapa Clemente VII misero in campo due eserciti mercenari, che si affrontarono nella battaglia di Marino (30 aprile 1379), al termine della quale la vittoria arrise ai mercenari di Urbano VI, comandati dal condottiero Alberico da Barbiano.
In seguito alla battaglia, il signore di Marino, Giordano Orsini, seguace dell'antipapa Clemente VII, fu scacciato dal castello da suo figlio Giacomo, che si era messo al seguito di papa Urbano VI. Giacomo Orsini mantenne il controllo del castello fino al 1385, quando fu a sua volta scacciato da suo cugino Onorato Caetani. Durante tutto il periodo dello Scisma d'Occidente, il castello di Marino fu oggetto di repentine conquiste e successive riconquiste da parte di vari personaggi: tra il 1399 e il 1405 appartenne direttamente alla Camera Apostolica; dal 1408 al 1414 fu occupata da Ladislao I di Napoli che la concesse a Giordano e Niccolò Colonna; quindi tornò ai Caetani, che infine nel 1419 la vendettero alla famiglia Colonna, che conserveranno il feudo di Marino fino al 1816.

### Il periodo dei Colonna

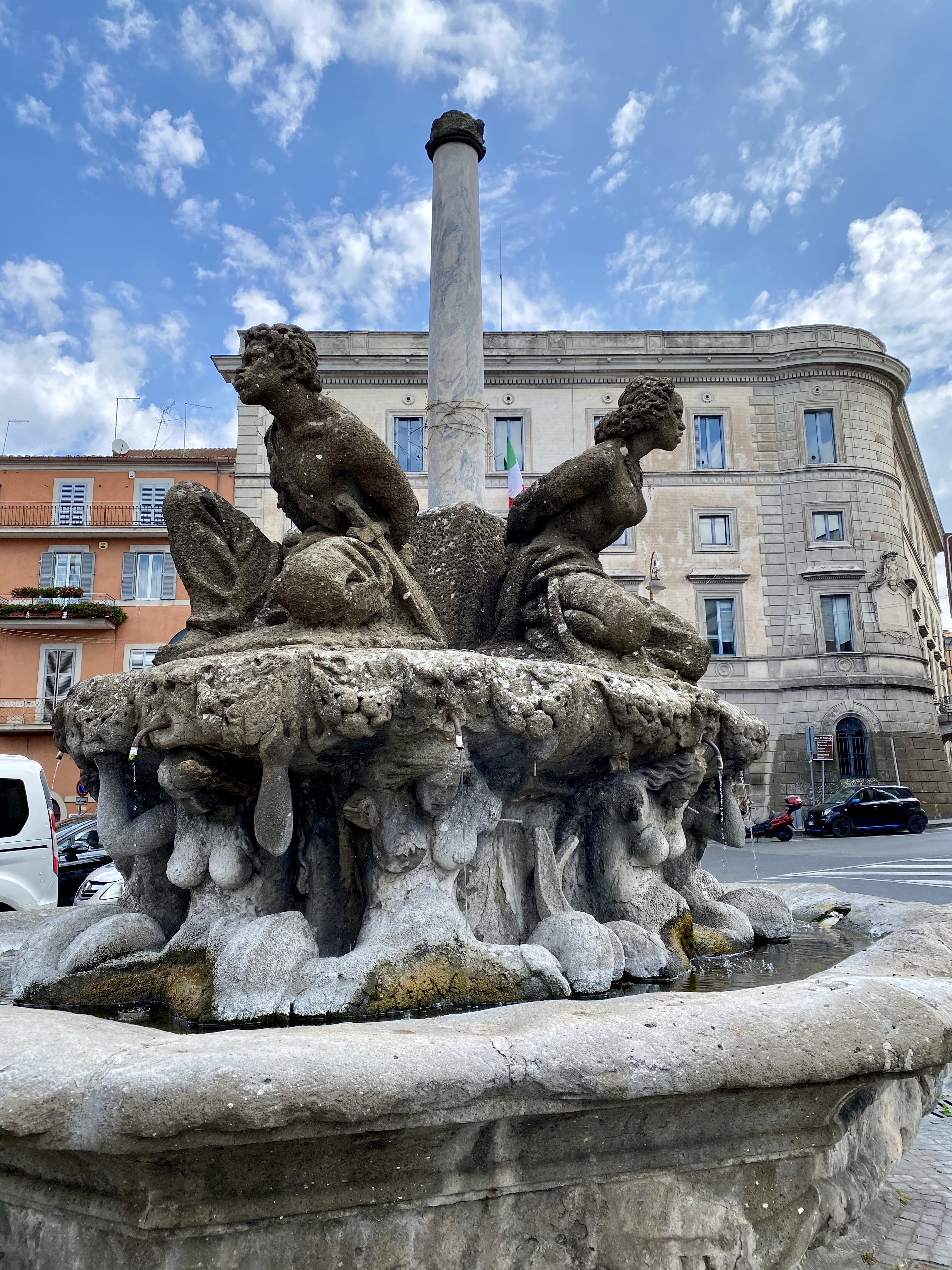
La fontana dei Quattro Mori (1632) in piazza Giacomo Matteotti.

I Colonna utilizzarono il castello di Marino molto frequentemente come base militare, coinvolgendolo in numerosi eventi bellici. Tra il 1433 e il 1436 il castello fu coinvolto nella guerra tra papa Eugenio IV e alcune famiglie baronali romane, terminata con la distruzione di Palestrina e l'esilio dei Colonna nel Regno di Napoli. Nel 1482 e nel 1484-1486 Marino fu nuovamente teatro delle operazioni della guerra tra papa Sisto IV, cui poi successe papa Innocenzo VIII, ed il re di Napoli Ferdinando I.
Il castello fu anche teatro, nel 1489, del matrimonio tra Fabrizio I Colonna ed Agnese di Montefeltro, figlia del duca di Urbino Federico e di Battista Sforza; da questa unione nacque, forse proprio a Marino, la poetessa Vittoria Colonna.
Negli anni del pontificato di papa Alessandro VI, i Colonna si contrapposero al papa ed alla famiglia Borgia. Il figlio naturale del papa, Cesare Borgia, fu inviato a Marino, tra l'ottobre ed il novembre 1494, come garante dell'incolumità del cardinale Ascanio Sforza, grande oppositore di papa Borgia ed in quel periodo ospite a Marino dei Colonna; mentre il cardinale si recava a Roma a trattare con il papa. Cesare Borgia fu di nuovo a Marino nel gennaio 1495, insieme al re di Francia Carlo VIII, venuto in Italia con l'obiettivo di rivendicare il trono di Napoli.  Venuto meno il sostegno militare francese, il confronto tra i Colonna ed i Borgia si risolse con la temporanea sconfitta dei primi, e la distruzione di Marino nell'estate del 1501. Il feudo fu poi concesso da papa Borgia al giovanissimo figlio naturale Giovanni Borgia. 
Il castello di Marino tornò in possesso della famiglia Colonna dopo la morte di papa Alessandro VI, quando i membri della famiglia Borgia caddero in disgrazia. Nuovi drammatici eventi si verificarono nell'ambito della guerra tra Francesco I di Francia e Carlo V d'Asburgo, quando Marino fu rasa al suolo nel 1526 per ordine di papa Clemente VII, filo-francese e nemico dei Colonna, schierati con gli Asburgo. I Colonna si vendicarono pochi mesi dopo, offrendo sostegno ai lanzichenecchi inviati contro il papa da Carlo V d'Asburgo, che si resero responsabili del sacco di Roma del 1527.
Nell'aprile 1536 Carlo V d'Asburgo, accompagnato da Ascanio I Colonna, soggiornò a Marino, prima di fare ingresso trionfale a Roma, nel suo viaggio cerimoniale attraverso l'Italia, dopo la conquista di Tunisi.
Successivamente, i Colonna combatterono ancora nel 1539 la "guerra del sale" contro papa Paolo III  e nel 1556-1559 contro papa Paolo IV, coinvolgendo i loro castelli nelle operazioni militari.
Sotto il dominio di Marcantonio II Colonna ci furono importanti rinnovamenti sociali ed urbanistici a Marino: nel 1564 comparve per la prima volta il sigillo della Comunità marinese, raffigurante un cavaliere portatore di un vessillo (che sostanzialmente è rimasto inalterato nei secoli); molto simile all'attuale stemma di Marino, nel 1566 vennero emanati i nuovi Statuti, venne completato per un quarto palazzo Colonna, il cui progetto era stato commissionato già dal padre di Marcantonio Ascanio I Colonna ad Antonio da Sangallo il Giovane.
A Marcantonio II Colonna successe il cardinale Ascanio II Colonna, che si distinse per un governo non particolarmente popolare, tanto che nel 1599 i marinesi si ribellarono al suo governo: nel 1606 tuttavia papa Paolo V elevò il feudo di Marino a ducato in suo favore, con diritto di trasmissione ai suoi eredi. Alla committenza del cardinale Ascanio si devono il Barco Colonna ed i Giardini detti "del Paradiso", oggi non più esistenti.
I marinesi scelsero san Barnaba apostolo come nuovo santo patrono nel 1618, iniziando così a celebrare la festa patronale di San Barnaba l'11 giugno. Pochi anni dopo, incominciarono i lavori per l'erezione della basilica di San Barnaba (1640-1662), che divenne la nuova chiesa parrocchiale, con la soppressione delle due vecchie parrocchie di Santa Lucia e di San Giovanni.
Negli stessi anni venne costruita la chiesa della Santissima Trinità (1636), e fu aperta la "Strada Larga" (oggi Corso Trieste). Nel 1632 lo scultore Pompeo Castiglia, su progetto dell'architetto Sergio Venturi, realizzò la fontana dei Quattro Mori, monumento rappresentativo della città.

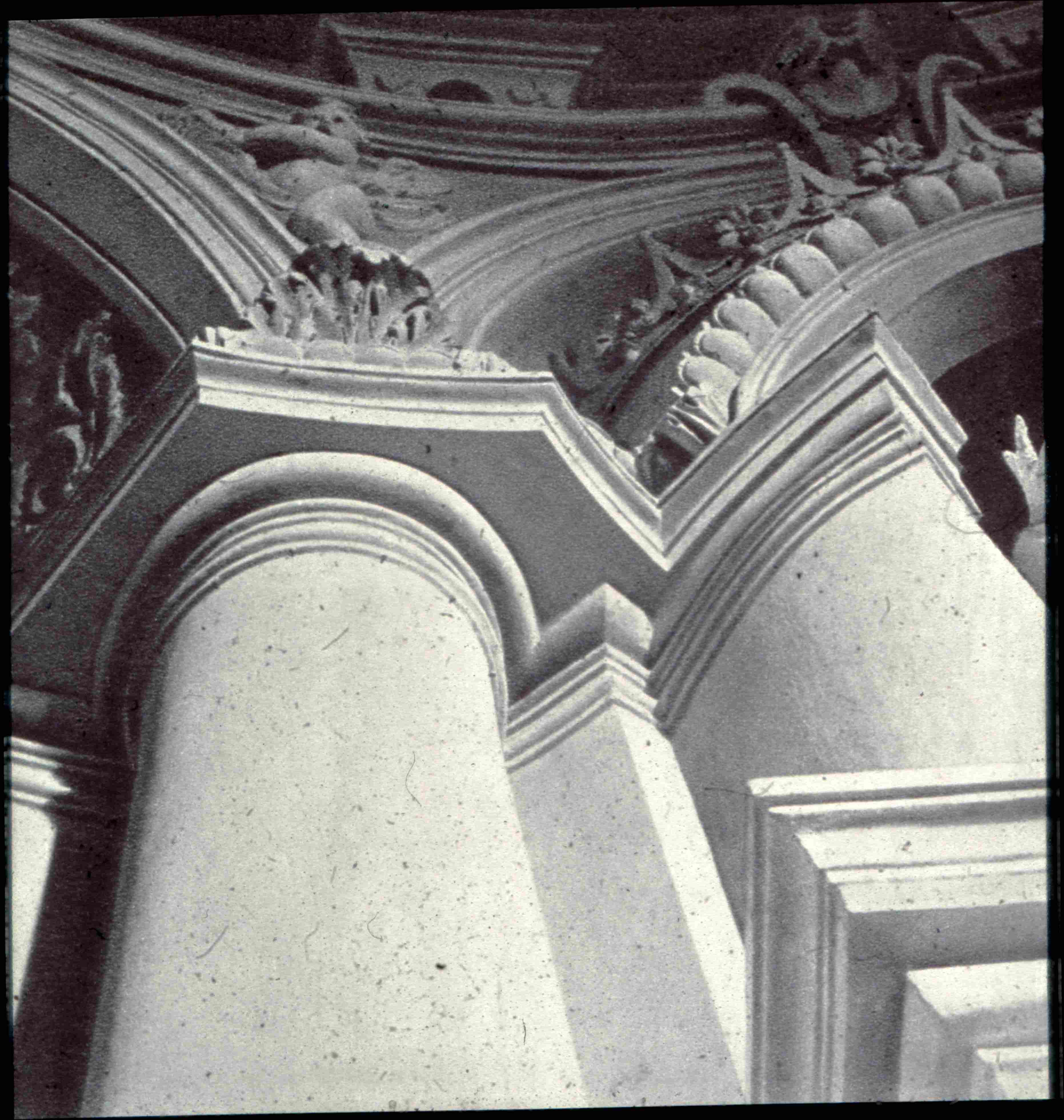
Particolare delle decorazioni rococò della chiesa del Santissimo Rosario (da Paolo Portoghesi, Roma Barocca: The History of an Architectonic Culture, Cambridge-London 1970, tav. 342.)

La peste del 1656 colpì duramente Marino. Gli ultimi statuti marinesi furono redatti nel 1675 ed approvati nel 1677 da Lorenzo Onofrio Colonna: lo stesso fece costruire il convento del Santissimo Rosario, completato nel 1712 in rococò.
L'evento più importante del Settecento per Marino fu, in negativo, la riapertura della via Appia Nuova promossa da papa Pio VI tra il 1777 ed il 1780: il ripristino di questa rapida alternativa alla più lunga via corriera per Napoli passante per Marino, il convento di Santa Maria ad Nives di Palazzolo e Velletri fece decadere Marino come luogo di scambi commerciali e di sosta e d'altra parte fece la fortuna dei centri posti sulla direttrice Appia come Albano Laziale e Genzano di Roma.
Dopo la proclamazione della Repubblica Romana (1798-1799) (15 febbraio 1798) varie località dei Colli Albani si auto-proclamarono "repubbliche sorelle": il 18 febbraio Albano, Frascati e Velletri, Marino solo ai primi di marzo. Tuttavia quando già il 20 febbraio gli abitanti di Trastevere insorsero contro i francesi, gli albanensi e i velletrani si schierarono prontamente con la reazione, inviando un esercito di qualche migliaio di individui contro Roma: d'altra parte, marinesi e frascatani rimasero fedeli alla rivoluzione. La battaglia tra francesi e reazionari si svolse presso Frattocchie il 28 febbraio 1798, vinsero i francesi comandati da Gioacchino Murat che saccheggiarono Castel Gandolfo ed Albano. Jean Étienne Championnet, comandante francese a Roma, si complimentò con i marinesi per la fedeltà dimostrata: però fu proprio questa la causa del saccheggio dell'esercito "di liberazione" sanfedista napoletano che scacciò i francesi già nel 1799.

### L'Ottocento

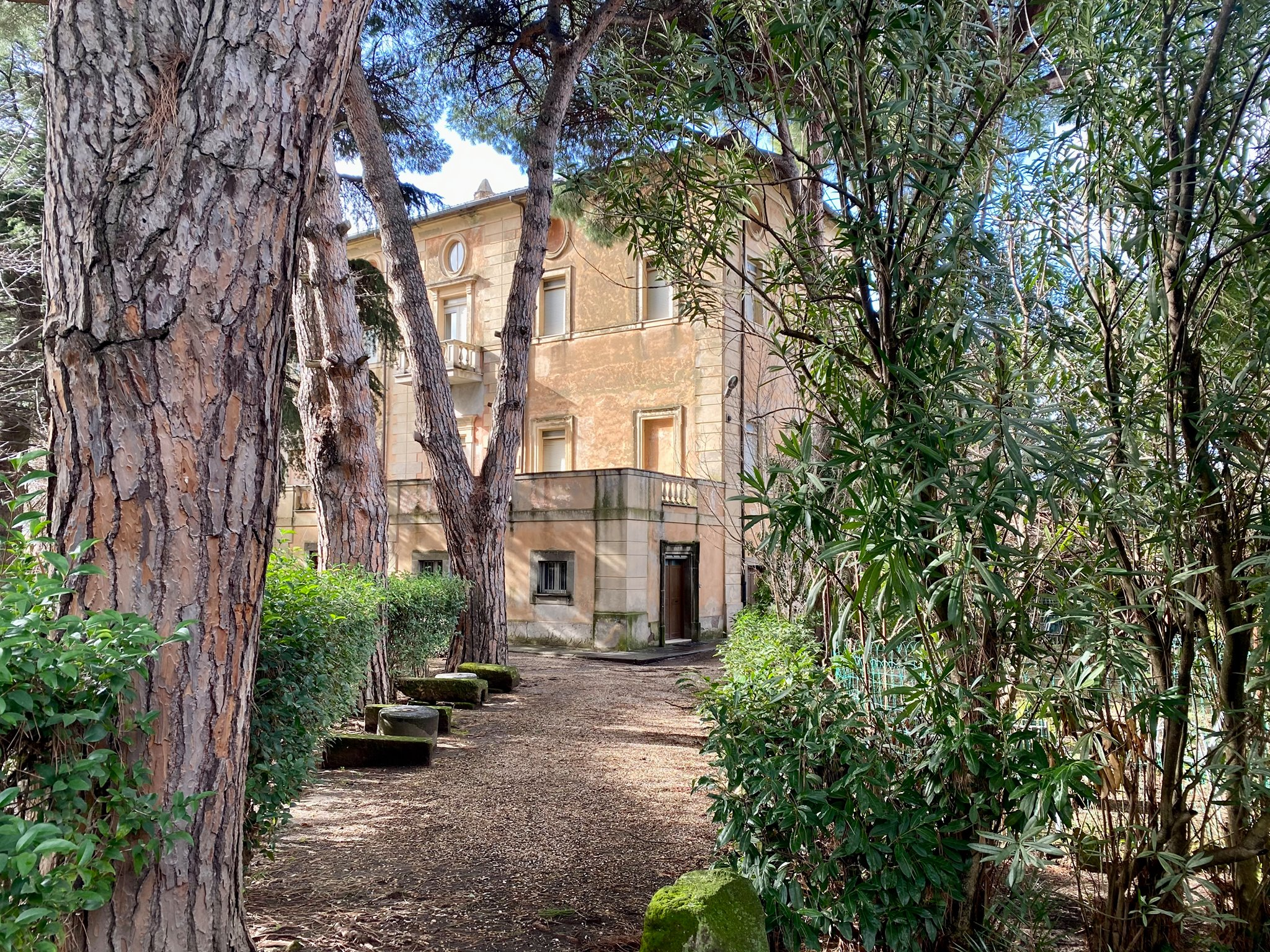
La "Villa della Sirena" in località Frattocchie (1651-1653).

Con il ritorno dei francesi di Napoleone Bonaparte nello Stato Pontificio e l'annessione del Lazio al primo Impero francese nel 1807 Marino fu dichiarata sede di cantone e le fu aggregato il territorio di Grottaferrata: tale situazione durò fino al ritorno di papa Pio VII a Roma nel 1814. Per riorganizzare la divisione dei territori pontifici e l'amministrazione pubblica, Pio VII nel 1816 emanò il motu proprio "Quando per ammirabile disposizione", in forza del quale i feudatari che avessero voluto mantenere i diritti feudali furono scoraggiati a tal punto che la maggior parte di essi rinunciò, come nel caso di Filippo III Colonna. Si concluse dunque il dominio colonnese sul paese, anche se la famiglia Colonna rimase proprietaria di tutti i suoi immobili marinesi, che svendette lentamente nel corso di un secolo: solo nel 1916 infatti Isabella e Vittoria Colonna concessero in enfiteusi perpetua al Comune di Marino le ultime proprietà di famiglia nel territorio marinese, il palazzo ed il Barco Colonna.
Papa Gregorio XVI (1831-1846) fu molto legato a Marino, che beneficò particolarmente con il ripristino del locale Governo nel 1831, l'elevazione a Città nel 1835, l'apertura del collegio dei padri dottrinari e la realizzazione del cosiddetto "ponte Gregoriano", ovvero l'accesso alla città da Castel Gandolfo lungo la strada statale 216 via Maremmana III. Dopo la presa di Porta Pia (20 settembre 1870) e l'annessione del Lazio al Regno d'Italia, a Marino si contraddistinse subito un consiglio comunale a maggioranza repubblicana ed anticlericale. Venne costruita la nuova residenza municipale, oggi chiamata palazzo Matteotti, e nel 1880 si iniziarono i lavori per un collegamento ferroviario con l'allora frazione di Ciampino, già collegata con Roma dal 1856 tramite la ferrovia Roma-Frascati: la ferrovia Roma-Albano fu completata nel 1889.

### Dal Novecento al Duemila

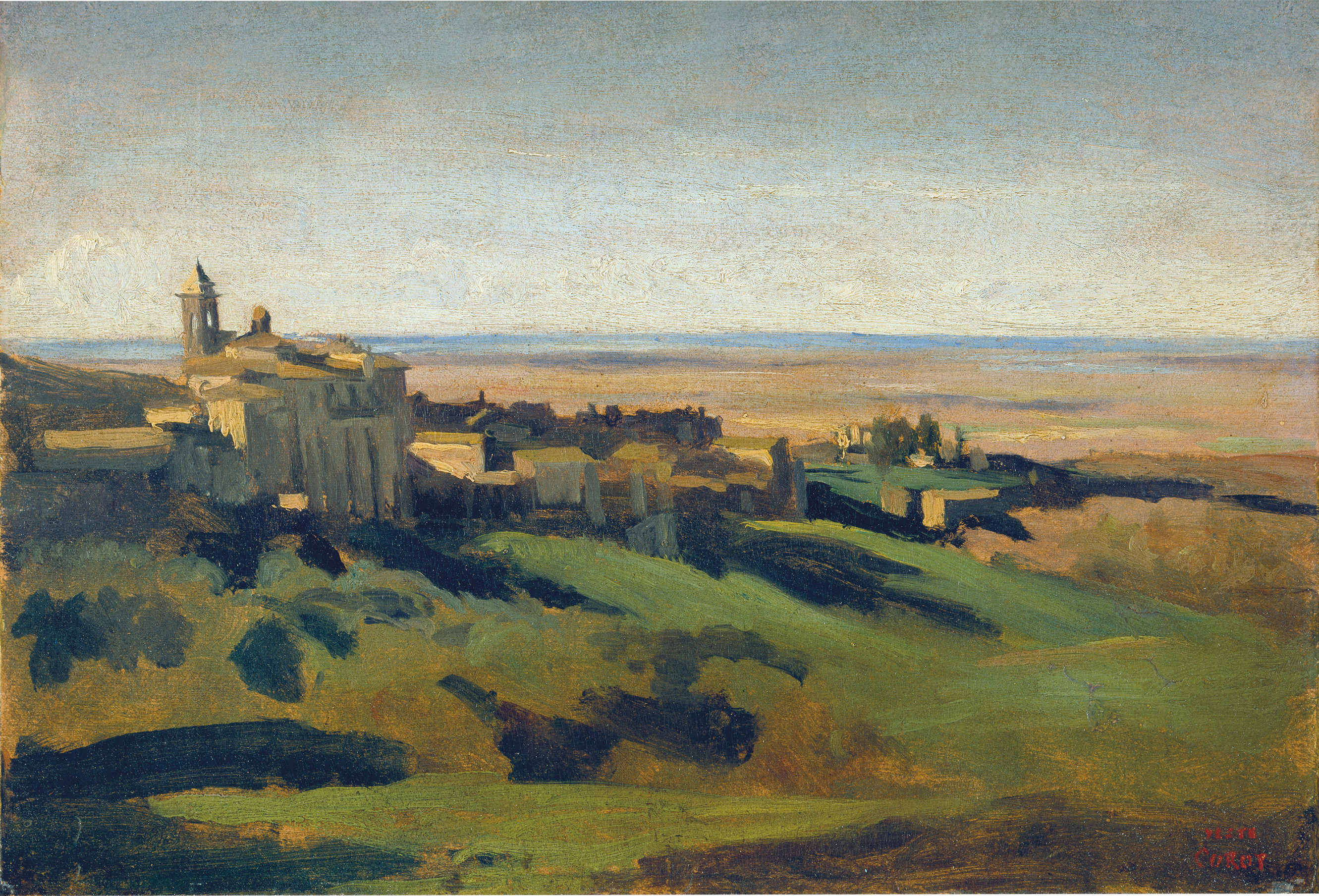
Jean-Baptiste Camille Corot, Veduta di Marino nei Monti Albani di primo mattino (1826), Städelsches Kunstinstitut.

Negli ultimi anni dell'Ottocento a Marino si verificarono agitazioni contadine  ed operaie, come accadde in tutti i centri dei Castelli Romani. 
Furono anni di crescente violenza politica, caratterizzata dalla contrapposizione a livello locale tra i repubblicani, con una forte connotazione anti-clericale, ed i cattolici.
In questo contesto di vivace partecipazione politica, all'inizio della prima guerra mondiale, maturò la spedizione di sostegno alla Serbia invasa dall'Austria-Ungheria cui parteciparono tre marinesi, i fratelli Cesare ed Ugo Colizza e di Arturo Reali, che insieme ad altri quattro volontari garibaldini partirono per unirsi all'esercito serbo. Cesare Colizza e quattro compagni caddero a Babina Glava, in Bosnia. 
Nel 1916 iniziò lo sviluppo della "città giardino" di Ciampino, per iniziativa della Cooperativa Colli Parioli, in un'area del territorio comunale di Marino a ridosso del nuovo aeroporto.
Il fascismo ebbe inizialmente difficoltà a trovare simpatizzanti nei centri dei Castelli Romani; dopo la marcia su Roma, la maggioranza repubblicana locale decise di confluire nel gagliardetto fascista nel 1923.
Nel 1925 venne celebrata la prima edizione della Sagra dell'Uva, allietata dal caratteristico "miracolo" delle fontane che danno vino. L'intezione era quella di promuovere il principale prodotto dell'economia locale, il vino.

Conseguenze del bombardamento aereo del 2 febbraio 1944 in piazza Giacomo Matteotti.

Durante la seconda guerra mondiale, il territorio marinese venne colpito per la prima volta dai bombardamenti aerei anglo-americani il 19 luglio 1943, con il bombardamento della frazione di Ciampino, obiettivo militare per la presenza dello snodo ferroviario e dell'aeroporto di Roma-Ciampino. Dopo lo sbarco di Anzio (22 gennaio 1944), i Castelli Romani divennero l'immediata retrovia del fronte e furono soggetti a pesanti bombardamenti. Il 2 febbraio 1944 il centro storico di Marino fu bombardato dalla United States Air Force, provocando centinaia di vittime tra i civili. Ulteriori bombardamenti colpirono il centro storico il 17 febbraio ed alla fine di maggio, durante le operazioni finali di sfondamento del fronte nella zona di Velletri. Le truppe alleate raggiunsero Marino il 3 giugno 1944. 
Al sindaco pro tempore Zaccaria Negroni, nominato dalla commissione militare alleata, si presentava un panorama desolante: il 10% degli edifici del territorio era crollato, la portata dell'acquedotto ridotta, la frazione di Ciampino devastata dai bombardamenti, la residenza municipale di palazzo Colonna distrutta assieme al simbolo cittadino, la fontana dei Quattro Mori, la basilica di San Barnaba distrutta, i collegamento ferroviari e tranviari interrotti. L'opera per la ricostruzione fu immediatamente portata avanti, favorita dagli anni del miracolo economico italiano.
La massiccia crescita della popolazione di Roma determinò anche lo sviluppo di nuclei abitati nel territorio comunale di Marino più immediatamente a ridosso del territorio romano, a partire da Ciampino che si espanse intorno al nucleo della "città giardino" fondata negli anni Venti. Si formarono nuovi nuclei abitati, in parte abusivi, a Frattocchie, Santa Maria delle Mole, Cava dei Selci, Castelluccia e Fontana Sala, che divennero sempre più popolosi, fino a superare il numero di abitanti del centro storico.
D'altra parte, il consumo di suolo per le attività edilizie determinò una riduzione dell'importanza dell'agricoltura nell'economia locale, ed in particolare della viticoltura. Ciò nonostante, nel 1970 il vino di Marino ottenne il riconoscimento della denominazione di origine controllata, e nel 1973 la cantina sociale cooperativa "Gotto d'Oro", principale produttore vinicolo di Marino, inaugurò il nuovo stabilimento in via del Divino Amore n. 347.
Nel 1974 la frazione di Ciampino ottenne l'autonomia amministrativa da Marino, costituendosi comune autonomo. Anche gli abitanti delle frazioni di Santa Maria delle Mole, Frattocchie, Cava dei Selci e Castelluccia-Fontana Sala, dopo un referendum tenutosi nel 1992, ottenero l'autonomia amministrativa del comune autonomo di Boville nel 1994. Tuttavia la costituzione del nuovo comune fu dichiarata illegittima dalla Corte costituzionale nel 1995, ed il suo territorio accorpato nuovamente al territorio di Marino.
Le Amministrazioni comunali successive sono state impegnate nella complessa opera di ricucitura di un territorio comunale vasto e variegato, con l'obiettivo di offrire servizi adeguati ad una popolazione sempre crescente, che ormai sfiora i 50.000 abitanti. 
Nel 2024 l'UNESCO ha inserito la "Via Appia. Regina Viarum" tra i siti Patrimonio dell'umanità: il territorio comunale di Marino è attraversato dalla via Appia per un tratto di quattro chilometri e mezzo.

### Simboli

Lo stemma di Marino.

Il gonfalone di Marino.

La descrizione dello stemma comunale, concesso con D.P.R. del 2 ottobre 2006 insieme al gonfalone, è la seguente:
mentre quella relativa al gonfalone è:
I colori cittadini sono il blu ed il bianco, ripresi anche dal comune di Ciampino, fino al dicembre 1974 unito a Marino. In variante al blu, viene a volte usato il celeste.
Il motto cittadino è SPQM, Senatus Populusque Marinensis, coniato nel 1835, dopo l'elevazione a città, sulla falsariga del celebre SPQR.

### Onorificenze
- Titolo di città; conferito con motu proprio nel 1835 da papa Gregorio XVI.

### Ricorrenze
- 2 febbraio: ricorre l'anniversario del primo bombardamento alleato su Marino.
- 7 ottobre: festa della Madonna del Rosario, celebrata fin dal 1571 in tutto lo Stato Pontificio come ringraziamento per la vittoria cristiana alla battaglia di Lepanto. In genere però a Marino la festa religiosa viene spostata alla prima domenica di ottobre, insieme alla Sagra dell'Uva.

## Monumenti e luoghi d'interesse

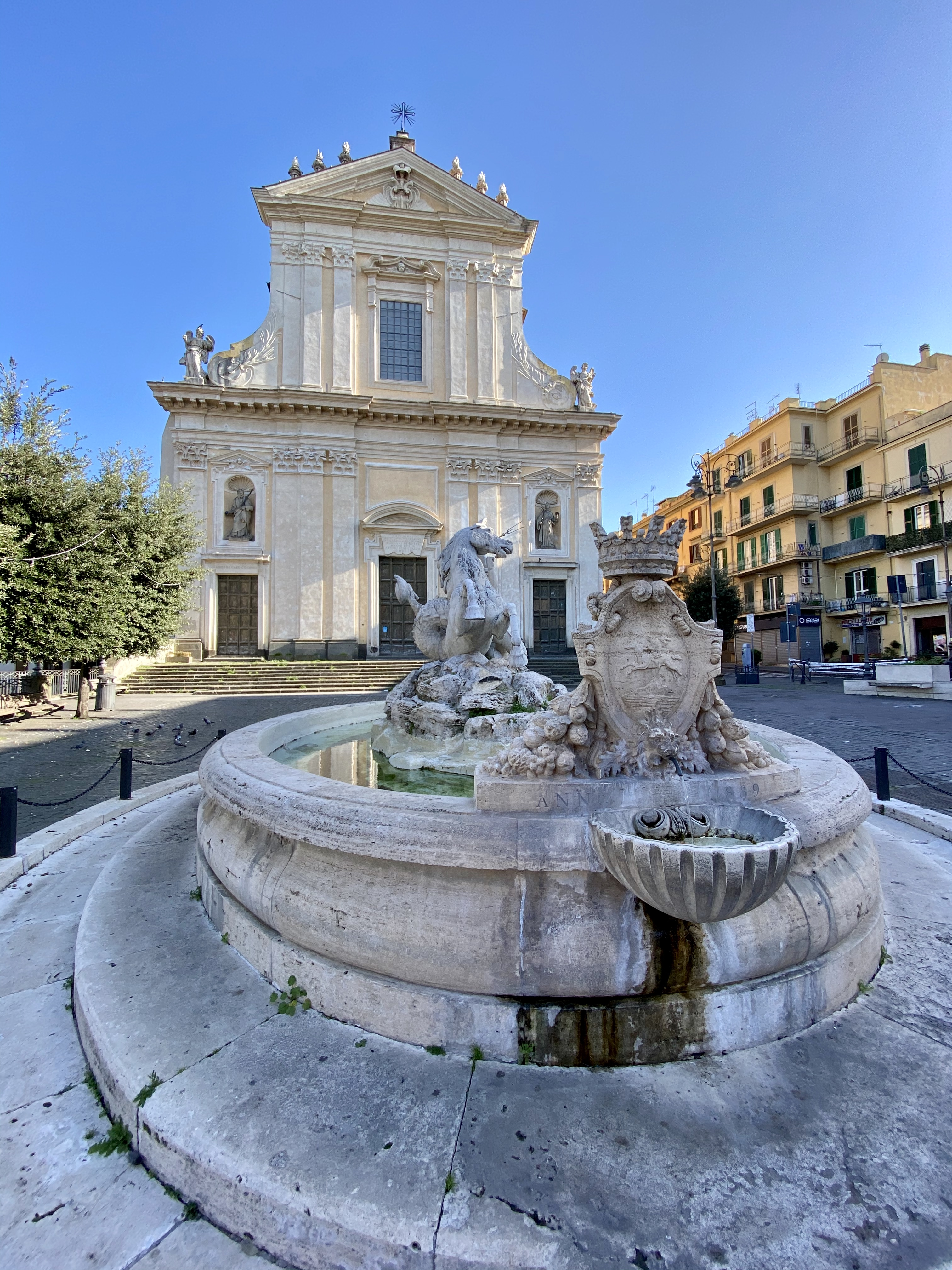
La basilica di San Barnaba e l'antistante fontana del Tritone (giugno 2020).

### Architetture religiose
- Basilica collegiata di San Barnaba apostolo
- Oratorio del Gonfalone
- Chiesa della Santissima Trinità
- Chiesa di Santa Maria delle Grazie
- Chiesa e convento del Santissimo Rosario
- Santuario di Santa Maria dell'Acquasanta
- Ex-Chiesa di Santa Lucia
- Chiesa di Sant'Antonio di Padova
- Ex-Chiesa di San Giovanni
- Chiesa della Natività di Maria Vergine (Santa Maria delle Mole)
- Chiesa di San Giuseppe (Frattocchie)
- Chiesa e convento dei padri Trappisti (Frattocchie)
- Chiesa di Santa Rita da Cascia (Cava dei Selci)
- Chiesa di Santa Maria Ausiliatrice (Fontana Sala)

### Architetture civili
- Palazzo Colonna

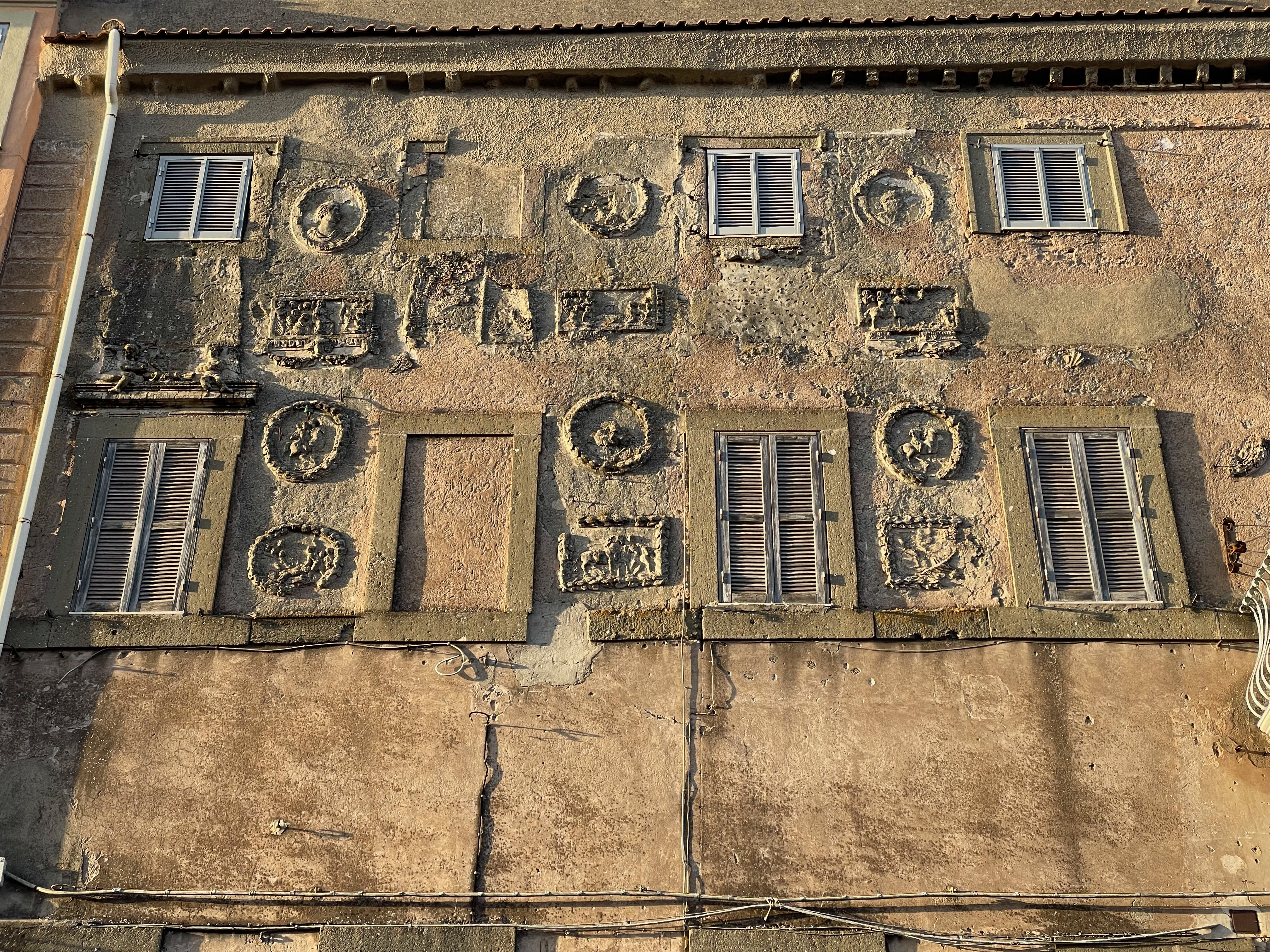
Particolare della facciata del palazzo del cardinale Castagna (localmente noto come "u palazzu pentu" per via delle sue decorazioni) in Corso Trieste.

- Palazzo Matteotti (già Palazzo Comunale)
- Villa Desideri (già Colonna di Belpoggio)
- Giardini Colonna
- Palazzo Bandinelli; il palazzo sorge a Borgo Garibaldi, fuori dall'antica cerchia muraria. Voluto da Bartolomeo Bandinelli nel XV secolo, passò poi in proprietà della Confraternita di San Giovanni Decollato di cui il Bandinelli era membro.
- Palazzo Castagna; il palazzo, eretto dal Cardinal Giovan Battista Castagna, amico di Marcantonio Colonna, poi divenuto papa Urbano VII, attorno al 1580 è anche detto dai marinesi "'u palazzu pentu" per via dei fregi dipinti, attualmente (2025) molto rovinati, che ne adornavano la facciata su corso Trieste.
- Palazzo Capri
- Barco Colonna
- Villa Colizza (già Colonna di Bevilacqua)
- Villa della Sirena
- Villa Gabrielli, anche nota come Villa Sara o Villa Capri; La villa è situata sul tracciato dell'odierna Strada statale 217 Via dei Laghi. La proprietà, già tenuta agricola, fu rimessa a villa alla metà del Settecento da Angelo Gabrielli Principe di Prossedi. Notevoli sono gli affreschi di gusto rococò: eseguiti intorno al 1765 e comprendenti - tra gli altri - ritratti familiari, scene di caccia e giochi di bambini, costituiscono uno dei più importanti lavori di decorazione d'interni settecentesca nei Castelli Romani. All'inizio del Novecento la villa passò di proprietà dai Gabrielli alla famiglia Capri e nel secondo dopoguerra fu acquistata e restaurata da Carlo Ponti, che vi risiedette con Sophia Loren e che curò l'ampliamento del parco ottocentesco; in questo periodo la villa ospitò numerose celebrità.

### Architetture militari
Nelle campagne marinesi fin dall'XI secolo sono attestate piccole fortificazioni e torrioni posizionati lungo strade importanti o in prossimità di punti strategici per il controllo del territorio. Nel 1388 viene menzionata per la prima volta Tor Leonardo, collocata lungo la via Appia su un antico sepolcro romano presso l'attuale Santa Maria delle Mole: appartenne al capitolo della basilica di San Pietro in Vaticano, poi all'abbazia di Santa Maria di Grottaferrata e quindi ai Colonna.
Il castello di Palaverta, sull'omonima via presso la frazione di Castelluccia, posto di guardia sulla via Nettunense, che sorse nel XII secolo ma assunse l'attuale denominazione nel 1509 quando venne affittato dai Colonna a Paolo Averta: poco distante, sorgono la torre Pecoreccia Lanza, la torre Castellazza ed i resti del "castrum Castelluccie", già menzionato alla meetà del X secolo e, diventato proprietà degli Orsini, raso al suolo da Cola di Rienzo nel 1347.
Lungo la via Pedemontana dei Castelli, arteria che collega la via Tuscolana alla via Appia tagliando la via Anagnina, sorsero Tor Messer Paoli, probabile sede di una massa medioevale già dall'VIII secolo prima di essere proprietà di Orsini, monaci basiliani criptensi e Colonna; una torre a Sassone, menzionata nel 1212; un torraccio della Marana (o dell'Acqua Sotterra) presso la marana delle Pietrare a Pantanelle, già esistente nel 1216.

### Altro

#### Fontane e fontanili

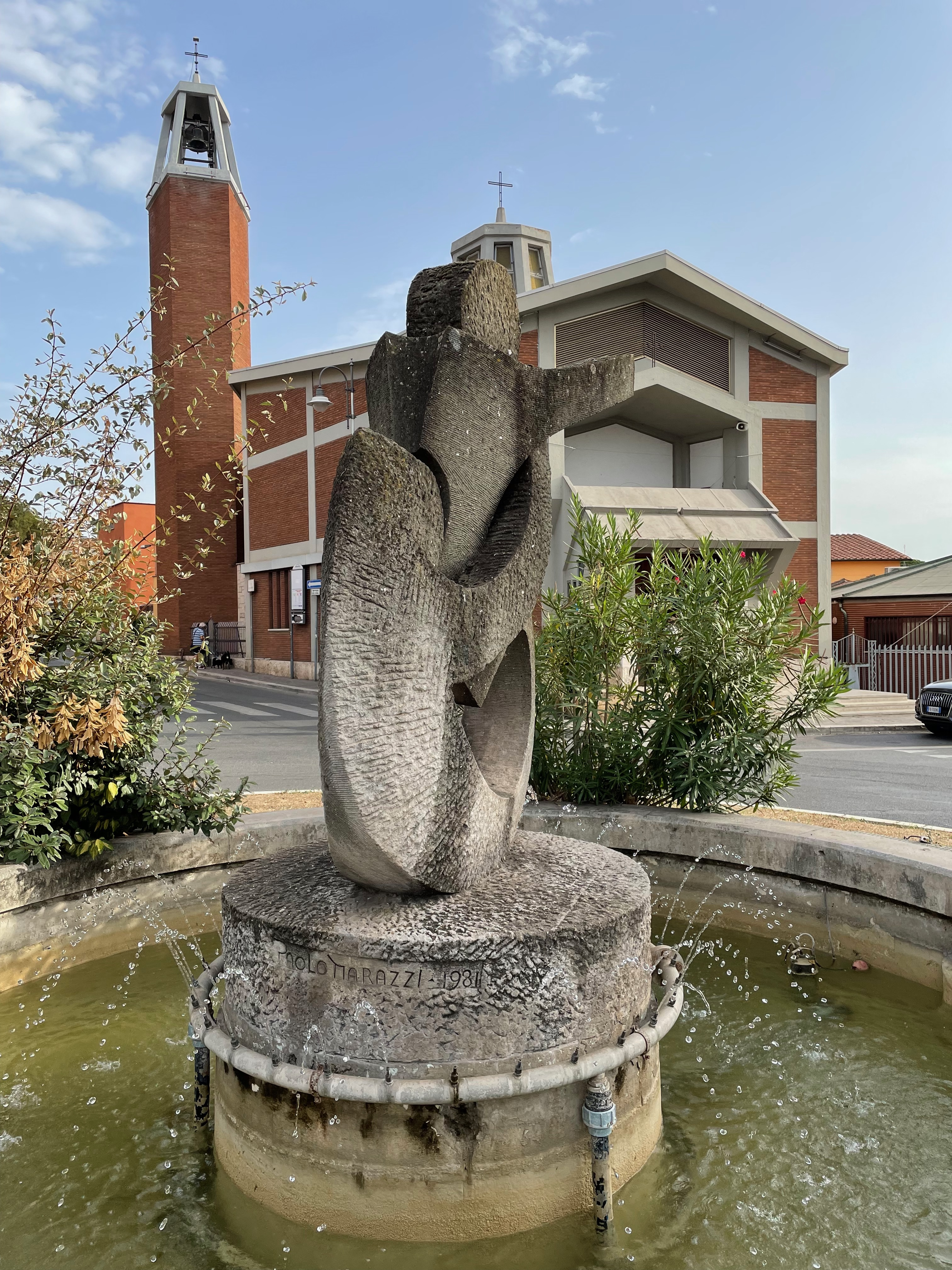
"L'astronauta" di Paolo Marazzi (1981) in piazza Palmiro Togliatti a Santa Maria delle Mole.

- Fontana dei Quattro Mori. La fontana, diventata simbolo della città, venne realizzata nel 1632 su commissione della Comunità per celebrare la vittoria di Marcantonio II Colonna nella battaglia di Lepanto del 1571:[96] il progetto, realizzato dall'architetto Sergio Venturi,[96] venne stravolto per desiderio del duca Filippo I Colonna e per gusto dello scultore Pompeo Castiglia.[96] Alla fine si presentò come una colonna di marmo bianco a cui erano legati quattro mori, il tutto sorretto da otto sirene in una vasca di peperino.[96] La fontana, collocata nell'attuale piazza Lepanto, venne gravemente danneggiata dal crollo di Palazzo Colonna in seguito al bombardamento aereo anglo-americano del 2 febbraio 1944,[96] ed è stata ricostruita nel 1969 da un gruppo di scultori marinesi nell'attuale collocazione di piazza Giacomo Matteotti.[97] La fama della fontana è indissolubilmente legata al "miracolo delle fontane che danno vino" che si svolge durante la Sagra dell'Uva: infatti fu la prima fontana a dare vino il 4 ottobre 1925.
- Fontanile d'Ammonte. Lavatoio situato fuori dall'abitato nel quartiere Acquasanta presso l'omonima torre, utilizzato fino agli anni trenta del Novecento come lavatoio pubblico per l'abbondanza di acque sorgive e la presenza nelle vicinanze della marana delle Pietrare.
- Fontana del Nettuno. La fontana, collocata in piazza San Barnaba, venne commissionata dal Comune allo scultore siciliano Michele Tripisciano nel 1889.[98] Al centro della vasca ellittica, dotata di due beverini laterali, è posizionato il gruppo scultoreo in marmo bianco di Nettuno e Tritone che denomina la fontana stessa.
- Fontanile Comunale. Fontanile edificato dal Comune nel 1896 nel quartiere Borgo Garibaldi come abbeveratoio pubblico poco fuori dall'abitato,[99] lungo la strada più trafficata verso Roma, la Strada Provinciale 73/a Via Castrimeniense.
- Fontana "di Gaudenzio". Abbeveratoio pubblico situato sotto le "mura bramantesche" sul fronte occidentale di Palazzo Colonna, denominato così per ignote ragioni e demolito negli anni cinquanta per far posto ad alcuni posti macchina.[100] Una piccola fontana in stile è stata ricostruita sul posto nel 2012.

Altre fontane più recenti sono la fontana di via Giuseppe Garibaldi, inserita nel complesso della scalinata che sale dalla via alla soprastante piazza San Barnaba, edificata negli anni sessanta; la fontana di piazza Giuseppe Garibaldi, situata al centro del giardino pubblico dell'omonima piazza, costruita in occasione del campionato mondiale di calcio 1990, quando Marino ospitò il ritiro ufficiale della nazionale di calcio dell'Italia: per la stessa occasione venne realizzata la fontana di corso Vittoria Colonna presso l'ingresso del parco pubblico di Villa Desideri. Una fontana in stile berniniano era stata collocata al centro di piazza Giacomo Matteotti dopo il trasferimento della residenza comunale presso l'attuale Palazzo Matteotti nel 1884, ma venne smantellata nel 1903 per fare spazio alle rotaie delle Tramvie dei Castelli Romani.

#### Monumenti
- Monumento ai caduti. Il primo monumento ai Caduti posto in opera a Marino fu realizzato dallo scultore Ettore Ferrari dopo la prima guerra mondiale[103] e collocato nell'attuale largo Giacoma de Settesoli: raffigurava un eroe di bronzo vestito solo di un elmo greco con la mano destra protesta verso l'alto e la fiaccola della vita nella mano sinistra.[103] Questo monumento venne distrutto dai bombardamenti aerei anglo-americani del 1944, ed un nuovo monumento venne progettato solo nel 1969 e collocato in piazzale degli Eroi:[103] era formato da un'ara in peperino, circondata da lunghe lastre di acciaio innalzate verso l'alto.[103] Con l'inizio dei lavori per la realizzazione di un parcheggio multipiano nel piazzale, alla fine degli anni ottanta, il monumento venne distrutto e ne venne ricostruito uno nuovo, nello stesso sito, solo nel 1998, ad opera dello scultore Alberto Piras.[103]
- Il Guerriero. Opera di grandi dimensioni realizzata in bronzo dallo scultore Umberto Mastroianni, residente presso il Casino Colonna fino alla morte avvenuta nel 1998, donata dall'autore al Comune e collocata nei primi anni novanta in largo Guglielmo Oberdan, ai piedi di Palazzo Colonna.
- Il Volo di Umberto Mastroianni.
- All'Uomo di Boville. Opera in peperino di grandi dimensioni dello scultore marinese Paolo Marazzi,[104] collocata al bivio della strada statale 7 via Appia Nuova con la strada statale 207 via Nettunense, a Frattocchie.[105]
- il "monumento alla Fratellanza dei Popoli", opera dello scultore marinese Paolo Marazzi,[104] realizzata per la prima edizione della Biennale del 1978 e collocata nell'attuale largo Giacoma de Settesoli;[103]
- L'Astronauta di Paolo Marazzi (1981) in piazza Palmiro Togliatti a Santa Maria Delle Mole
- "Donna come goccia d'acqua" di Asano Hiroyuki in piazza San Rocco
- "Forma del tempo" dell'artista svizzero Guido Pertusi, collocata in Piazza San Rocco.
- "La Famiglia", opera dello scultore giapponese Kazuto Kuetani realizzata per la seconda Biennale del 1980 e collocata presso la biblioteca comunale "Vittoria Colonna" nel parco pubblico di Villa Desideri;[106]
- "Opera dedicata alla mitologia spagnola", dello scultore spagnolo Luis Ramos, realizzata per la settima Biennale del 1990 e collocata nel giardino pubblico di piazza Giuseppe Garibaldi;[106]
- "Il serpente di Cleopatra", scultura dell'artista egiziano Yousri Hassan, collocata in Piazza Europa, nel quartiere Vascarelle.
- "Drago" dello scultore spagnolo Luis Ramon (1990) in via Cave di Peperino.
- "Uomo con Angelo" della scultrice francese Sylvie Kleine, collocata in via Giuseppe Garibaldi davanti alla sede centrale della Banca di Credito Cooperativo San Barnaba;
- "Forme Marine" (1980) dell'artista marinese Mario Gavotti, collocata nel parco San Rocco (piazzale Mario Mercuri); unaa seconda scultura dello stesso autore è stata collocata nell'Ostello della gioventù (2000)
- "Cristo dolente" bassorilievo di Mario Gavotti nelle grotte sotto il comune antico rifugio dei bombardamenti (2015).
- "Volto antico" di Mattia Pagliarini, bassorilievo in peperino collocato presso il parco Cave di Peperino (2024).

### Siti archeologici

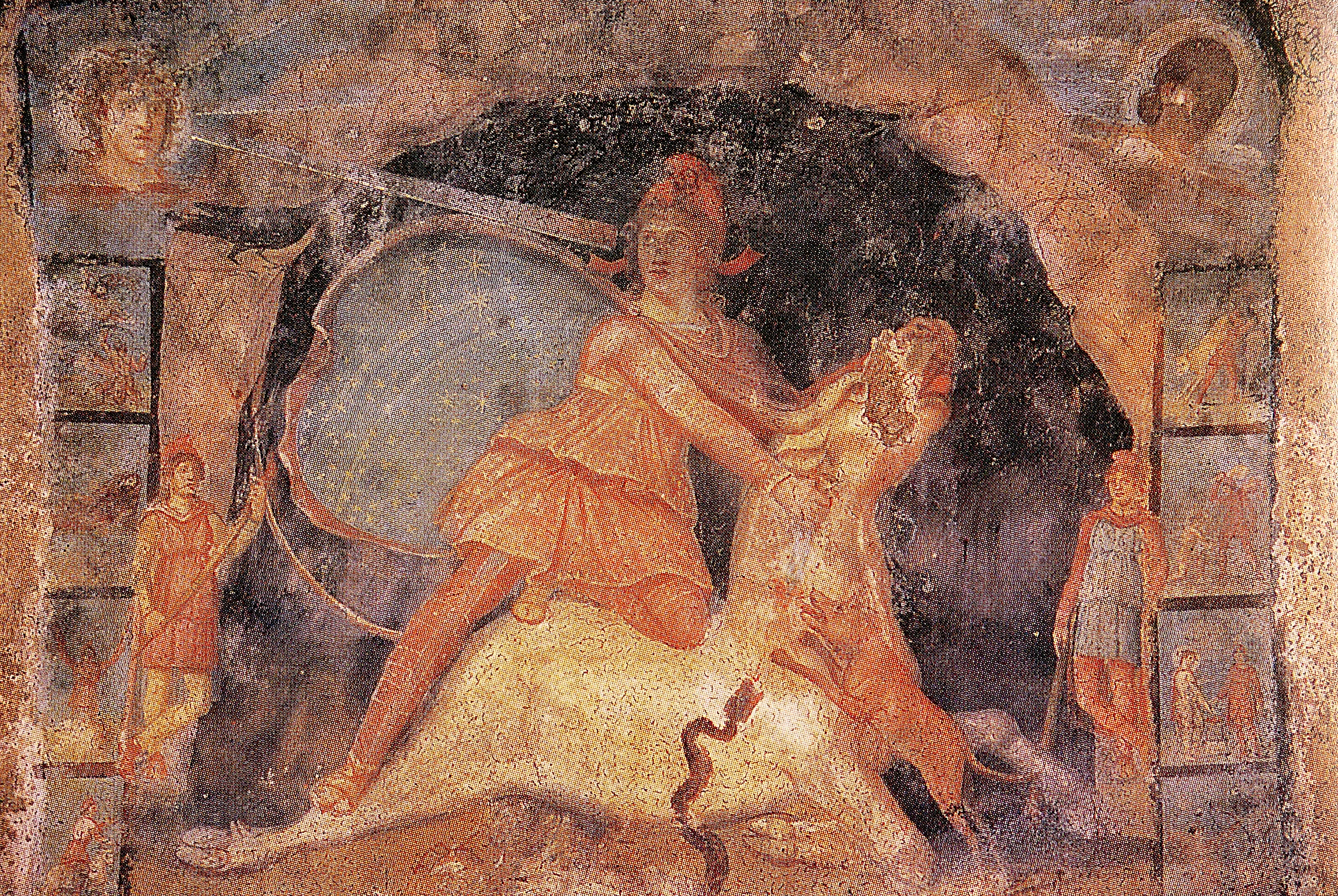
L'affresco raffigurante la tauroctonia nel mitreo di Marino.

Il territorio di Marino "innumeris antiquitatum vestigiis refertissimus est" ("è ricchissimo di innumerevoli vestigia dell'antichità"), come ebbe a dire Athanasius Kircher nella sua opera sul Lazio. La più antica testimonianza archeologica disponibile è rappresentata da un fondale di capanna dell'età del ferro rinvenuto nel quartiere Cave di Peperino negli anni settanta dall'attuale direttore del museo civico di Albano Laziale Pino Chiarucci. Altri rinvenimenti pre-romani erano già stati portati in luce fin dall'Ottocento e per tutti gli anni dieci del secolo successivo durante lo scavo delle necropoli individuate nelle località Riserva Del Truglio, Pascolari di Castel Gandolfo, Campofattore ed in altri luoghi lungo la corona del Lago Albano.
L'individuazione dell'antica città latina di Mugillae presso Santa Maria delle Mole, seppur a lungo discussa, attualmente sembra essere veritiera, e Legambiente assieme ad alcuni cittadini cercano di salvare il probabile sito della città (mai esplorato da archeologi) dall'espansione edilizia dilagante. Per quanto riguarda il sito di Bovillae, scavi archeologici furono effettuati tra il 1823 ed il 1825 e poi nel 1910 e nel 1930, portando alla luce numerosi interessanti reperti tra cui il famoso circo, ed individuando il sito del teatro e della "scola actorum", del tempio di Veiove e del sacrario della gens Iulia.
Al centro di Marino, il ritrovamento più sensazionale è stato, nel 1962, quello del mitreo di Marino, uno dei tre mitrei dipinti in Italia e tra i migliori al mondo per stato di conservazione e qualità artistica. Un altro importante rinvenimento è stato fatto sotto l'ex-chiesa di Santa Lucia, alla fine degli anni novanta, con il ritrovamento di una cisterna romana adattata in seguito a luogo di culto cristiano: proprio negli spazi dell'ex-chiesa è stato collocato nel 2000 il museo civico "Umberto Mastroianni", che raccoglie alcuni resti archeologici già conservati nell'antico antiquarium comunale costituito nel 1904 a Palazzo Colonna e disperso dai bombardamenti aerei anglo-americani del 1944.
Recentemente sono stati portati alla luce due tratti di strada in località Frattocchie. Il primo sembra un diverticolo della Via Nettunense e si dirige verso i Colli Albani per breve tratto, mentre il secondo è un diverticolo della Via Appia rinvenuto durante gli scavi per la realizzazione del McDonald's nell'area ex STAFF e si dirige verso il Vicolo del Torraccio. Lungo questo secondo diverticolo sono state individuate tre tombe, ognuna occupata da uno scheletro. L'area, all'interno del Mac Donald, è stata resa visitabile e protetta da coperture in vetro. Infine lungo il tratto dell'Appia Antica a ridosso di Via della Repubblica in Santa Maria delle Mole è stata individuata e portata alla luce una struttura che sembrerebbe essere un piccolo centro termale, e lungo Via delle Repubblica stessa sono venuti alla luce, durante gli scavi per il collocamento di cavi da parte dell'ENEL, tratti di mosaico pavimentale e altri resti che sono attualmente in fase di studio.

### Aree naturali

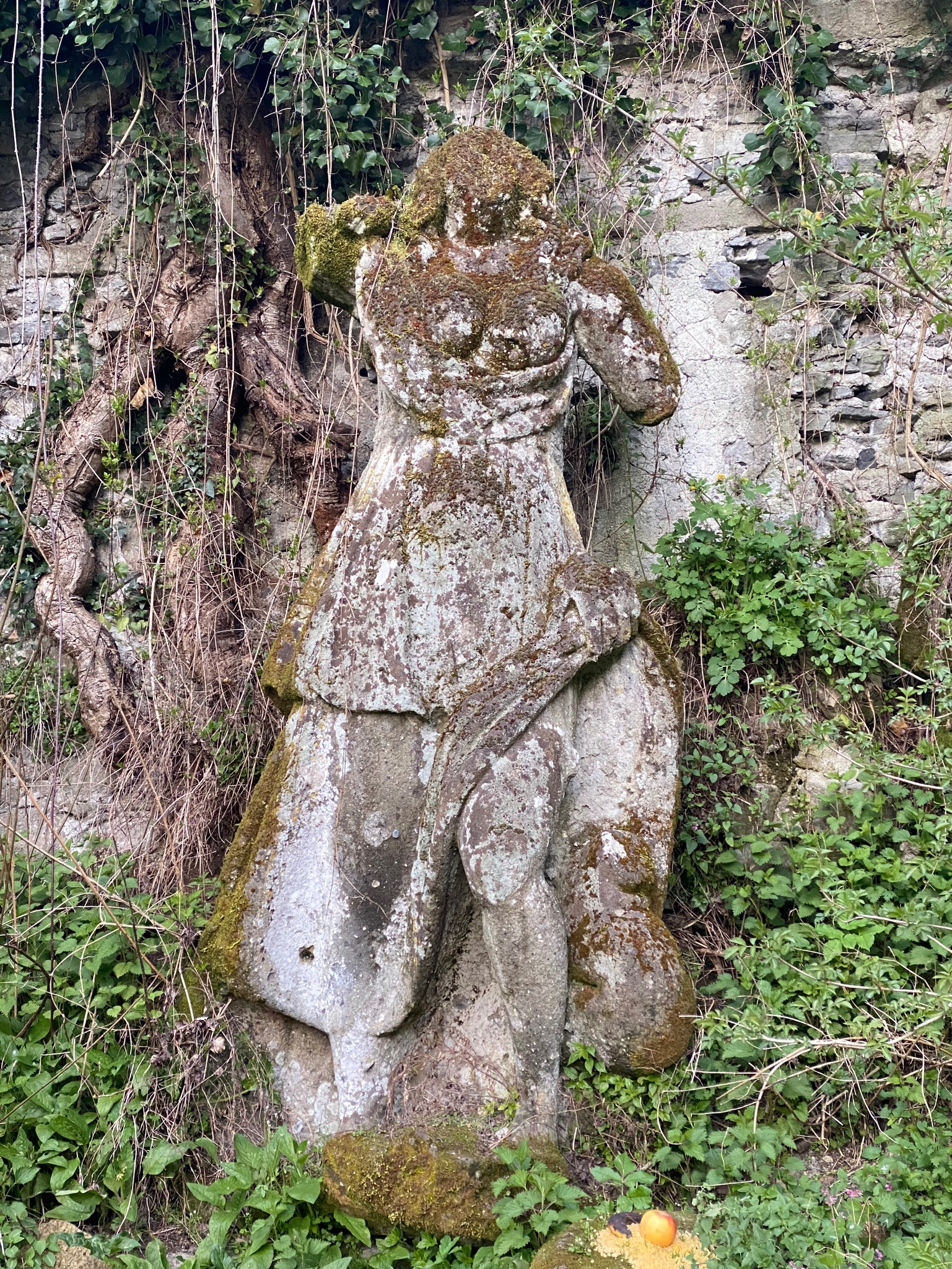
La statua acefala popolarmente chiamata "Cellone", avanzo delle opere commissionate dal cardinale Ascanio Colonna per il Barco Colonna alla fine del XVI secolo, e mai completate.

Aree di verde pubblico nel comune di Marino
- Parco pubblico di Villa Desideri (Marino centro)
- Barco Colonna (Marino centro)
- Bosco Ferentano (Marino centro)
- Giardino pubblico di piazza Giuseppe Garibaldi (Marino centro)
- Parco pubblico del quartiere Acquasanta (Marino centro)
- Parco pubblico del quartiere Cave di Peperino (Marino centro)
- Parco della Pace (Cava dei Selci)
- Parco Sassone (Cava dei Selci)
- Parco "Giovanni Falcone" (Santa Maria delle Mole)
- Parco Spigarelli (Santa Maria delle Mole)

Una parte relativamente piccola del territorio comunale di Marino (ridotta al Bosco Ferentano, al Barco Colonna ed a piccole aree limitrofe) è inclusa all'interno del perimetro del Parco Regionale dei Castelli Romani, ente di tutela ambientale istituito nel 1984 dalla Regione Lazio nell'area dei Colli Albani. In origine, l'intero territorio comunale era stato incluso all'interno dell'area protetta del parco (legge regionale nº 2 del 13 gennaio 1984), ma già il 28 settembre 1984 le aree assegnate al parco furono drasticamente ridotte, per ovvi motivi legati all'espansione edilizia ed industriale dei centri abitati inclusi. Gli attuali confini del parco sono più vasti dei confini precedenti, ed includono buona parte del territorio della prima circoscrizione di decentramento comunale (Marino centro), mentre l'area contigua si estende fino ai margini delle frazioni abitate di Cava dei Selci e Due Santi.
Una porzione del territorio della seconda circoscrizione di decentramento comunale (Santa Maria delle Mole-Cava dei Selci) è inclusa all'interno del Parco Regionale dell'Appia Antica, altro ente di tutela ambientale regionale istituito nel 1988 sui comuni di Marino, Ciampino e Roma per un'estensione totale di 3500 ettari.
Tra i luoghi di particolare interesse naturalistico, il Bosco Ferentano, dell'estensione di 22 ettari accoglie una delle poche zone boschive dei Colli Albani in cui il bosco misto (il cosiddetto bosco Q.T.A., querce, tigli ed aceri) abbia resistito di fronte all'avanzata del castagno introdotto dall'uomo tra Seicento e Settecento, e che copre circa l'80% della superficie boschiva del Parco dei Castelli Romani.
Anche fuori dal centro storico, nelle frazioni di Marino, sono presenti numerose aree di verde pubblico curate da comitati di cittadini: la prima area verde fu il parco Sassone di Cava dei Selci, recintato nel 1977: in seguito sorsero il parco Spigarelli (1980) ed il parco di via Pietro Maroncelli a Santa Maria delle Mole, quest'ultimo intitolato al magistrato Giovanni Falcone nel 1993. Il parco della Pace di Cava dei Selci è stato ricavato nell'area occupata dalle rotaie delle Tranvie dei Castelli Romani (in funzione su questa tratta fino al 1965) negli anni novanta, ed accoglie una cavea per 800 spettatori: nel 2009 è stato sottoposto a nuovi lavori di sistemazione.

## Società

### Evoluzione demografica
Abitanti censiti

### Etnie e minoranze straniere
I cittadini stranieri residenti a Marino sono 3 235, così suddivisi per nazionalità (sono indicati solo i dati superiori alle 50 unità):
1. Romania, 1 514
2. Albania, 458
3. Ucraina, 511
4. Polonia, 95
5. Moldavia, 86
6. Tunisia, 53

### Lingua e dialetti

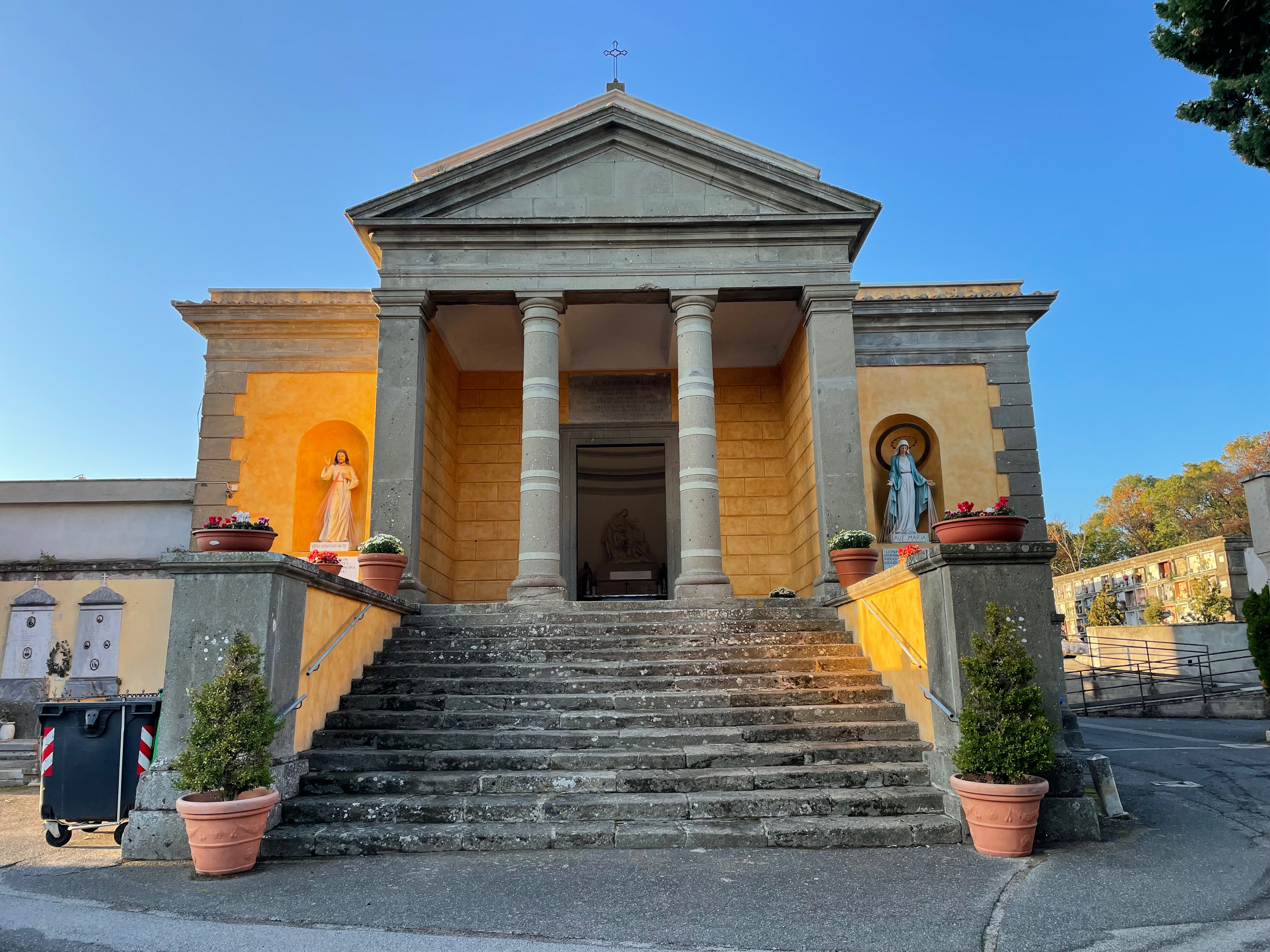
La cappella del cimitero monumentale di Marino.

Oltre alla lingua italiana, a Marino non sono ufficialmente riconosciute altre lingue. Il dialetto locale è incluso nella famiglia del dialetto laziale centro-settentrionale.
Nelle frazioni di Marino la situazione è più complicata: al dialetto marinese si sono sovrapposti altri dialetti castellani e le parlate dialettali dei tanti immigrati da varie parti d'Italia nel secondo dopoguerra, soprattutto dialetti abruzzesi, marchigiani, veneti, laziale meridionale, e altri dialetti meridionali in genere. Vi è comunque una tendenza alla generale espansione del dialetto romanesco un po' in tutta l'area metropolitana di Roma e soprattutto nel suo quadrante meridionale.

### Religione
Chiesa cattolica

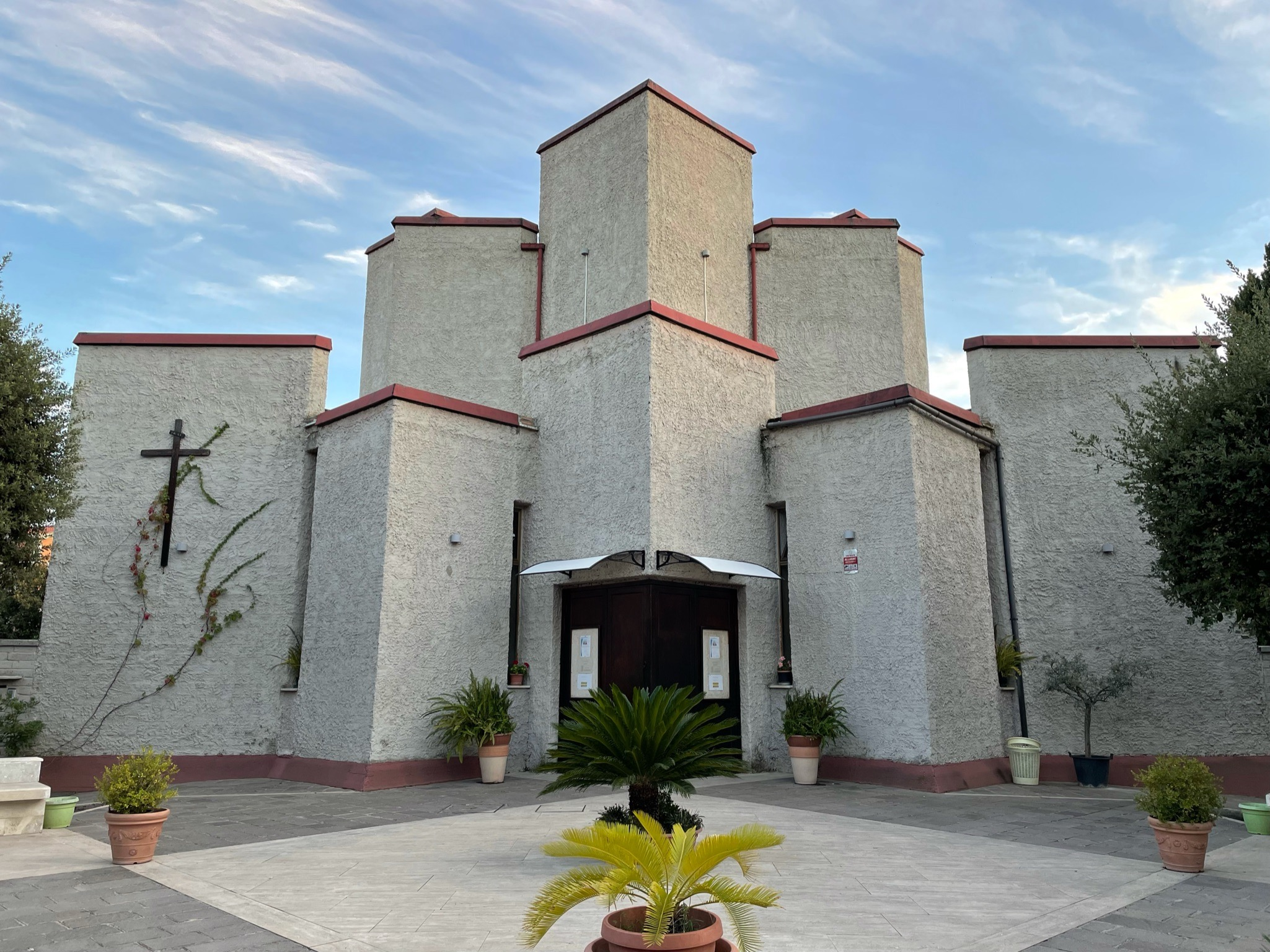
La chiesa di Santa Rita da Cascia a Cava dei Selci (1977).

La religione più diffusa a Marino è il Cristianesimo nella confessione cattolica. Il territorio comunale ricade nella diocesi di Albano, una delle sedi vescovili suburbicarie (per le quali oltre al vescovo titolare viene nominato un cardinale vescovo). 
Esistono sette parrocchie, sei delle quali fanno capo al Vicariato di Marino, ed una al Vicariato di Ciampino:
Vicariato di Marino:
- basilica di San Barnaba (basilica minore) a Marino centro;
- chiesa parrocchiale della Santissima Trinità a Marino centro;
- chiesa parrocchiale di Santa Maria delle Grazie a Marino centro;
- chiesa parrocchiale della Natività della Beata Maria Vergine a Santa Maria delle Mole;
- chiesa parrocchiale di San Giuseppe Artigiano a Frattocchie;
- chiesa parrocchiale di Maria Santissima Ausiliatrice a Fontana Sala.

Vicariato di Ciampino:
- chiesa parrocchiale di Santa Rita da Cascia a Cava dei Selci.

Sul territorio comunale esistono diverse comunità monastiche, maschili e femminili, alcune delle quali presenti da lungo tempo e che hanno stretto forti legami con la popolazione, come quelle delle Piccole Sorelle dei Poveri (1893, localmente e popolarmente note come "Monache Camporesi"), delle Suore della Sacra Famiglia di Bordeaux (1927, "Monache della Speranza"),  delle Suore missionarie di Nostra Signora degli Apostoli (1938, "Monache di Colizza"), le Suore oblate di Gesù e Maria a Frattocchie (1941), le Betlemite figlie del Sacro Cuore a Sassone, le Figlie del Divino Zelo ("Villa del Sole"), per citarne alcune.
I Missionari oblati di Maria Immacolata hanno a Marino il loro Centro giovanile, in memoria del sacrificio del confratello padre Armando Messuri nel 1944.
In passato la comunità religiosa femminile delle Maestre Pie Venerini, fondata nel 1732, ha avuto una grande importanza nell'educazione dei giovani ed in particolare delle ragazze. Anticamente sono esistite comunità religiose dei padri Agostiniani (1580-1954), dei Chierici regolari minori (1637), dei padri Dottrinari (1835-1870), dei padri Giuseppini (1920-1923), che pure contribuirono in diversi modi allo sviluppo della comunità.  
Marino ospita la casa madre delle Piccole Discepole di Gesù, associazione laicale religiosa femminile fondata nel 1919. Esiste anche il ramo maschile dei Discepoli di Gesù.
La comunità di Marino ha dato i natali ai Servi di Dio Guglielmo Grassi (inchiesta diocesana conclusa nel 2025) e Zaccaria Negroni (inchiesta diocesana conclusa nel 2005). In passato fu considerata venerabile anche la figura di Barbara Costantini (1700-1773).
Viene ancora portata avanti la lunga tradizione delle confraternite, che secondo una versione riportata dagli autori antichi avrebbe avuto uno dei centri di diffusione proprio a Marino. In passato le confraternite erano numerose e floride, in quanto dotate di un considerevole potere economico (immobili e fondi rustici derivanti da lasciti testamentari e donazioni). Nel 1806 a Marino operavano sette confraternite, di sedici che esistevano in tutta la diocesi di Albano.
Le confraternite erano:
- Confraternità della Carità (o "di Gesù, Giuseppe e Maria"), con sede presso la chiesa di Sant'Antonio da Padova al rione Castelletto. La confraternità aveva finalità analoghe all'Arciconfraternità dell'Orazione e Morte di Roma, cui era affiliata, aveva un "Provveditore ai Morti" ed alla fine del XVIII secolo gestiva il primo ospedale cittadino. In epoca post-unitaria, la gestione dell'ospedale di Marino passò all'ente detto "Congregazione di Carità".
- Arciconfraternita del Gonfalone, le cui origini risalirebbero al XIII o XIV secolo. Ebbe sede presso la chiesa di Santa Maria delle Grazie, e poi nell'Oratorio del Gonfalone annesso alla basilica di San Barnaba;
- Confraternita della Madonna del Rosario, fondata nel 1620, ricostituita per il trasporto della macchina processionale della Madonna del Rosario durante le celebrazioni della Sagra dell'uva la prima domenica di ottobre;
- Confraternita del SS. Crocifisso, fondata nel 1610;
- Confraternita delle Anime del Purgatorio;
- Confraternita del Santissimo Sacramento.

Chiesa ortodossa
Esiste a Marino una parrocchia ortodossa romena intitolata ai santi Ermilo e Stratonico, dipendente dalla diocesi ortodossa romena d'Italia. La comunità si riunisce nei locali sottostanti la basilica di San Barnaba, in Via Giuseppe Garibaldi n. 54, messi a disposizione dalla parrocchia cattolica.
Testimoni di Geova.
La comunità di fedeli che aderisce alla confessione religiosa dei Testimoni di Geova fa riferimento alla Sala del Regno sita in Via del Fontanile Anagnino n. 62 in località Morena, nel comune di Roma.

### Tradizioni e folclore
A Marino durante la Sagra dell'Uva si svolge uno dei cortei storici in costume più antichi d'Italia: la prima edizione si tenne nel 1929, e fu saltuariamente ripresa negli anni successivi finché non si riprese a celebrarla con continuità a partire dal 1969 per iniziativa del gruppo culturale "Storia ed Arte": dagli anni novanta il corteo viene curato da due associazioni culturali che realizzano i costumi e reperiscono i figuranti, "Arti e Costumi Marinesi" (nata nel 1995) e "Lo Storico Cantiere" (nata nel 1991).
Il corteo storico ricorda il ritorno del feudatario Marcantonio II Colonna in patria dopo la vittoria ottenuta come ammiraglio della flotta pontificia nella battaglia di Lepanto del 1571 contro l'impero ottomano: tuttavia non si ricorda l'ingresso a Marino, avvenuto probabilmente in forma privata il 4 novembre 1571, bensì l'ingresso trionfale a Roma, concesso all'ammiraglio vittorioso da papa Pio V il 4 dicembre dello stesso anno.
Era originario di Marino il poeta e drammaturgo romanesco Leone Ciprelli, anagramma di Ercole Pellini (1873-1953). Fu lui l'iniziatore della Sagra dell'uva, nel 1924, ed il promotore del concorso di canzone e poesia romanesca che si tenne durante la Sagra stessa dal 1926 fino allo scoppio della seconda guerra mondiale. In quegli anni, Marino fu uno dei principali centri di diffusione della canzone e della poesia dialettale romanesca.

### Qualità della vita
Sulla base delle statistiche sulle dichiarazioni fiscali delle persone fisiche per l'anno di imposta 2022 pubblicate dal Ministero dell'Economia e delle Finanze, il reddito complessivo medio della popolazione residente a Marino è pari a 23.749,00 €.

## Cultura

### Istruzione

#### Biblioteche

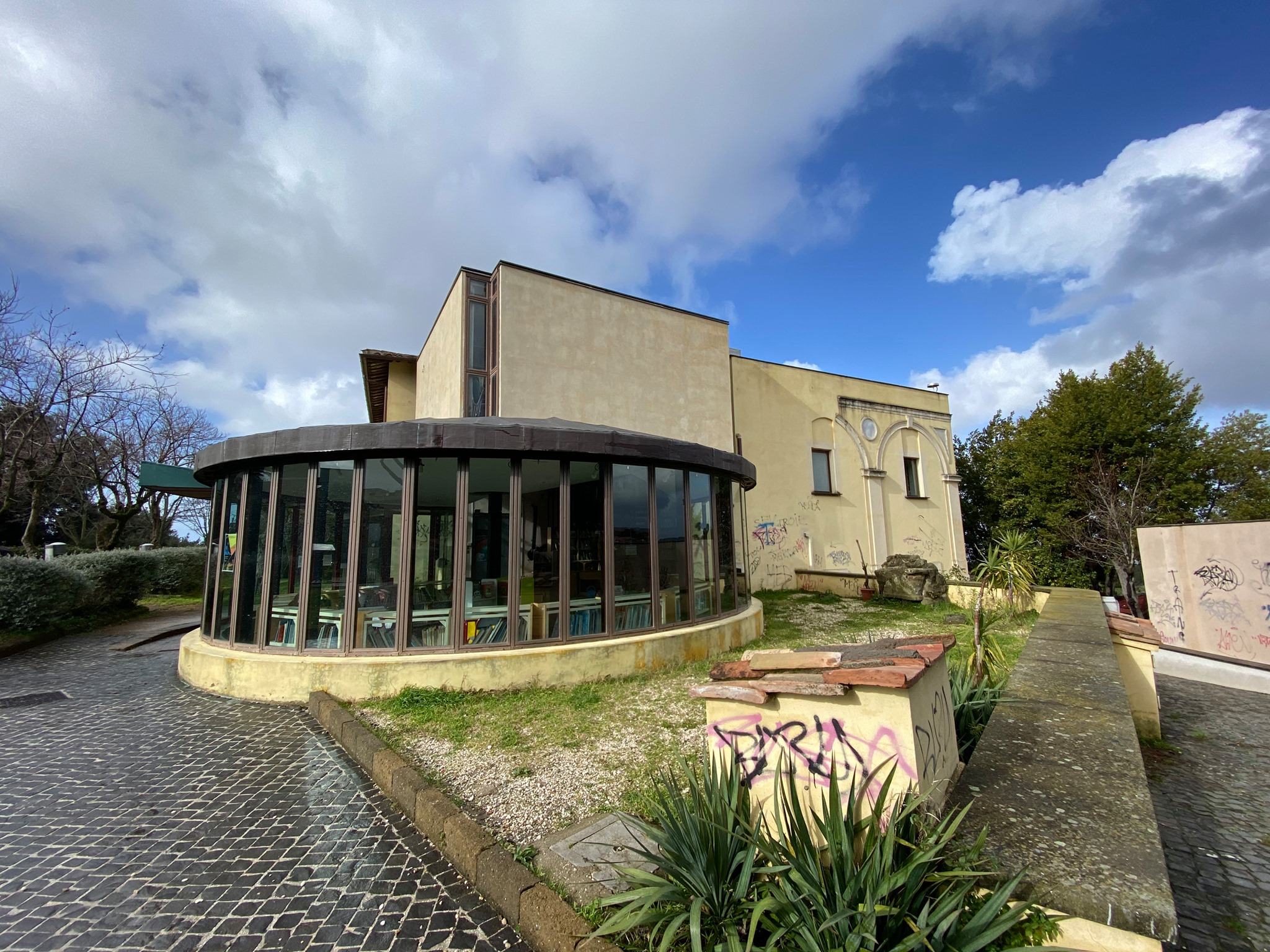
La biblioteca comunale "Vittoria Colonna" all'interno del parco pubblico di Villa Desideri (prima dell'intervento di riqualificazione terminato nel 2025).

La principale biblioteca del territorio è la biblioteca comunale "Vittoria Colonna", situata nella palazzina del parco pubblico di Villa Desideri. Questa istituzione è stata fondata nel 1984 ed oggi raccoglie circa 24.000 volumi ed oltre 1700 documenti datati tra il 1835 ed il 1957 provenienti dall'archivio comunale. La biblioteca è stata fra i soci fondatori del Sistema bibliotecario dei Castelli Romani nel 1997, piazzandosi al terzo posto per patrimonio librario fra le biblioteche castellane.
Dall'aprile 2004 a biblioteca comunale "Vittoria Colonna", d'accordo con il Sistema Bibliotecario Castelli Romani, mantiene un punto lettura e prestito per ragazzi presso la frazione di Santa Maria delle Mole.
Al piano terra di Palazzo Colonna, presso la sede dell'associazione pro loco, è situata da diversi anni la biblioteca di interesse locale "Girolamo Torquati", specializzata nella raccolta di materiale riguardante la storia e le tradizioni locali.
Da luglio 2017 è attiva la Biblioteca popolare Bibliopop-"Giselda Rosati" nata dall'utilizzo del "Fondo Lello Raffo" donato alla Associazione Acab di Marino, in S. Maria delle Mole, via S. Pellico,12 (https://associazioneacabblog.wordpress.com/). Bibliopop non ha spazi sufficienti per la lettura e quindi promuove soprattutto prestito librario tramite il sito web o direttamente dove poter consultare il patrimonio librario in via di incrementazione e già con circa 1500 volumi dal 1860 ai giorni nostri.

#### Scuola
Per l'istruzione primaria e secondaria di primo grado Marino conta su cinque istituti statali e tre private cattoliche, oltre all'Istituto delle Maestre Pie Venerini.

#### Università
Presso la frazione di Due Santi, al chilometro 21.5 della strada statale 7 via Appia Nuova, è situato il "campus" romano della University of Dallas, inaugurato nel giugno 1994 ed utilizzato dall'università cattolica statunitense come base per i viaggi degli studenti in Europa.

#### Musei
- Mitreo di Marino.

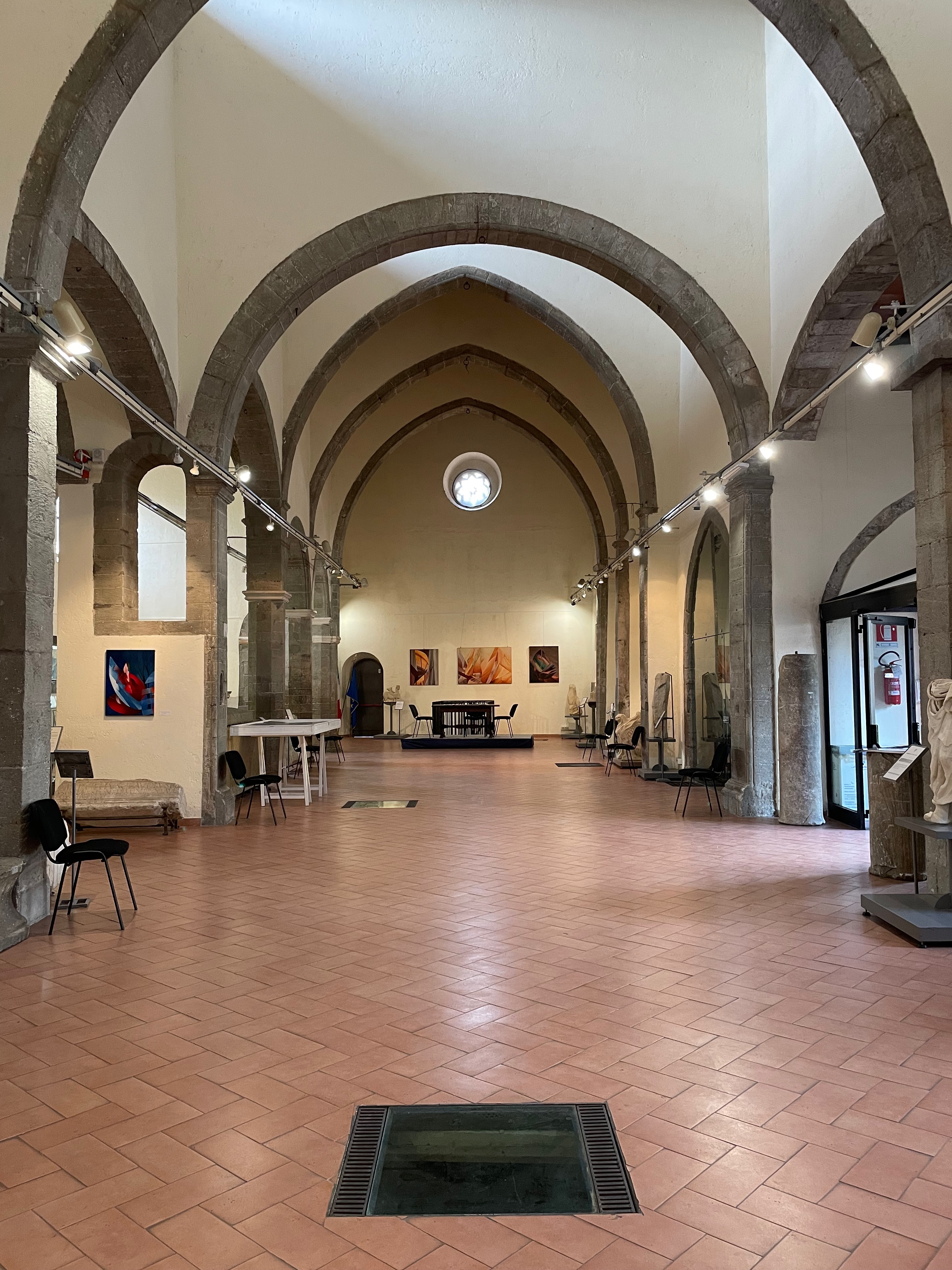
Interno del Museo civico, allestito nei locali dell'ex-chiesa di Santa Lucia.

- Museo civico "Umberto Mastroianni".

- Percorsi nel sottosuolo.

Le grotte sotterranee di Palazzo Colonna, probabilmente la più vasta rete di grotte tra le tante scavate nel sottosuolo del centro storico di Marino, sono state aperte al pubblico nel 1999: vi si accede dalla sede dell'associazione pro loco in largo Palazzo Colonna. All'interno, il percorso espositivo si articola in due tronchi:
- Memorie di guerra: in questa parte dell'esposizione si vuole ricordare che durante la seconda guerra mondiale le grotte furono, tra il febbraio e il giugno 1944, luogo di rifugio per molti marinesi sfollati dalle proprie case a causa delle incursioni aeree anglo-americane. Qui sono rimasti ancora resti della presenza di queste persone, come scarpe, coperte ed altri oggetti della vita quotidiana, ed inoltre sono collocati dei pannelli esplicativi con materiale d'epoca.
- In vita vitis: percorso che ricorda la funzione originale degli ambienti, con esposizione di strumenti agricoli ed altro materiale per la produzione vinicola.

In questi spazi suggestivi si svolge, durante il periodo natalizio, un'esposizione di presepi chiamata "presepi in grotta".
- Museo del bottaio.

Questo piccolo spazio museale è stato allestito all'inizio degli anni duemila in una cantina di via Costa Caselle che presenta una caratteristica bombatura degli stipiti in peperino, praticata per far passare le botti. All'interno, strumenti tradizionali della viticoltura e della produzione vinicola, ed altri ricordi del mondo contadino: vi si svolgono eventi culturali soprattutto nel mese di ottobre, in corrispondenza con la Sagra dell'Uva.
- Museo del Carretto a Vino.

Allestito in un piccolo locale (bettola) dove si faceva la mescita del vino, testimonia le antiche usanze della cittadina.
- Museo del Vino.

Allestimento che espone gli attrezzi e gli strumenti utilizzati per la produzione del vino.

### Media

#### Stampa
La stampa nazionale a pagamento che si occupa delle notizie più importanti provenienti dalla provincia è rappresentata dalle edizioni locali dei quotidiani romani "La Repubblica" ed "Il Messaggero", mentre le notizie sportive possono apparire nell'edizione locale del "Corriere dello Sport-Stadio".
Il principale organo locale a pagamento è "Nuovo Oggi Castelli" che però ha cessato le pubblicazioni nel 2010. L'organo locale a pagamento per le notizie sportive è "Il Corriere Laziale", fondato a Roma nel 1973.
Più agevole diffusione ha il quotidiano gratuito "Cinque Giorni", con sede operativa a Colleferro e diffusione in tutto il quadrante meridionale della provincia di Roma.
Altri periodici locali gratuiti sono "Controluce", mensile dei Castelli Romani e dei Monti Prenestini con sede a Monte Compatri, "La Voce dei Castelli", mensile con sede a Santa Maria delle Mole, "Il Tuscolo", mensile dell'area tuscolana con sede a Frascati, "La Città Tuscolana", altro mensile dell'area tuscolana con sede a Frascati, "Punto a Capo", mensile ora non più in edicola gestito dall'omonima associazione culturale di Marino.
Tra i giornali on-line un posto di rilievo lo stanno acquisendo ilmamilio.it e castellinotizie.it.
Il Comune ha un proprio organo di informazione mensile gratuito, "Comune Informa": la stessa redazione, con sede in territorio marinese, si occupa anche dei mensili istituzionali dei comuni di Ciampino e Rocca di Papa. A Marino viene dato alle stampe il periodico ufficiale gratuito della diocesi suburbicaria di Albano "Millestrade".
Dal 1952 al 1956 una redazione di giovani marinese diede vita al mensile "Il Marinese", completamente dedicato alla cronaca ed alle problematiche comunali: l'esperienza si concluse per mancanza di fondi e venne più volte ripresa in seguito (negli anni sessanta, negli anni ottanta e nel 2006), senza riscontrare lo stesso successo.
Dalla seconda metà degli anni settanta e fino ad inizio del 2000 hanno visto la luce diversi giornali prodotti dagli ambienti culturali, sociali e politici della sinistra marinese: TuttoMarinoTutto; La Finestra; 4Righe; Il Gazzettino di Boville.
In tutto il territorio comunale sono presenti numerose tipografie, tra le quali spicca per antichità la tipografia "Santa Lucia", fondata negli anni venti dall'abate parroco Guglielmo Grassi e da Zaccaria Negroni come dipendenza dell'oratorio parrocchiale "San Barnaba": qui hanno imparato un mestiere e trovato un lavoro molti marinesi, che poi si sono messi in proprio fondando delle loro aziende.

### Musica

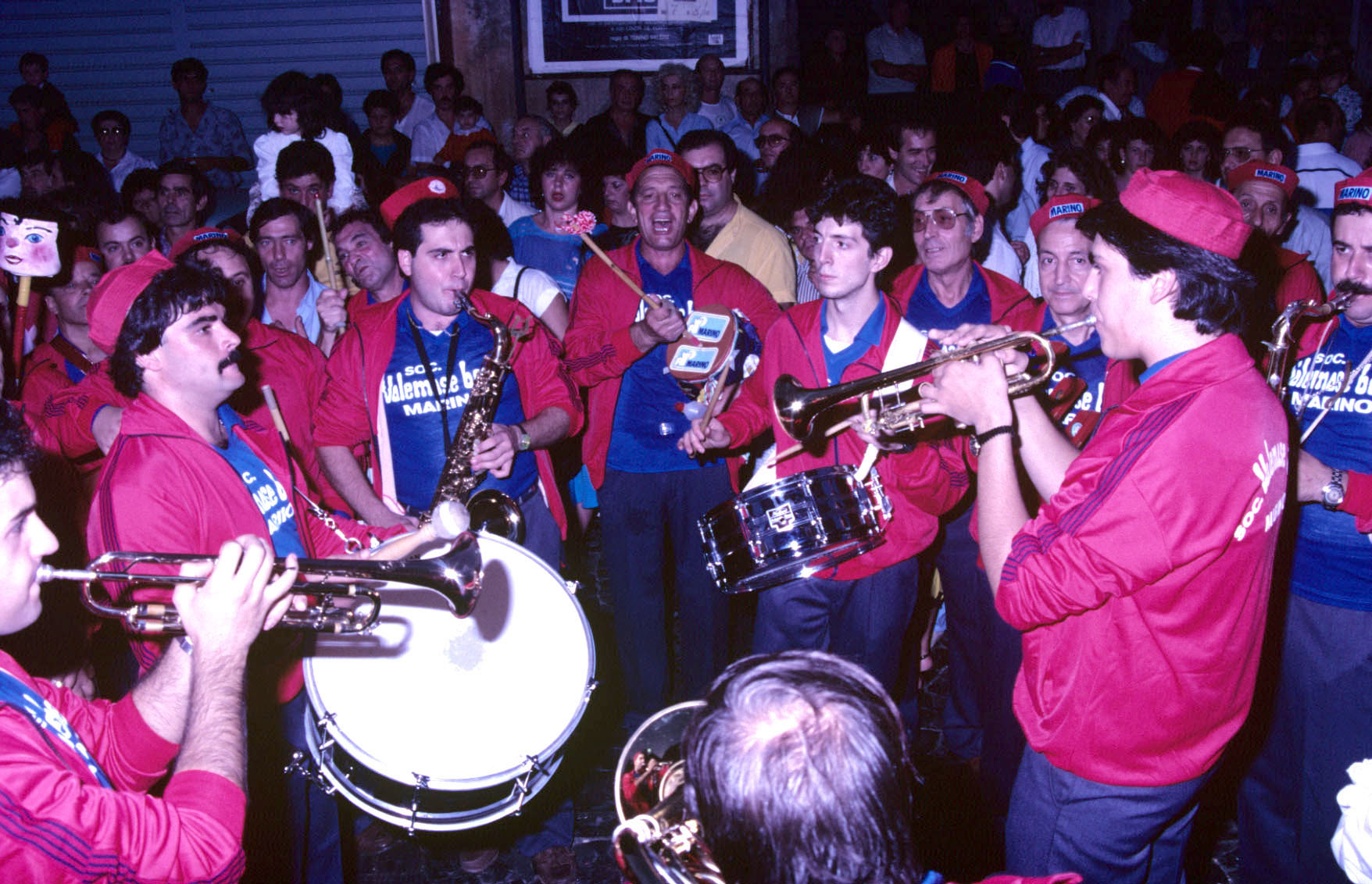
Elementi della "società di divertimento" "Volemose bene".

L'istruzione musicale ricevette sempre una particolare attenzione a Marino. Nelle "Constituzioni" del 1677 compariva l'obbligo per la comunità di tenere un fondo pubblico per stipendiare un maestro di cappella presso la basilica di San Barnaba, affinché fosse insegnata gratuitamente l'arte di suonare l'organo a quattro ragazzi talentuosi.
In questo contesto si formarono diversi musicisti di valore: Giacomo Carissimi (1605-1674), Bonifazio Graziani (1606-1664), Giovanni Battista Mocchi (1618-1668), esponenti della scuola polifonica romana. L'erudito Gaetano Moroni riporta come originari di Marino altri musicisti noti alla sua epoca (metà del XIX secolo): Giuseppe Ercole, maestro di cappella presso la corte asburgica, ed i due fratelli Falconi, maestri di cappella uno presso la famiglia reale spagnola a Madrid, l'altro presso la famiglia reale portoghese a Lisbona.
Sebbene esistano testimonianze dell'esistenza di complessi musicali a partire dall'inizio del XIX secolo, il primo concerto filarmonico di cui si hanno notizie certe nacque a Marino nel 1873, si sciolse nel 1886 e fu ricomposto nel 1909; nuovamente sciolto alla morte dello storico direttore Enrico Ugolini nel 1961, è stato ricostituito nel 1975 nell'ambito della locale Pro Loco. Oggi il concerto filarmonico "Enrico Ugolini" è la principale banda musicale del territorio comunale.
La musica popolare si è espressa invece attraverso le "società di divertimento", ritrovi di amici con velleità musicali che utilizzavano per suonare gli strumenti più strambi (cesoie, sedie pieghevoli, martelli e botti), accanto a strumenti tradizionali come la tromba o il flauto. Antiche società di divertimento oggi sciolte furono la "Marino brinda" e la "Ferentum"; continua ad esistere la società di divertimento "Volemose bene", costituita nel 1951.
In città inoltre operano alcuni cori:
- Gruppo Polifonico "Città di Marino";
- Corale "Castrimoenium";
- Coro Polifonico "Giacomo Carissimi";
- Coro Bovillae;
- Piccolo Coro del Fiore Blu;
- Coro del Centro Anziani Frattocchie Marino.

Il Palaghiaccio di Marino ha ospitato importanti eventi musicali nel periodo in cui è stato aperto al pubblico (prima della chiusura del 2011). Nel complesso sportivo si sono esibiti Frank Sinatra, insieme a Steve Lawrence e Eydie Gormé (24 settembre 1991); Barry White (13 febbraio 1992); i Metallica (16 novembre 1992); i Van Halen (1° marzo 1993); gli Iron Maiden (30 aprile 1993); Peter Gabriel (18 maggio 1993); i Deep Purple (24 settembre 1993); i Nirvana (22 febbraio 1994); i The Smashing Pumpkins (26 settembre 2000); i Dream Theater (15 febbraio 2002); The Cranberries (20 novembre 2002); i Red Hot Chili Peppers (2 febbraio 2003); Francesco Guccini (10 marzo 2003); gli Ska-P (22 aprile 2003); nuovamente i Deep Purple (1° marzo 2006); i Tool (21 giugno 2006).
Il gruppo rock progressive Banco del Mutuo Soccorso, costituitosi nel 1968, ha avuto e mantiene forti legami con Marino, città di origine del tastierista Vittorio Nocenzi e di suo fratello Gianni, pianista. Nei primi anni il gruppo utilizzò come sala prove una vecchia stalla del centro storico; la città ha commemorato con l'intitolazione di un largo nel rione Coste la figura del chitarrista Rodolfo Maltese, prematuramente scomparso nel 2015.

### Teatro

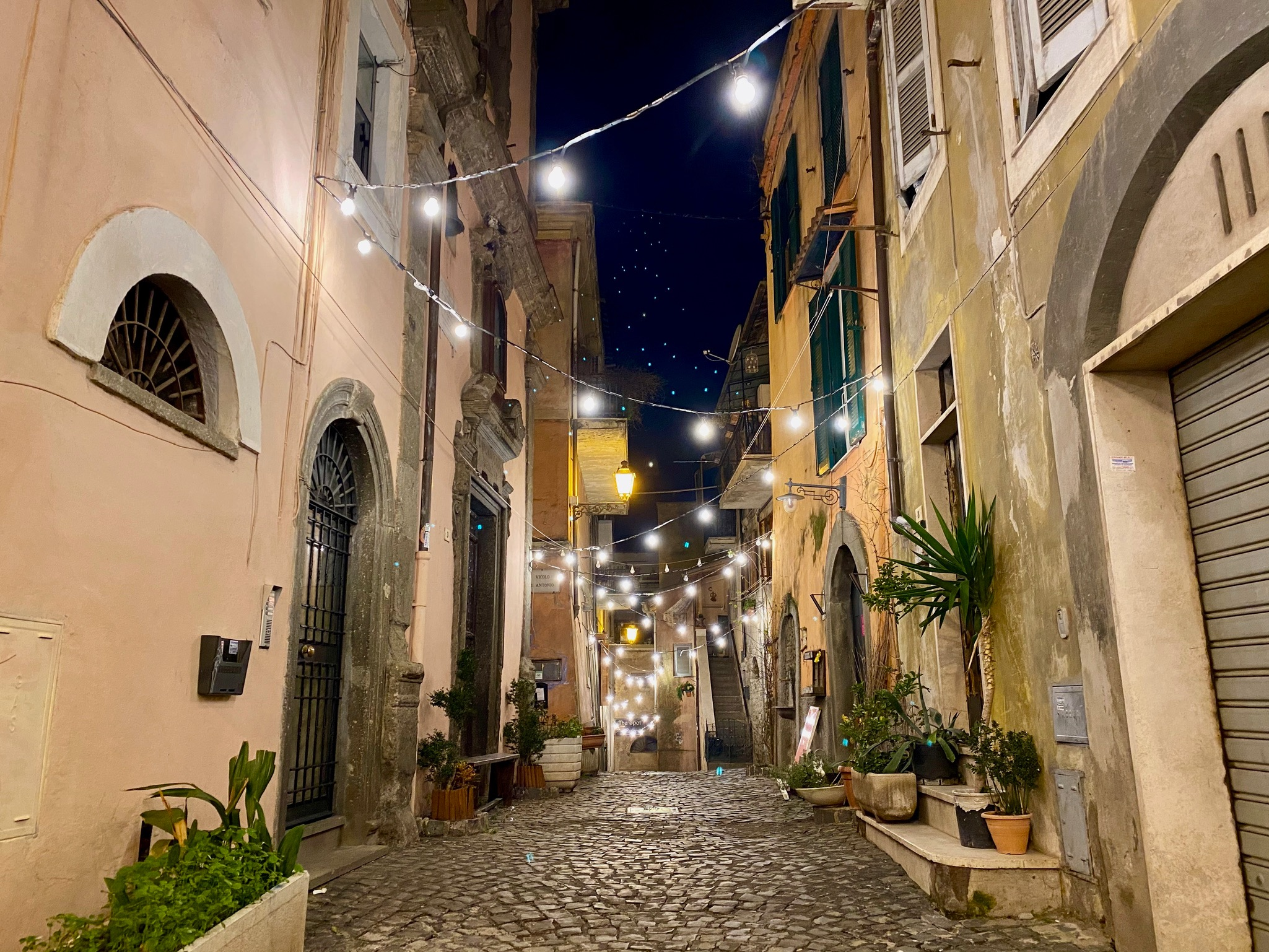
Via Sant'Antonio nel rione Castelletto. Sulla sinistra, la chiesa di Sant'Antonio da Padova.

Nel territorio comunale esistono i seguenti teatri:
- Teatro comunale "Vittoria Colonna", all'interno del parco pubblico di Villa Desideri;
- Auditorium parrocchiale "mons. Guglielmo Grassi", riaperto al pubblico nel 2002 dopo un lungo periodo di chiusura, ubicato nei locali sottostanti la basilica di San Barnaba.

Esistono poi altri spazi idonei ad ospitare rappresentazioni teatrali o convegni, come la Sala Lepanto e l'Aula Consiliare "Zaccaria Negroni" all'interno di Palazzo Colonna; l'auditorium "Anna Maria Ascolese" dell'Istituto Comprensivo "Primo Levi" ed il teatro parrocchiale "San Giuseppe" a Frattocchie; l'auditorium annesso al plesso del liceo artistico "Amari Mercuri"; l'Officina Arte e Cultura a Santa Maria delle Mole; lo spazio di "Bibliopop" nel parco Maura Carrozza a Santa Maria delle Mole.  
Marino possiede una lunga tradizione di teatro dialettale, che risale all'esperienza della Filodrammatica "Vittoria Colonna" maturata a partire dagli anni Venti nei locali dell'auditorium parrocchiale di San Barnaba, e ripresa nel secondo dopoguerra. Tra i registi ed autori di commedie di questo genere, si ricordano Franco Negroni ("A cavisa de dragone"), Roberto Di Sante ("Cariolacciu", "Bonu 'spidale") e Cesare Schiaffini.

### Cinema
La prima sala cinematografica aprì a Marino intorno agli anni dieci del Novecento presso l'ex-chiesa di Santa Lucia: il cinema era muto, ed i suoni ottenuti in sala ed amplificati dalla buona acustica dell'ex-chiesa gotica. In seguito l'abate parroco della basilica di San Barnaba Guglielmo Grassi si curò di aprire un cinema parrocchiale nei locali sotterranei alla basilica, nella sala "Vittoria Colonna" (ribattezzata dai marinesi "cinema dei preti") adiacente alla sala teatrale oggi a lui intitolata: questa sala rimase aperta fino agli anni settanta quando chiuse per motivi di sicurezza, e nel febbraio 1955 vi fu proiettato il primo film in cinemascope, La tunica (1953). 
 Nello stesso periodo precedente alla seconda guerra mondiale sorse un cinema privato, il cinema "Colizza", chiuso negli anni ottanta come tante altre sale italiane nell'ambito di una crisi fortissima dovuta soprattutto all'avvento della tv commerciale con un'offerta di film mai vista prima. Attualmente Marino non dispone di una sala cinematografica: solo presso il teatro "San Giuseppe" della parrocchia omonima di Frattocchie vengono proiettati periodicamente film.
Federico Fellini ha girato a Marino scene di numerosi film:
- Il bidone (1955) con Broderick Crawford, girato in primavera a Marino e poi a Roma, tra Cinecittà e i Parioli: il film peraltro non ebbe una grande accoglienza da pubblico e critica.[171][172]
- Le notti di Cabiria (1957; celebre la scena girata tra la Via dei Laghi ed il ristorante Pagnanelli di Castel Gandolfo, nei dintorni di Marino);
- Toby Dammit, terzo episodio di Tre passi nel delirio (1967), con una lunga scena di Terence Stamp che corre su un bolide all'impazzata per le vie del centro storico addobbate per la Sagra dell'Uva e poi in autostrada (si riconosce il non lontano svincolo di Monte Porzio Catone sulla A1);[173][174]
- infine I clowns (1970), con una ripresa panoramica verticale della facciata barocca della basilica di San Barnaba e riprese di personaggi di paese nelle cosiddette "Camere Nuove" (via Giacomo Carissimi).[172]

A Marino sono state anche girate scene di Un maledetto imbroglio (1958) di Pietro Germi, ispirato al romanzo di Carlo Emilio Gadda "Quer pasticciaccio brutto de via Merulana", che in alcune parti è appunto ambientato a Marino e nel suo territorio.

### Letteratura

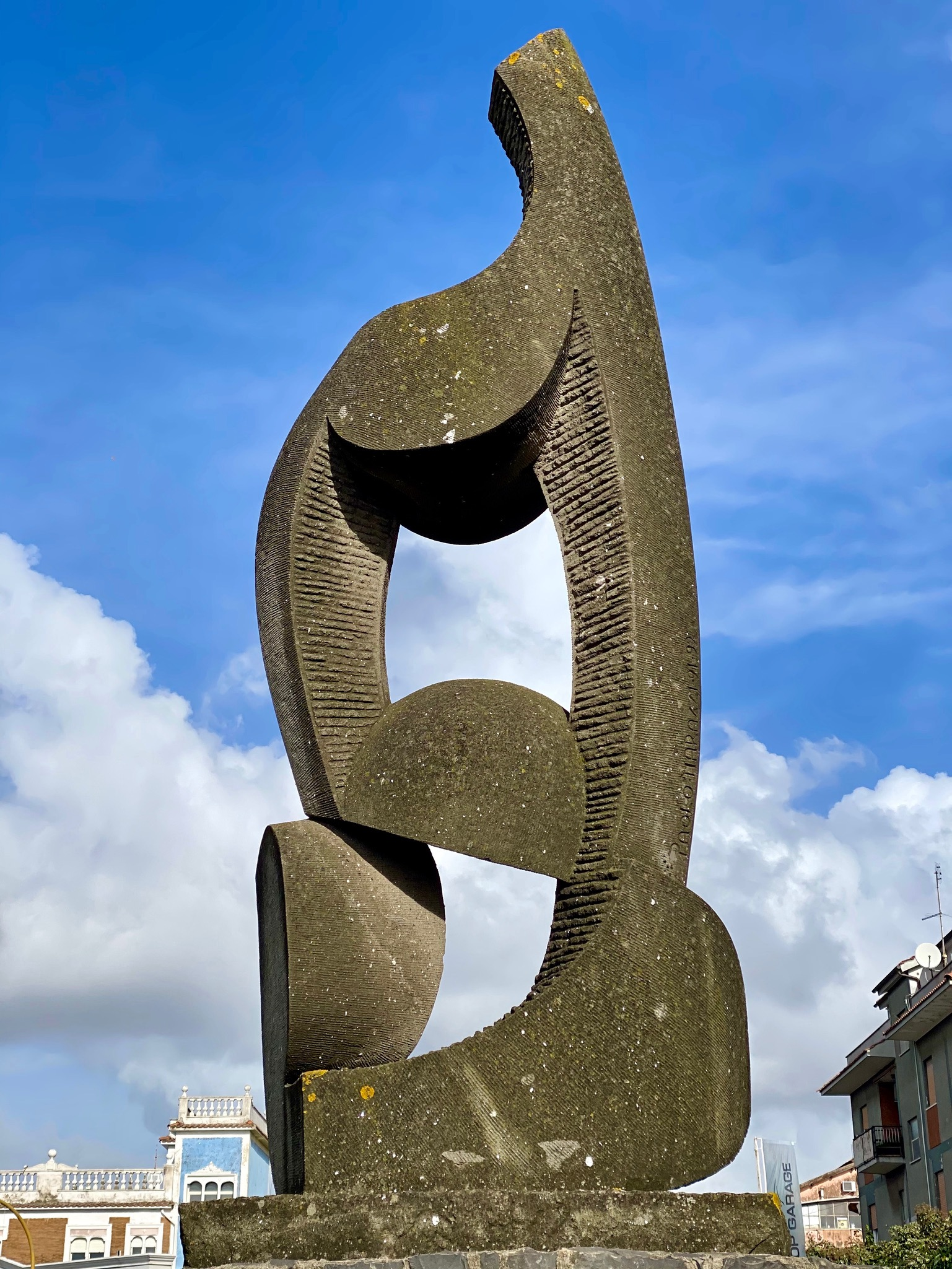
"All'uomo di Boville", scultura in peperino di Paolo Marazzi (1992), collocata in località Frattocchie.

La vicinanza di Marino e del suo territorio a Roma e la loro collocazione su una strada di grande percorrenza verso Napoli, altra meta obbligata del "Grand Tour" intrapreso dai viaggiatori italiani ed europei nel Settecento, hanno fatto sì che diversi autori di passaggio si soffermassero a scrivere sulla realtà marinese: tra essi ricordiamo Giacomo Casanova, che nell'"Histoire de ma vie" riferisce di aver dormito presso la "vecchia locanda" nell'attuale piazza Giacomo Matteotti, non smentendo anche qui la propria fama di seduttore, Ellis Cornelia Knight nella "Description of Latium" (1809) e Massimo d'Azeglio, che ne "I miei ricordi" lascia un dettagliato resoconto sul suo soggiorno marinese avvenuto nel 1824, descrivendo usi, tradizioni e personaggi marinesi realmente esistiti, come il sor Checco Tozzi, suo genero Vincenzo Maldura ed il marchese Fumasoni Biondi.
Marino compare anche in diverse opere poetiche, tra cui la poesia "La Battaglia di Marino", raccolta tra le "Poesie in dialetto velletrano" di Giovanni Battista Iachini (1884), che vuole raccontare satiricamente il saccheggio di Marino perpetrato da soldati velletrani al soldo di papa Clemente VII nel 1526, le stornellate popolari in dialetto romanesco "'Na gita a li Castelli" di Franco Silvestri (1926), resa celeberrima dall'interpretazione di Ettore Petrolini, "Sagra d'amore" (1926) e "La Sagra dell'amore" (1926) di Giuseppe Micheli ed infine i componimenti di Mario dell'Arco, raccolti nella pubblicazione "Marino Olimpo in terra" (1994).
La città ed il suo territorio fanno da sfondo anche ad un racconto delle "Novelle per un anno" di Luigi Pirandello (1917), ambientato presso un villino con vista sul Lago Albano situato tra Marino e Castel Gandolfo, e soprattutto a "Quer pasticciaccio brutto de via Merulana" di Carlo Emilio Gadda (1957), in cui lo scrittore milanese descrive impietosamente la desolazione e la miseria delle campagne dell'Agro Romano negli anni del fascismo. Gadda ha ambientato a Marino, durante una Sagra dell'Uva, anche un vivo racconto de "Il castello di Udine" (1934).
Fra gli storici e gli studiosi che si sono occupati di Marino, del suo territorio e della sua storia vanno annoverati Flavio Biondo (Italia illustrata, 1527), Carlo Bartolomeo Piazza (Gerarchia cardinalizia, 1703), Antonio Nibby (Viaggio antiquario ne' dintorni de Roma, 1819, Analisi storico-topografico-antiquaria della mappa de' dintorni de Roma, 1837 e New guide of Rome and the environments, 1849), Gaetano Moroni (Dizionario di erudizione storico-ecclesiastica, 1847), Girolamo Torquati (Studi storico-archeologici sulla città e sul territorio di Marino, manoscritto) e Giuseppe Tomassetti (La Campagna Romana antica, medioevale e moderna, 1910).

### Cucina

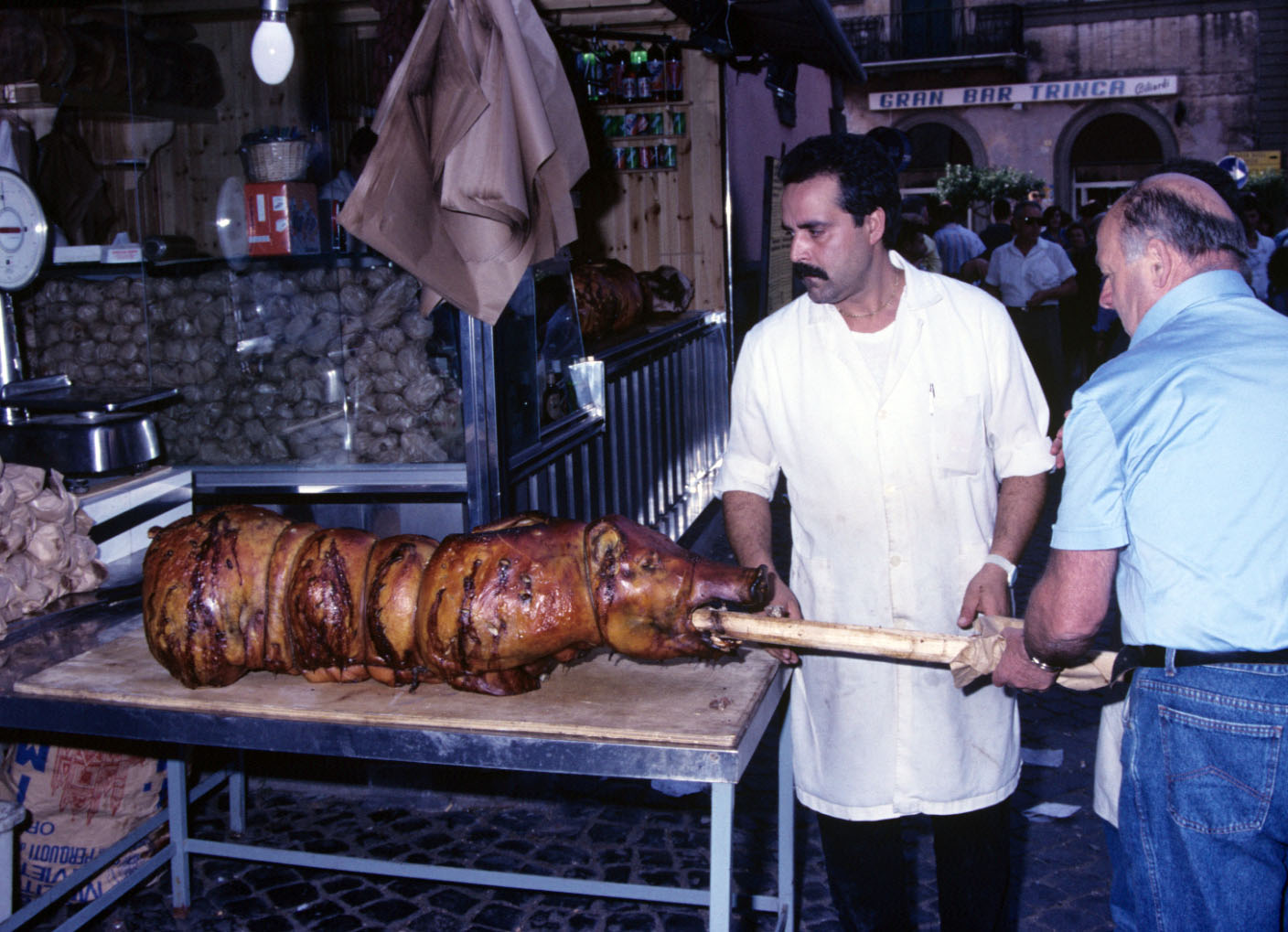
Porchetta a Marino

La cucina marinese non si distingue praticamente in nulla dalla cucina romana, se non per alcuni prodotti particolari come la porchetta (comunemente identificata con il vicino comune di Ariccia, ma diffusa in tutti i Castelli Romani ed anche in altre zone dell'Italia centrale) e le "coppiette" di maiale per quanto riguarda i salumi, i mostaccioli (in una loro variante laziale molto simile a quella partenopea o salentina), i "brutti ma buoni", le ciambelle al mosto (prodotto a indicazione geografica protetta di Marino) ed i "biscotti della sposa" nel campo dolciario ed infine il vino bianco locale.

### Eventi
Sagra dell'uvaLa Sagra dell'Uva è la più antica tra le manifestazioni dello stesso genere che si celebrano in Italia: la prima edizione si celebrò il 4 ottobre 1925, su ispirazione del poeta romanesco di origini marinesi Leone Ciprelli. In realtà la festa nasce dall'unione tra diverse celebrazioni sacre e profane: la festa della Madonna del Rosario, celebrata il 7 ottobre come santa patrona dello Stato Pontificio fin dal 1571 dopo la vittoria cristiana nella battaglia di Lepanto e la celebrazione della produzione vitivinicola del territorio marinese, anticipata dall'istituzione delle "feste Castromenie" nel 1904, nell'ambito degli eventi dell'"ottobrata romana". La sagra si celebra ogni prima domenica di ottobre, ma i festeggiamenti hanno una lunghezza variabile nei giorni prossimi all'evento. Il particolare più conosciuto della sagra è il celebre "miracolo delle fontane che danno vino", verificatosi per la prima volta nel 1925 e da allora sempre ripetuto: altre caratteristiche della sagra sono il corteo di carri allegorici, tradizione in auge prima della seconda guerra mondiale ed oggi quasi del tutto scemata, e soprattutto il corteo storico in costume cinquecentesco, realizzato per la prima volta nel 1929.
Festa patronale di san BarnabaLa festa patronale di san Barnaba è la celebrazione religiosa del santo patrono della città, che si tiene l'11 giugno di ogni anno dal 1619, anno in cui la Comunità decise di scegliere san Barnaba apostolo come patrono in luogo di santa Lucia da Siracusa: tale decisione fu secondo una leggenda condizionata da persistenti grandinate che sconquassavano le vigne nel mese di giugno, oppure ispirata dalla devozione di alcuni esponenti della famiglia Colonna verso il santo cipriota. Anticamente veniva organizzata una fiera in occasione della festa: attualmente, peculiare della festa religiosa è la solenne processione per le vie del paese con la reliquia del braccio del santo.
Festa compatronale di santa LuciaLa festa compatronale di santa Lucia da Siracusa è la celebrazione religiosa della santa compatrona della città, patrona fino al 1619, celebrata il 13 dicembre da antica tradizione probabilmente nata nel Duecento per la devozione dei Frangipane, con la ricostruzione in forme gotiche della chiesa di Santa Lucia, ridotta ad uso profano nel 1669. La statua in legno dorato della santa è conservata nella basilica di San Barnaba: particolarità della festa sono il corteo delle fanciulle vestite di bianco che precede la celebrazione religiosa e la fiera.
Festa della Madonna dell'AcquasantaLa festa della Madonna dell'Acquasanta si celebra presso l'omonimo santuario nel quartiere Acquasanta la prima settimana di settembre: la venerazione per l'immagine mariana dipinta nel santuario è molto antica, e pare risalga addirittura ad un periodo compreso tra IV e IX secolo.
Festa della Madonna delle GrazieLa festa della Madonna delle Grazie si svolge il 28 maggio presso il quartiere Borgo Garibaldi, nel centro storico: è la festa della chiesa omonima, costruita in epoca imprecisata probabilmente dalla confraternita del Gonfalone di Marino ed in seguito concessa nel 1580 ai padri Agostiniani, infine costituita in parrocchia solo nel 1954.
Festa della "Mater Misericordiae"La festa della "Mater Misericordiae" (in lingua latina, "madre di misericordia", come viene appellata la Vergine Maria nel Salve Regina) si svolge il 21 maggio nel rione Coste, attorno ad un'edicola mariana di epoca imprecisata collocata in largo Palazzo Colonna.
Festa della "Madonna de 'u Sassu"La festa della "Madonna de 'u Sassu" (in dialetto marinese, "Madonna del Sasso") si svolge nel quartiere Borgo Garibaldi dal 1984 la seconda settimana di luglio: la festa ruota attorno ad un'edicola mariana in peperino collocata nel 1596 all'inizio di via Roma, lungo quella che all'epoca era la principale strada da Marino per Roma, a protezione dei viaggiatori.
Festa di san GiuseppeLa festa di san Giuseppe si svolge il 4 giugno presso l'omonima parrocchia nella frazione di Frattocchie: gli eventi sono programmati da un apposito comitato festeggiamenti.
Festa di san Giuseppe artigianoLa festa di san Giuseppe artigiano si celebra la quarta domenica di settembre nel quartiere Vascarelle, attorno alla statua del santo collocata in un angolo di piazza Europa: particolarità della festa è il palio della Quintana, un torneo cavalleresco in costume ad imitazione della celebre Giostra del Saracino di Arezzo, scopo del quale è centrare con un'asta un fantoccio (il "saracino", appunto).
Carnevale MarineseIl Carnevale è stato organizzato dall'amministrazione comunale fin dal 1987, ed attualmente si svolge il "martedì grasso" con un corteo di carri allegorici allestiti da scuole, oratori parrocchiali ed organizzazioni giovanili e con il rogo finale della "strega carnevalina" in piazza San Barnaba. Anticamente però le celebrazione carnevalizia veniva protratta da repubblicani ed anticlericali anche nel mercoledì delle Ceneri, quando la Chiesa cattolica predica astinenza e digiuno per l'inizio della Quaresima: era il Carnevalone, tradizione nata all'inizio del Novecento e terminata solo negli anni venti con l'avvento del fascismo.

## Geografia antropica

### Urbanistica

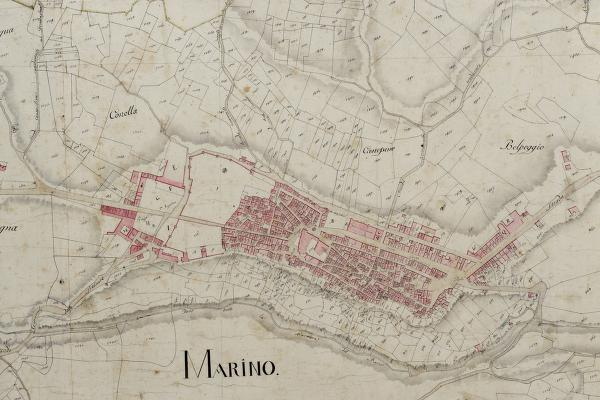
Marino nel Catasto Gregoriano (1816-1835)

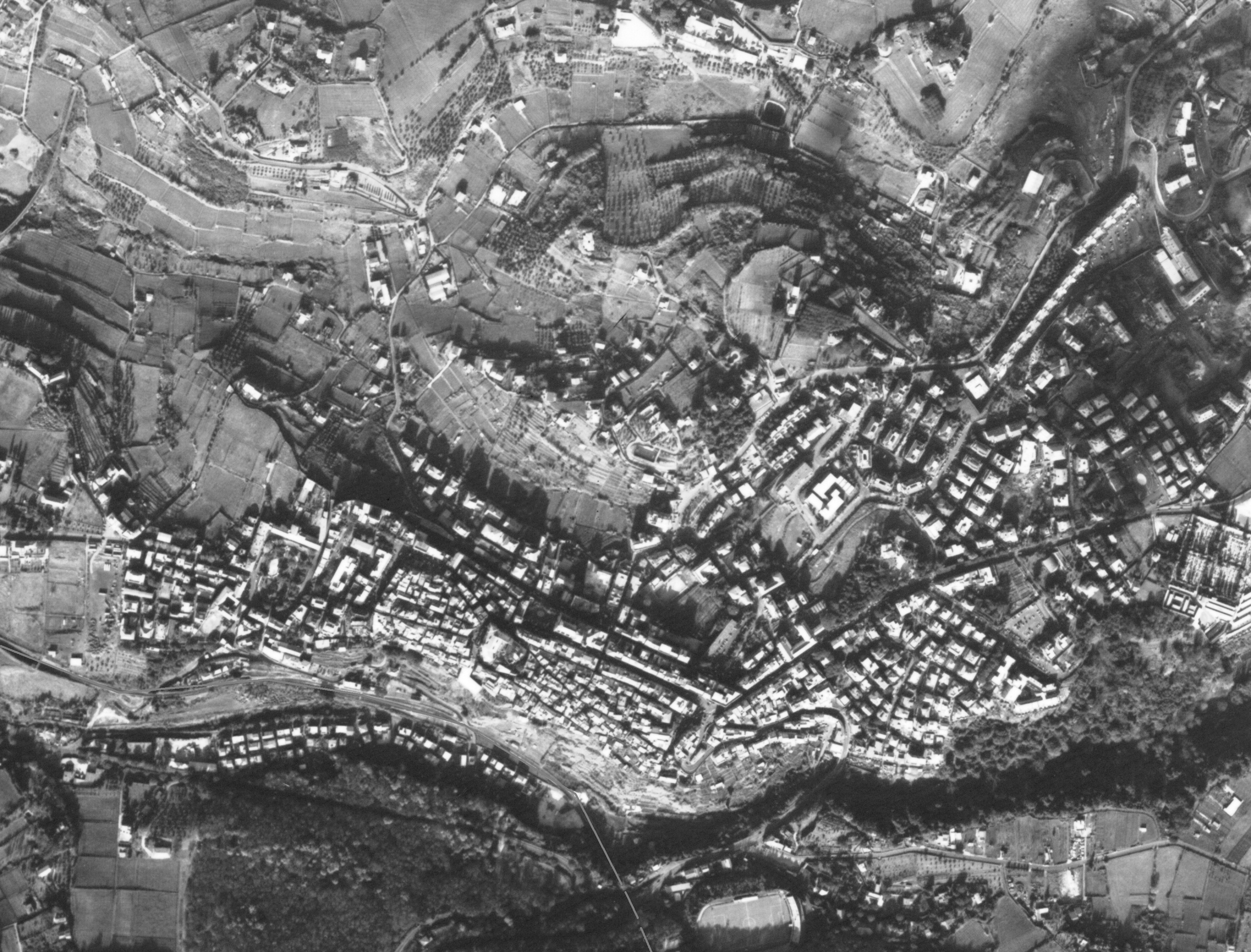
Marino in una foto aerea IGM degli anni novanta del XX secolo.

Il centro storico di Marino si è sviluppato nel corso dei secoli assumendo una forma che si definisce in gergo tecnico "a fuso d'acropoli", ovvero ad "L" con i lati quasi convergenti.
L'originario nucleo dell'abitato è stato individuato nell'attuale rione Castelletto, come ipotizzato fin dall'Ottocento da alcuni studiosi: in questo quartiere alto-medioevale l'ortogonalità delle strade farebbe apparire l'antico reticolo delle strade del municipium romano di Castrimoenium.
In seguito, a partire dal basso medioevo il castello si sarebbe espanso verso il rione Coste ed il rione Santa Lucia, raggiungendo l'area dell'attuale piazza Giacomo Matteotti, nella quale sorgeva la rocca Frangipane. Un'altra fortificazione più a valle, già edificata dai Conti di Tuscolo nel X secolo, venne ampliata dagli Orsini e sotto il dominio dei Colonna diventò l'attuale Palazzo Colonna. Attorno alla metà del Trecento Giordano Orsini volle rinforzare le mura di Marino aggiungendo una nuova parte di abitato (le "Camere Nuove") e realizzando una fortificazione a valle lungo la marana delle Pietrare.
Più tardi Ascanio I Colonna fece riprendere i lavori di risistemazione di Palazzo Colonna lasciati in sospeso dalla madre Agnese di Montefeltro e realizzò lo sventramento cinquecentesco di via Roma: i suoi successori, ed in particolare Filippo I Colonna e suo figlio, il cardinale Girolamo Colonna, si impegnarono nella risistemazione urbanistica del castello con il parziale completamento di Palazzo Colonna, l'apertura di corso Trieste e la rettifica di via Cavour, la costruzione della basilica di San Barnaba, creando un polo di attrazione urbano nell'area centrale dell'abitato, tra le attuali piazza San Barnaba e piazza Lepanto. Fuori dalle mura, nell'area dell'attuale piazza Giuseppe Garibaldi, si venne a creare un vasto spazio aperto verso Roma destinato alle fiere, circondato dal convento dei padri Agostiniani presso la chiesa di Santa Maria delle Grazie e delle suore domenicane di stretta osservanza presso il convento del Santissimo Rosario.
Marino in sostanza ha mantenuto per quattro secoli, da allora, la sua conformazione urbanistica, senza espandersi ulteriormente, tanto che Girolamo Torquati, storico locale e consigliere comunale cattolico nel periodo post-unitario, in un consiglio comunale del 1877 ebbe a dire:
(Girolamo Torquati, delibera n° 38 del 25 maggio 1877.)
Solo nei primi anni del Novecento iniziò una nuova espansione urbana con la costruzione dei "villini Grandi" e l'inizio dell'urbanizzazione dell'area degli ex-Giardini Colonna, terminata solo negli anni cinquanta. Dopo la seconda guerra mondiale il piano di ricostruzione approvato nel 1954 mise in conto la nuova espansione verso l'attuale quartiere Vascarelle, e tra gli anni sessanta e settanta si completò l'edificazione del quartiere Villa Desideri nell'area dell'ex-villa Colonna di Belpoggio.
Nel frattempo, la crescita della frazione di Ciampino (iniziata con la costruzione degli alloggi per i reduci della prima guerra mondiale) portò alla separazione amministrativa della stessa ratificata nel 1974, e già con il piano di ricostruzione del 1954 incominciò l'espansione della frazione di Santa Maria delle Mole e, più tardi, di Cava dei Selci, Frattocchie e Castelluccia, per cui il tentativo di indipendenza attuato nel 1993 con il comune autonomo di Boville naufragò in breve tempo.
Il primo piano regolatore generale del Comune di Marino venne adottato nel 1976 e fu approvato dal consiglio regionale del Lazio il 21 marzo 1979 con delibera nº 1057.
In seguito, vennero approvate dal consiglio comunale delle varianti nel 1989, ratificata nel 1994 dal consiglio regionale, e nel 2000: quest'ultima dibattuta variante al Piano è stata approvata dal consiglio regionale con delibera nº 994 del 29 ottobre 2004.
La nuova variante, seppur il comitato tecnico regionale nella seduta del 21 ottobre 2004 abbia tagliato più di 4.000.000 di m³ di nuove costruzioni, prevede sostanziosi interventi urbanistici, dislocati soprattutto nei territori delle frazioni: il più discusso è l'istituzione di una grande zona D6 ("zone produttive - impianti industriali e attività artigianali") in località Divino Amore, ai confini con il comune di Roma, in un'area per la quale Legambiente aveva proposto l'inserimento nel perimetro del Parco Regionale dell'Appia Antica. Però nell'ultima espansione del perimetro del parco (17 ottobre 2006) la Regione Lazio ha escluso la zona di Mugillae e del Divino Amore, suscitando le polemiche degli ambientalisti sull'urbanizzazione dell'area. Sostanzialmente, verranno edificati 1.000.000 di metri ³ di cemento sull'area definita dagli ambientalisti "l'ultimo lembo di Campagna Romana", portando però una capacità insediativa e di addetti pari a 8 000 persone.
Nel 2008 il Comune di Marino ha dato finalmente il via libera per la realizzazione di 462 appartamenti di edilizia economica e popolare in località Costa Caselle e di altre abitazioni residenziali in località Paolina, entrambi siti prossimi al centro storico.

### Suddivisioni storiche

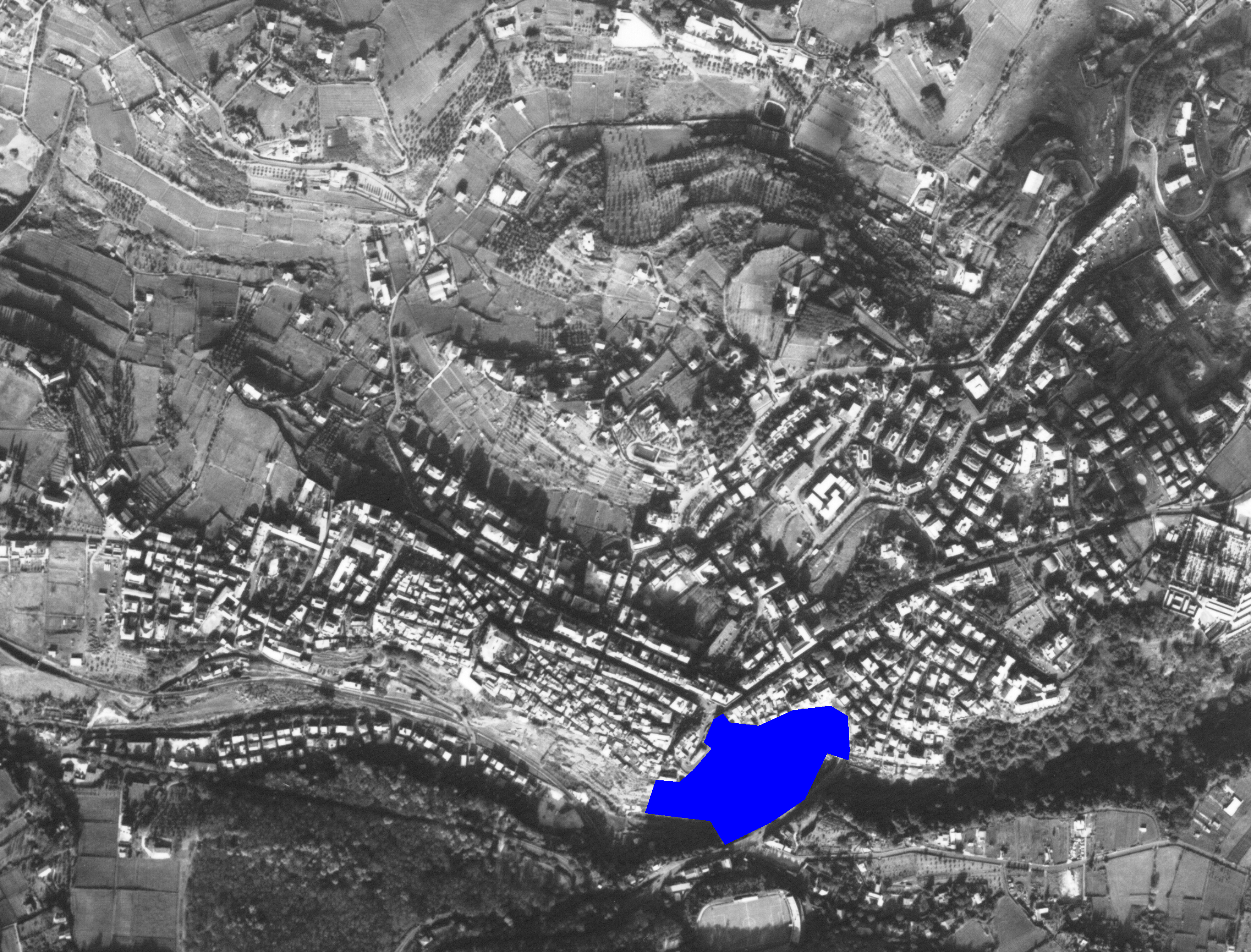
Il quartiere Acquasanta.
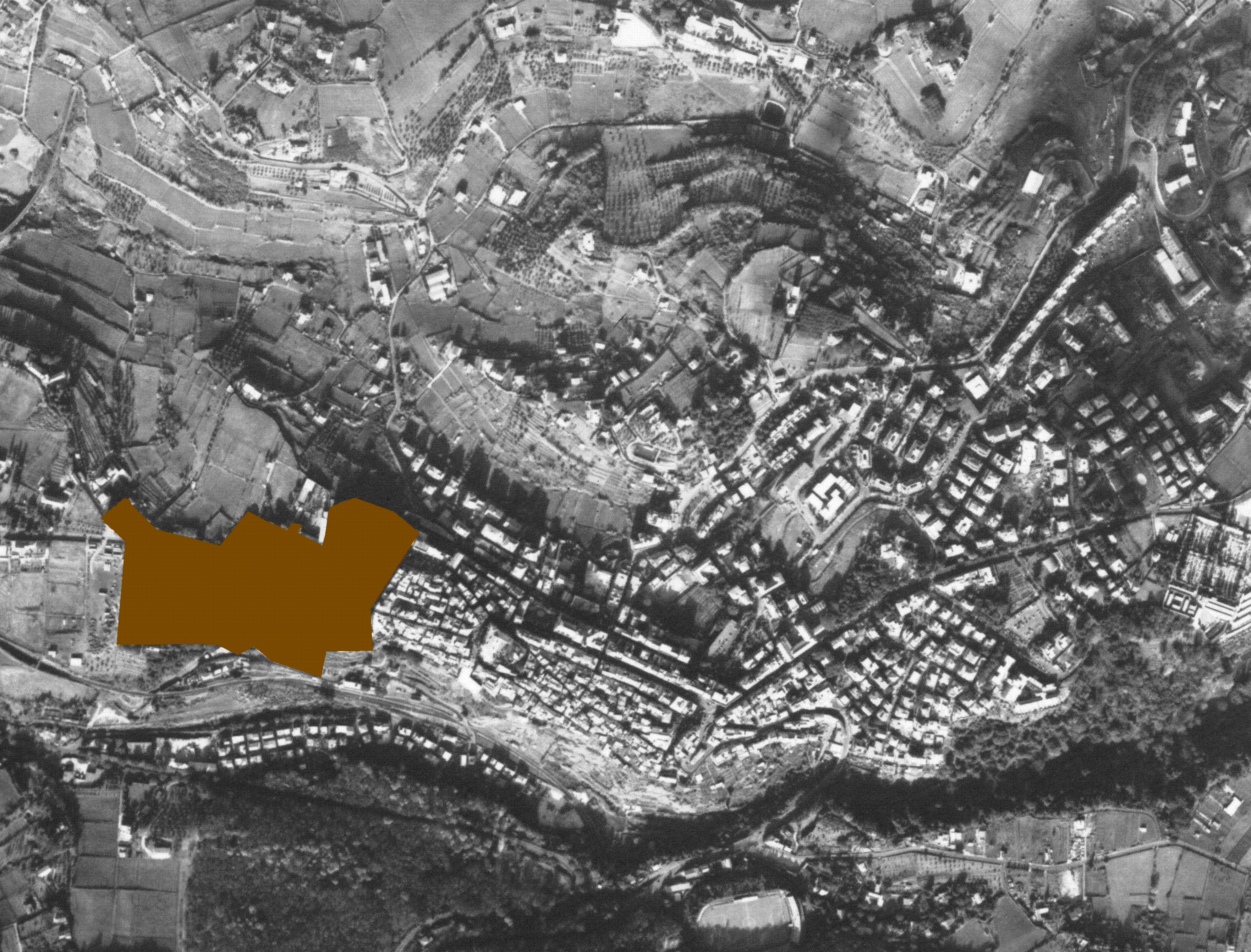
Il quartiere Borgo Garibaldi.
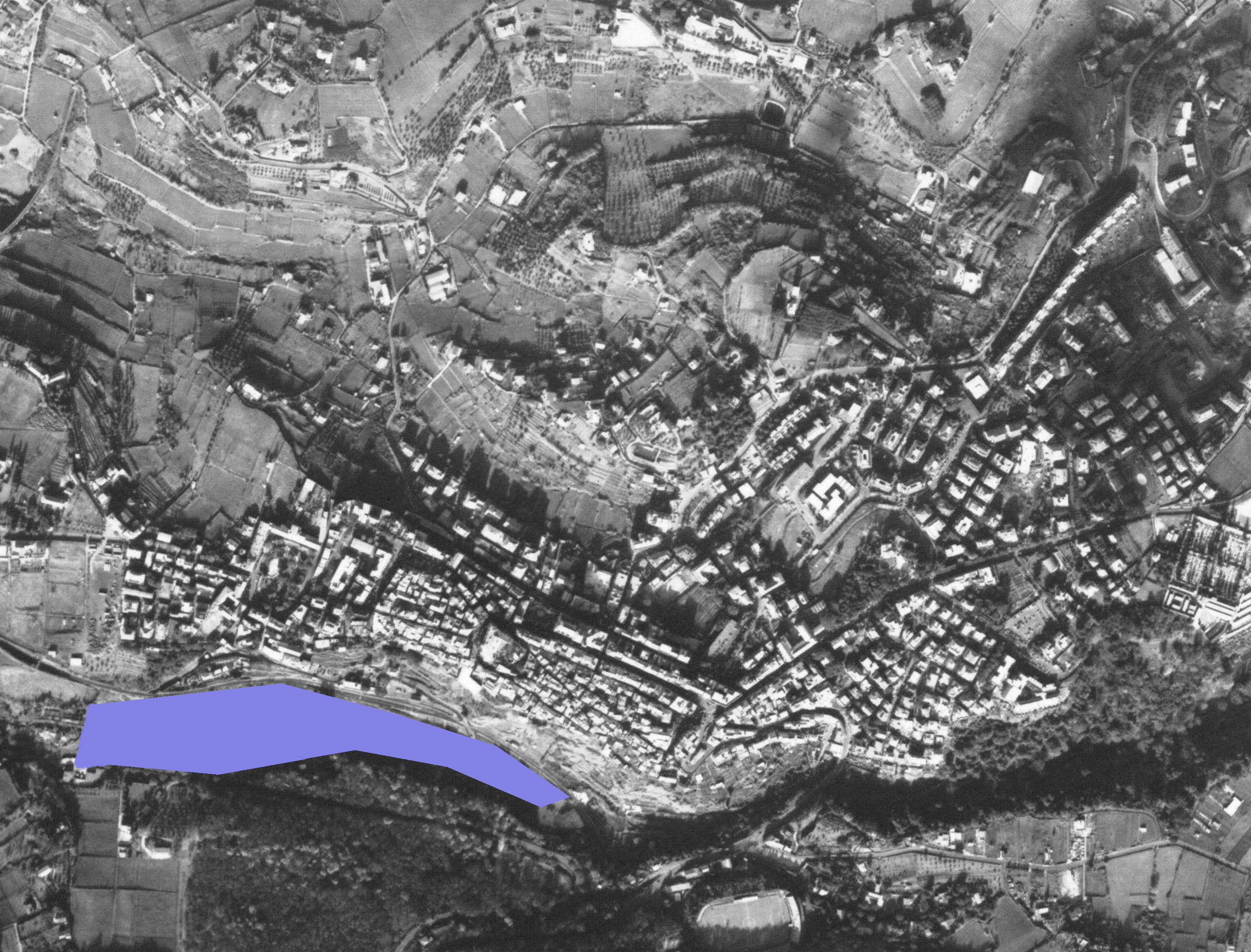
Il quartiere Cave di Peperino.
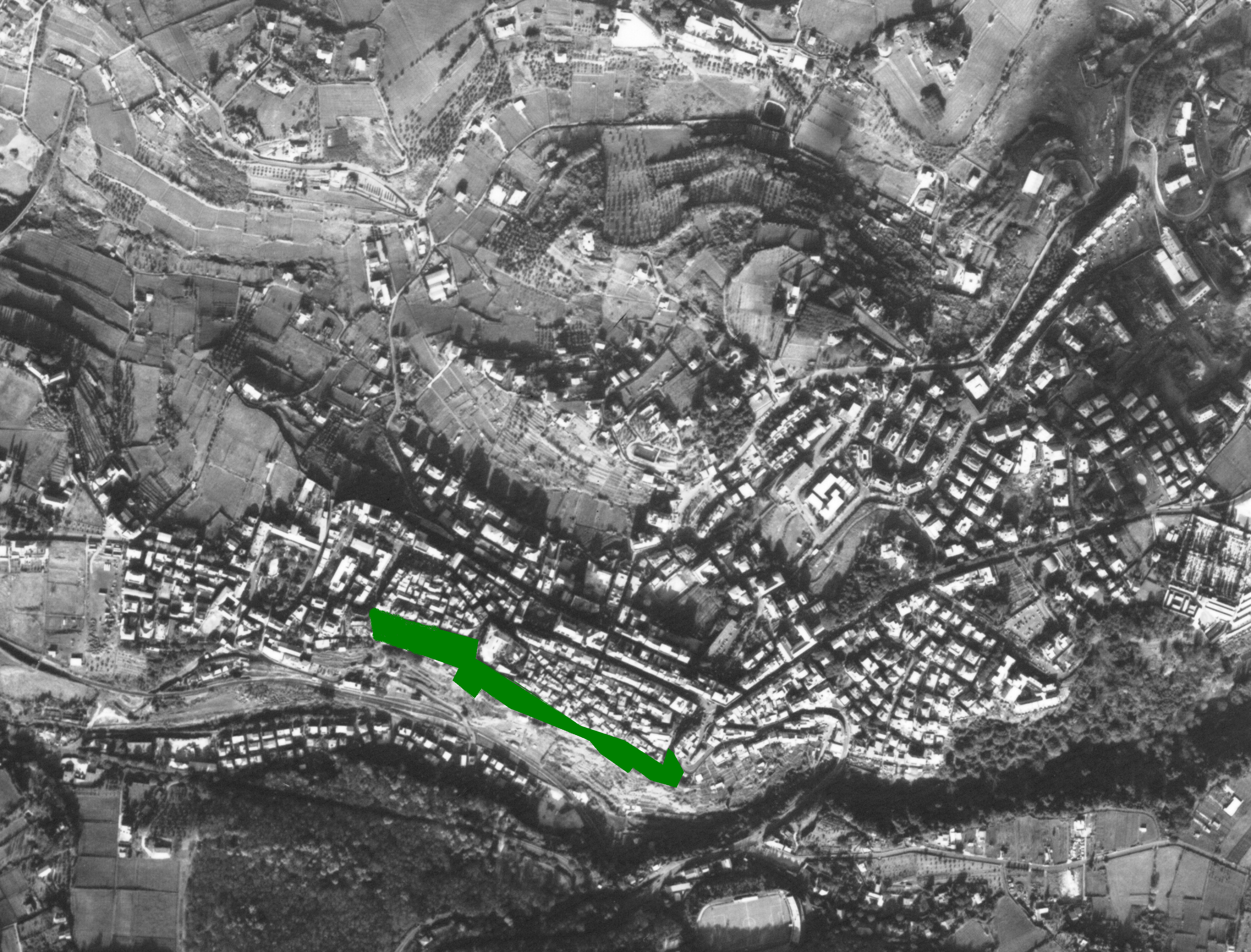
Il rione Coste.
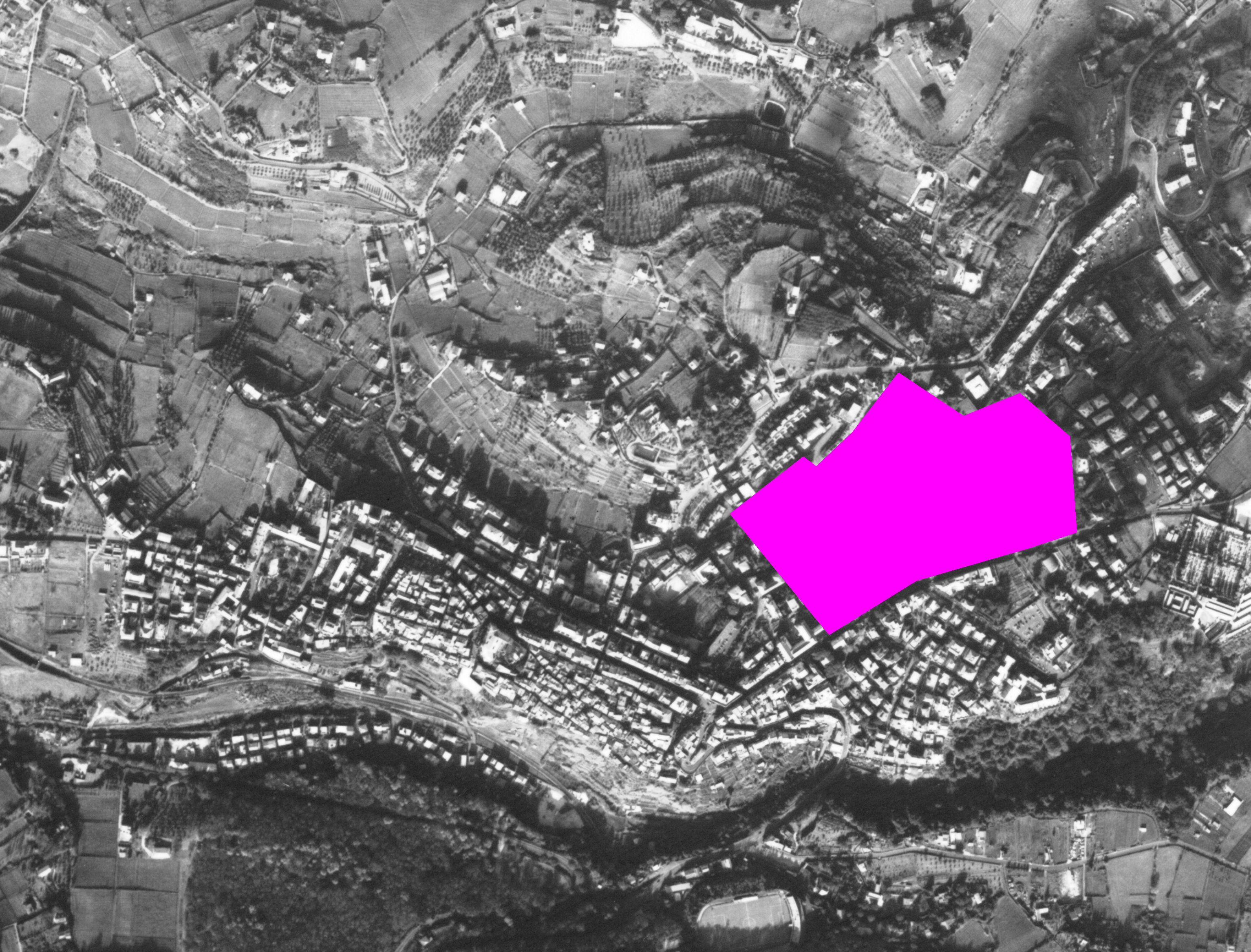
Il quartiere Villa Desideri.

### Suddivisioni amministrative
Il territorio comunale è stato suddiviso dal 1992 in tre circoscrizioni di decentramento comunale:
- I circoscrizione: Marino centro
- II circoscrizione: Santa Maria delle Mole - Cava dei Selci, comprendente anche la frazione di Fontana Sala
- III circoscrizione: Frattocchie - Due Santi - Castelluccia

## Economia
Tradizionalmente, l'attività principale del territorio è la vitivinicoltura, che ha sempre garantito ai marinesi un discreto livello di benessere. Anzi, per lungo tempo Marino era meta di immigrazione stagionale o stabile, prevalentemente dai paesi del Lazio Meridionale.
Oggi il ruolo della vitivinicoltura è molto ridotto, anche se continua ad essere caratterizzante; hanno invece notevole sviluppo il settore dei servizi, legato anche alla vicinanza della Capitale, e quello edilizio. Discretamente sviluppato il commercio.

## Infrastrutture e trasporti

### Strade
Strade statali
Il territorio comunale è attraversato da una strada statale:
- Strada statale 7 Via Appia.

Strade regionali
Il territorio del comune di Marino è attraversato da una strada regionale:
- Strada regionale 207 Nettunense (ex-strada statale).

Strade provinciali
Il territorio comunale è attraversato da numerose strade provinciali, di competenza della città metropolitana di Roma. Di seguito un elenco, con l'indicazione del decreto di provincializzazione:
- Strada provinciale 16/b di Costa Caselle, dal km 2+400 della via Maremmana III al km 9+300 della via dei Laghi (DGR n. 4134 del 17 settembre 1979);
- Strada provinciale 20/b Marino Frattocchie Via dei Laghi (Via Salvatore Quasimodo), dall'intersezione tra S.P. Selve Nuove Castel De' Paolis con la S.P. 73/a Marino Frattocchie al km 4+400 della via dei Laghi (D.M. del 22 novembre 1961);
- Strada provinciale 37/c Sant'Anna in Grottaferrata, dall'abbazia di Grottaferrata a via Giuseppe Garibaldi in Marino esclusa la traversa interna di Marino (Via Sant'Anna) dal km 1+850 a fine strada (D.M. del 22 novembre 1968);
- Strada provinciale 45/b Vecchia di Velletri (Via Vecchia di Velletri), dal km 20+100 della via Maremmana III alla S.P. 16/b di Costa Caselle esclusa la traversa interna di Grottaferrata (DGR n. 6578 del 22 dicembre 1979);
- Strada provinciale 61/a Selve Vecchie Preziosa Valle Marciana, dal km 1+400 della S.P. 62/a Selve Nuove Castel de' Paolis I tronco al km 6+600 della via Anagnina (DGR n. 6579 del 22 dicembre 1979);
- Strada provinciale 62/a Selve Nuove Castel de' Paolis, dalla S.P. 77/b Pedemontana dei Castelli alla S.P. 37/c Sant'Anna in Grottaferrata (I tronco per km 2+993) e dalla S.P. 62/a Selve Nuove Castel de' Paolis I tronco al km 0+850 della S.P. 73/a Marino Frattocchie (II tronco per km 0+836) (DGR n. 6124 del 14 dicembre 1979);
- Strada provinciale 73/a Marino Frattocchie (Via Romana o Castrimeniense), dal km 3+400 della via dei Laghi a piazza Giuseppe Garibaldi in Marino esclusa la traversa interna di Marino (Via Cesare Colizza) dal km 2+088 a fine strada;
- Strada provinciale 75/b Marino Due Santi (Via Spinabella), da piazza Giuseppe Garibaldi in Marino al km 24+400 della via Appia esclusa la traversa interna di Marino (Via Borgo Stazione) dal km 0+000 al km 1+100 (D.M. del 28 giugno 1961);
- Strada provinciale 77/b Pedemontana dei Castelli (via del Sassone), dal km 16+900 della via Casilina al km 19+900 della via Appia (D.M. del 28 giugno 1961);
- Strada provinciale 140 del lago Albano (ex-strada statale), dal chilometro 21+400 della via Appia al chilometro 24+600 della via Maremmana III (DGR 543 del 10 aprile 2001);
- Strada provinciale 140 dir del lago Albano (ex-strada statale), dal chilometro 0+732 della S.P. 140 del lago Albano al chilometro 2+300 della S.P. 297 "del lago Olimpico" (DGR 543 del 10 aprile 2001);
- Strada provinciale 216 Maremmana III (ex-strada statale), dal chilometro 29+000 della via Casilina al chilometro 24+790 della via Appia escluse le traverse interne di Frascati, Grottaferrata, Marino (dal chilometro 19+960 al chilometro 22+090; Corso Vittoria Colonna, Piazza Giacomo Matteotti e Via Ferentum) ed Albano (DGR 543 del 10 aprile 2001);
- Strada provinciale 217 via dei Laghi (ex-strada statale), dal km 17+100 al km 38+600 della via Appia escluse le traverse interne di Ciampino e Velletri (DGR n. 543 del 10/04/2001).

### Ferrovie

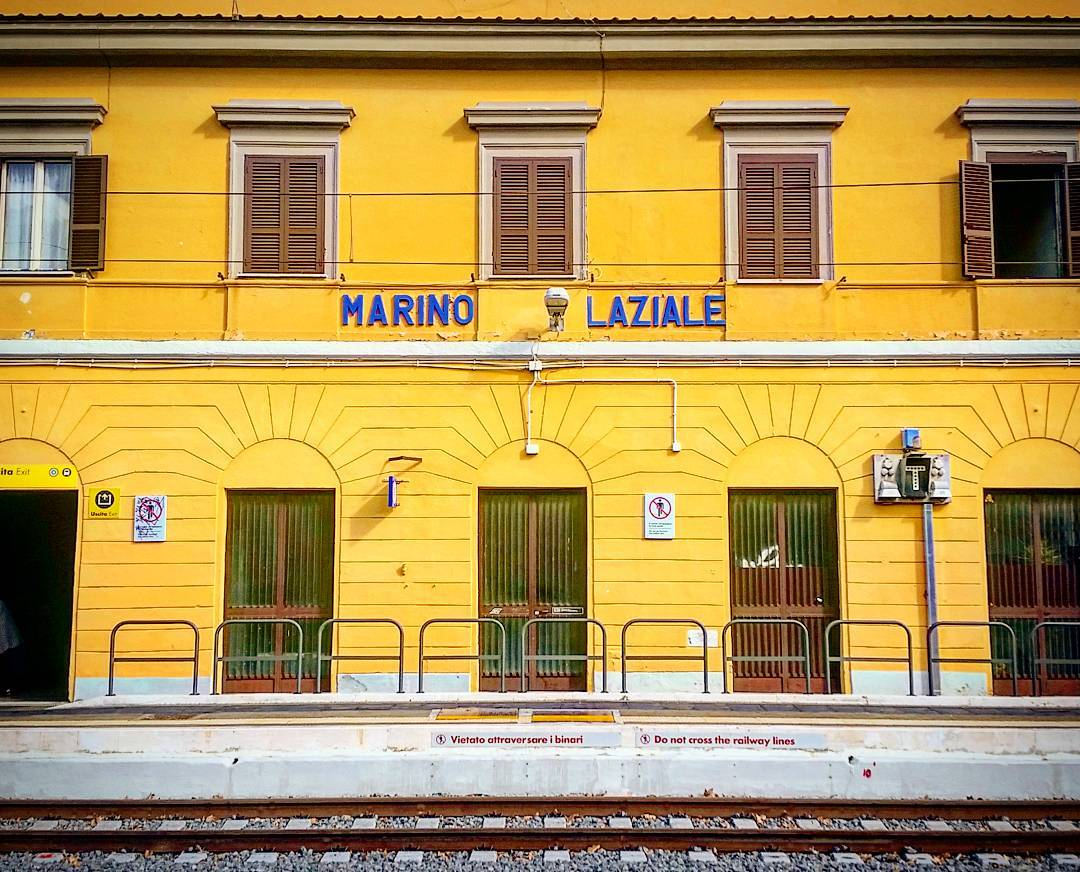
La stazione ferroviaria di Marino centro sulla ferrovia Roma-Albano.

Linee ferroviarie regionali extra-urbane
Il territorio di Marino è attraversato da due linee ferroviarie, appartenenti alla FL4 (ferrovia regionale del Lazio):
- Ferrovia Roma-Albano; costruita a partire dal 1881, venne inaugurata nel 1889, fino al 1927 proseguiva verso Cecchina e Nettuno. Lunga globalmente 28.41 chilometri, attraversa il comune di Marino servendolo con la stazione omonima; assicura un collegamento con i comuni di Ciampino, Castel Gandolfo e Albano Laziale.

- Ferrovia Roma-Velletri; inaugurata da papa Pio IX nel 1863, è stata la terza linea ferroviaria dello Stato Pontificio, e fino al 1892 proseguiva verso Valmontone e Napoli. Lunga globalmente 41.01 chilometri, attraversa il comune di Marino servendolo con la stazione di Santa Maria delle Mole; assicura un collegamento con i comuni di Ciampino, Castel Gandolfo, Albano Laziale, Ariccia, Genzano di Roma, Lanuvio e Velletri.

Sul territorio comunale sono presenti due gallerie ferroviarie, entrambe sulla ferrovia Roma-Albano:
- Galleria di Colle Cimino, lunga 220 metri;
- Galleria di Marino, lunga 315 metri, è la seconda galleria per lunghezza delle quattro gallerie della ferrovia Roma-Albano.

Durante la seconda guerra mondiale le due gallerie accolsero numerosi sfollati in fuga dai bombardamenti aerei alleati.
Inoltre la ferrovia Roma-Albano dopo la Galleria di Colle Cimino passa sul Ponte dei Sei Archi, semplicemente detto "de i Sei Archi de Marino", un grande ponte ferroviario a sei arcate che attraversa la Valle dei Morti.
Linee tranviarie extra-urbane

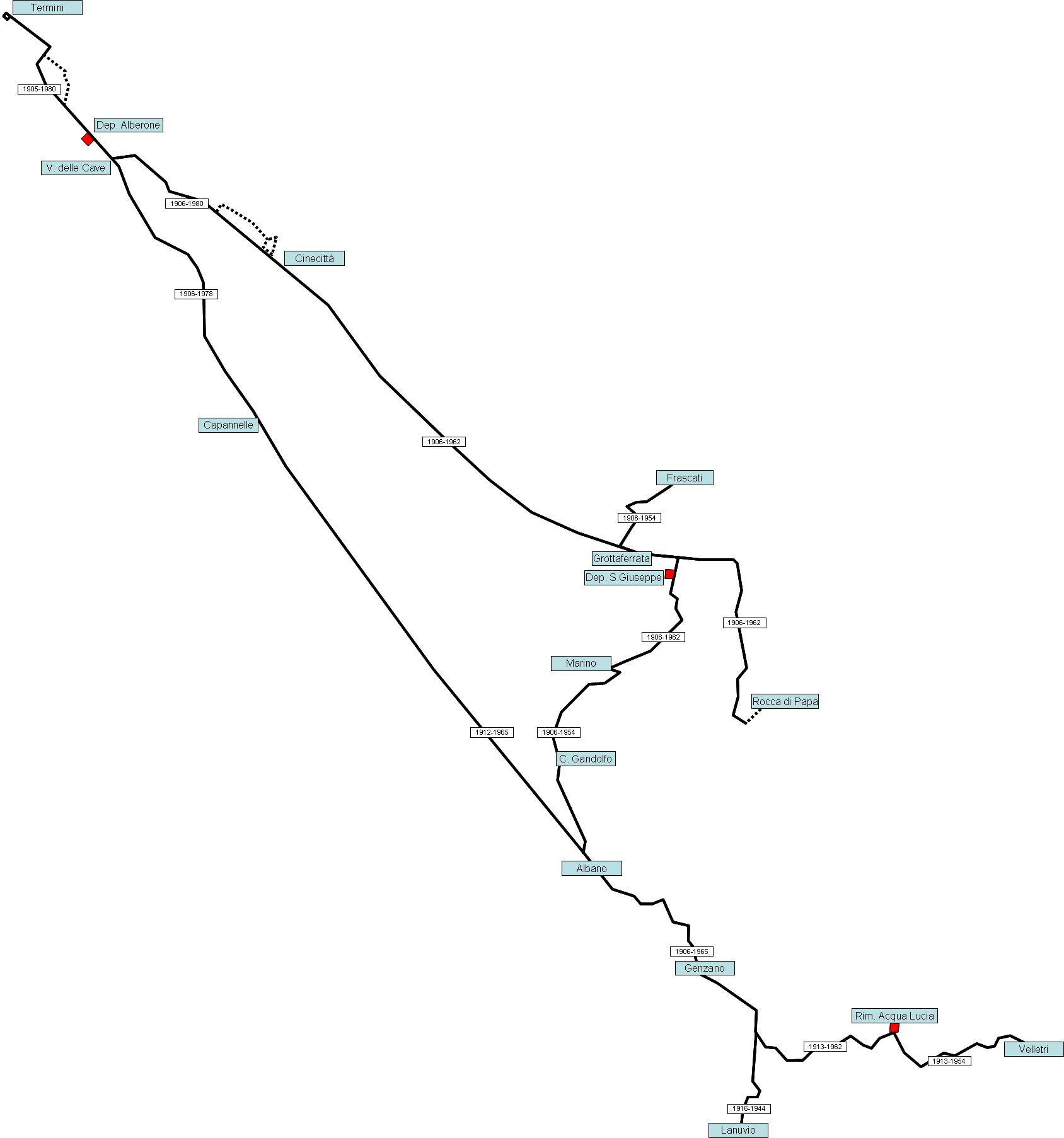
Le Tramvie dei Castelli Romani.

Dal 1856 l'allora frazione di Ciampino era collegata a Roma per via ferroviaria. Nel 1880 il Comune di Marino decise di realizzare un collegamento tra Marino e Ciampino, e quindi a Roma: nacque così la linea Portonaccio-Marino, più una tramvia a vapore che una vera e propria ferrovia. Realizzata a dispetto del forte dislivello del terreno, il funzionamento di questa linea era spesso ostacolato dall'asperità del tracciato. La stazione era situata fuori Marino, lungo la via Castrimeniense. Nel 1881 iniziò la costruzione della ferrovia Roma-Albano, completata nel 1889: l'entrata in funzione di questa linea sancì la definitiva fine della Portonaccio-Marino.
La progettazione di una vera tramvia per i Castelli Romani iniziò nel 1901: tuttavia il primo tronco delle gloriose Tramvie dei Castelli Romani fu inaugurato solo il 19 febbraio 1906 ed era la tratta Roma-Grottaferrata-Frascati; nell'aprile 1906 venne aperto il tronco Grottaferrata-Marino-Castel Gandolfo-Albano Laziale-Ariccia-Genzano di Roma e nell'ottobre la funicolare Grottaferrata-Valle Oscura-Rocca di Papa. La linea tramviaria percorreva lo stesso tracciato attualmente percorso dagli autobus COTRAL, ovvero la Strada statale 216 Maremmana III, che nel tratto urbano si chiamavano corso Vittoria Colonna, come oggi, e piazza XXIV Ottobre, oggi Giacomo Matteotti. Il 4 marzo 1912 venne aperto il collegamento Roma-Albano Laziale, che seguiva la Strada statale 7 Via Appia lambendo la frazione Frattocchie. La STFER, società che gestiva le tramvie castellane, collocò un deposito ai confini con Grottaferrata, località San Giuseppe-Colonnelle. Dopo la seconda guerra mondiale, iniziò lo smantellamento della Tramvie dei Castelli Romani: il 4 agosto 1954 chiuse la tratta Marino-Albano Laziale; il 15 dicembre 1963 la Marino-Grottaferrata e infine, il 3 gennaio 1965, venne effettuata l'ultima corsa della Roma-Albano Laziale.

### Aeroporti
Fino al 1974, data del riconoscimento dell'autonomia amministrativa del comune di Ciampino, l'aeroporto di Roma-Ciampino ricadeva in parte nel territorio marinese. Oggi non è più così, tuttavia parte del cono di volo dell'aeroporto ricade sul territorio marinese, specialmente sulle frazioni di Santa Maria delle Mole e Cava dei Selci, con i conseguenti problemi di inquinamento acustico.

### Mobilità urbana
La COTRAL, compagnia regionalizzata dei trasporti pubblici, assicura numerose corse extra-urbane nei Castelli e di collegamento con Roma.
Il trasporto pubblico su gomma è assicurato anche dal Comune di Marino e garantisce cinque linee circolari, gestite attualmente dall'azienda "Schiaffini Travel".:

## Amministrazione
| Periodo         | Periodo         | Primo cittadino        | Partito      | Carica                  | Note |
| --------------- | --------------- | ---------------------- | ------------ | ----------------------- | ---- |
| 24 giugno 1996  | 1º maggio 2000  | Rosa Perrone           | PDS          | Sindaco                 |      |
| 1º maggio 2000  | 24 giugno 2002  | Fabio Desideri         | AN           | Sindaco                 |      |
| 24 giugno 2002  | 10 giugno 2003  | Fausto Gianni          |              | Commissario prefettizio |      |
| 10 giugno 2003  | 23 aprile 2005  | Ugo Onorati            | DS           | Sindaco                 |      |
| 23 aprile 2005  | 30 maggio 2006  | Ferdinando Santoriello |              | Commissario prefettizio |      |
| 30 maggio 2006  | 29 aprile 2013  | Adriano Palozzi        | PdL          | Sindaco                 |      |
| 29 aprile 2013  | 26 maggio 2014  | Fabrizio De Sanctis    | PdL          | Vicesindaco f.f.        |      |
| 26 maggio 2014  | 10 aprile 2015  | Fabio Silvagni         | FI           | Sindaco                 |      |
| 10 aprile 2015  | 20 giugno 2016  | Enza Caporale          |              | Commissario prefettizio |      |
| 20 giugno 2016  | 18 ottobre 2021 | Carlo Colizza          | M5S          | Sindaco                 |      |
| 18 ottobre 2021 | in carica       | Stefano Cecchi         | centrodestra | Sindaco                 |      |

### Gemellaggi
Marino è gemellata con le seguenti città:
- Anderlecht
- Assisi
- Aversa
- Boulogne-Billancourt, dal 1968
- Ischia
- Irving, dal 1989[214]
- Lepanto, dal 2004[215]
- Neukölln, dal 1980[216][217]
- Paterna, dal 1985[218]
- Zaanstad, dal 1980[216]

## Sport

### Calcio
Le realtà calcistiche che operano sul territorio comunale nella stagione calcistica 2025/2026 sono:
- Nuova Santa Maria delle Mole, la cui prima squadra maschile partecipa al campionato di Eccellenza Lazio 2025-2026 (Girone A);
- A.S.D. Marino Calcio, la cui prima squadra maschile partecipa al campionato di Prima Categoria (Girone C);
- Vis Santa Maria delle Mole, la cui prima squadra maschile partecipa al campionato di Prima Categoria Girone F).

Storicamente, la più antica realtà calcistica fondata a Marino, nel 1923, fu la "Lepanto" (maglia a righe bianche e azzurre) inizialmente in ambito cattolico, tanto da essere costretta allo scioglimento negli anni del regime fascista. Ai pionieri del calcio marinese si deve l'allestimento del primo campo di calcio, ricavato dall'abbattimento di un fitto canneto di fronte al monastero delle Piccole Sorelle dei Poveri ("Monache Camporesi"), in corso Vittoria Colonna. 
Per un breve periodo è esistita un'altra squadra, la "Savoia", poi tutte le organizzazioni sportive furono fatte confluire nella O.N.D. Marino (maglia nera) e nella G.I.L. Marino (maglia bianca). In questi anni venne realizzato il primo campo sportivo comunale nel sito dell'attuale, intitolato "Ferentum" in onore del Lucus Ferentinae, antico luogo di riunione della Lega Latina che si supponeva localizzato a Marino. 
Dopo lo sciolgimento delle organizzazioni fasciste e la fine della guerra, nel 1946, nacquero la "A.S. Marino" e l'"Edera Marino" (legata al locale Partito repubblicano), mentre nel 1947 venne rifondata la "Lepanto". Di questo periodo, tra i molti altri giovani talentuosi, si ricordano due promesse prematuramente scomparse, Gino Di Giulio e Mario Negroni.
Nei decenni seguenti, sono esiste varie realtà calcistiche con i nomi di "A.S. Marino, "Polispostiva Marino", "Pro Marino", "Società Sportiva Vini Trinca", "U.S. Lepanto Marino".
Sorse una società sportiva "Santa Maria delle Mole" anche nell'omonima località, in piena espansione.
Nel 1972 presso l'Oratorio Parrocchiale San Barnaba venne costituita la "Primavera Marino", fortemente voluta dal sacerdote don Ugo di Lollo, affiliata al Nucleo Addestramento Giovani Calciatori (N.A.G.C.) della Federazione Italiana Giuoco Calcio. 
Negli anni Ottanta, grazie al sostegno economico dell'imprenditore Domenico Fiore (scomparso prematuramente nel 1992, ed al quale nel 2006 è stato intitolato lo stadio comunale di Marino), la "A.S. Marino" arrivò prima nel proprio girone dei campionati di Promozione Lazio 1989-1990 (Girone C; ma non fu promossa a causa di 1 punto di penalizzazione) e di Promozione Lazio 1990-1991 (Girone C), dopo un leggendario spareggio giocato sul campo neutro di Isola Liri. 
Dal 1993 opera la "A.S.D. Città di Marino", che raggiunge la Serie D 2011-2012 (gironi G-H-I) in quanto finalista della Coppa Italia Dilettanti 2010-2011. In quella stagione si qualifica ai play-off ma viene fermata dal Pomigliano. 
Il "Nuovo Santa Maria delle Mole" raggiunge la Serie D 2013-2014 (gironi G-H-I).
Negli anni seguenti sono esistite sul territorio varie realtà calcistiche, tra cui la "A.S. Marino '90" (in cui ha iniziato la carriera verso il professionismo Alessandro Crescenzi) e la "U.S.D. Lepanto", rifondata nel 2009, che nel 2013 celebra i 90 anni dalla fondazione della prima rappresentativa di calcio marinese. 
Nel 2015 viene fondata la "A.S.D. Marino Calcio".
Nella località di Cava dei Selci ha operato il "Cava dei Selci '97". 

### Calcio a 5
Le squadre di calcio a 5 che operano sul territorio comunale nella stagione calcistica 2025/2026 sono:
- il Real Castel Fontana, la cui prima squadra maschile milita nel campionato di Serie B;
- il Marino Academy Calcio a 5, scuola calcio affiliata al Real Castel Fontana;
- la Polisportiva Lepanto Sempre A.P.S., che ha curato il rifacimento del campo da calcio a 5 dell'Oratorio parrocchiale San Barnaba.

In passato il Marino Calcetto ha partecipato sei volte al campionato di Serie A (1990-1995; 1996/1997), ed ha vinto il campionato italiano di calcio a 5 1986-1987.

### Pallavolo
Le realtà sportive che operano sul territorio comunale nella stagione sportiva 2025/2026 sono:
- Marino Pallavolo, fondata nel 1980, al cui interno esistono squadre maschili (Marino Bulls) e femminili (Marino Stars). La squadra opera presso il Palazzetto dello Sport sito in località Cava dei Selci (Piazzale dello Sport n. 2);
- A.S.D. Volley Lab De' Settesoli, affiliata .

### Basket
Le realtà sportive che operano sul territorio comunale nella stagione sportiva 2025/2026 sono:
- Marino Lions, che opera presso il Palazzetto dello Sport sito in località Cava dei Selci (Piazzale dello Sport n. 2).

### Discipline paralimpiche
Sul territorio comunale esiste la Polisportiva Evergreen A.S.D..

### Impianti sportivi
- Palaghiaccio in località Cava dei Selci (chiuso al pubblico dal 2011);
- Stadio comunale "Domenico Fiore" a Marino;
- Palazzetto dello Sport in località Cava dei Selci (Piazzale dello Sport n. 2);
- Campo comunale "Attilio Ferraris" in località Santa Maria delle Mole;
- Campo comunale di via Marsala in località Cava dei Selci;
- Centro Sportivo "Green House" in località Santa Maria delle Mole (piscina coperta; campo da calcio a 9 in erba sintetica all'aperto; campo da calcio a 8 in erba sintetica all'aperto; 3 campi da calcio a 5 in erba sintetica all'aperto; 1 campo da tennis in erba sintetica all'aperto; 4 campi da padel all'aperto).
- Piscina coperta dell'A.S.D. Accademia del Nuoto a Marino, in località Civitella (Via Pietro Nenni n. 16);
- Campo da calcio a 5 comunale nel parco pubblico di Villa Desideri;
- Campo da calcio a 5 dell'Oratorio parrocchiale San Barnaba;
- Centro sportivo "Stardust" in località Frattocchie;
- Campo da calcio a 5 dell'oratorio parrocchiale di Fontana Sala.